# Венеційська школа

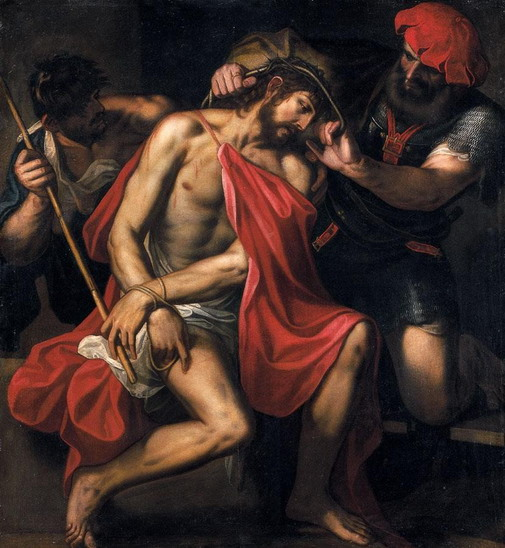
Анонім із Венеції. «Коронування терновим вінцем», кінець XVI ст.

Венеці́йська школа —  художня школа живопису, що існувала в області Венето впродовж декількох століть із центром у Венеції. Характеризувалась надзвичайно вартісними художніми якостями, перш за все, у колориті (в використанні яскравих, святкових, гармонійно поєднаних фарб).

## Історичні дані

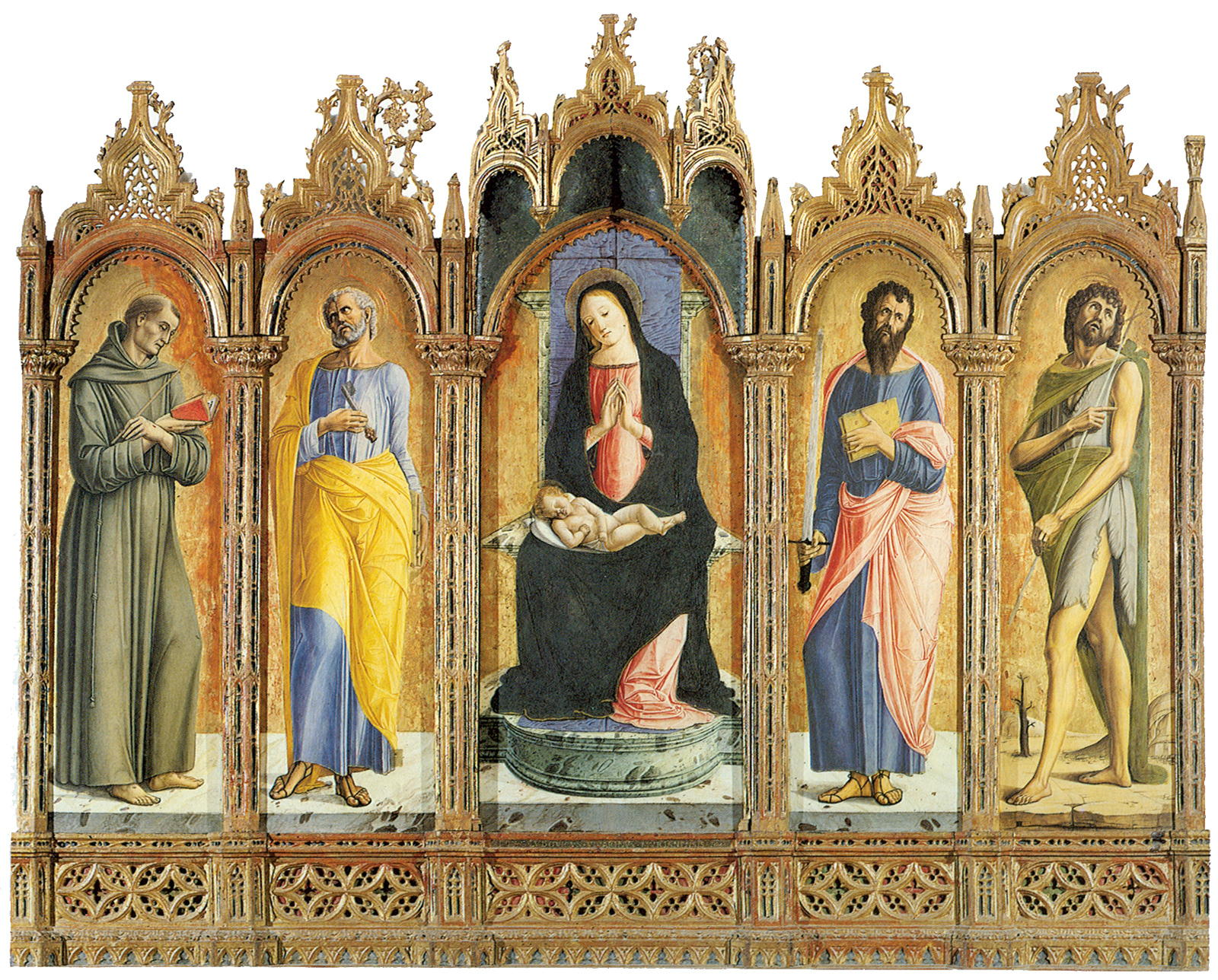
Альвізе Віваріні. Мадонна на троні і чотири святих. Урбіно.

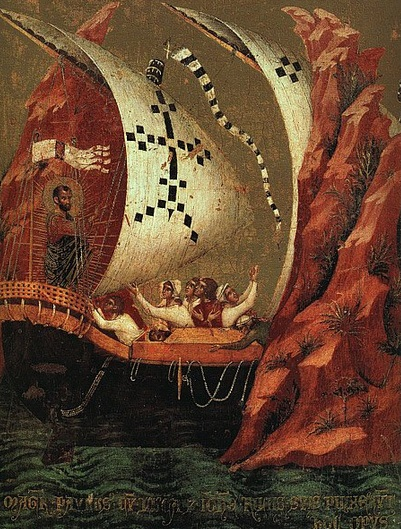
Паоло Венеціано. «Вивіз морем мощей святого Марка у Венецію». Сцена з житія Евангеліста Марка. 1345 р. Музей Марчіано, Венеція.

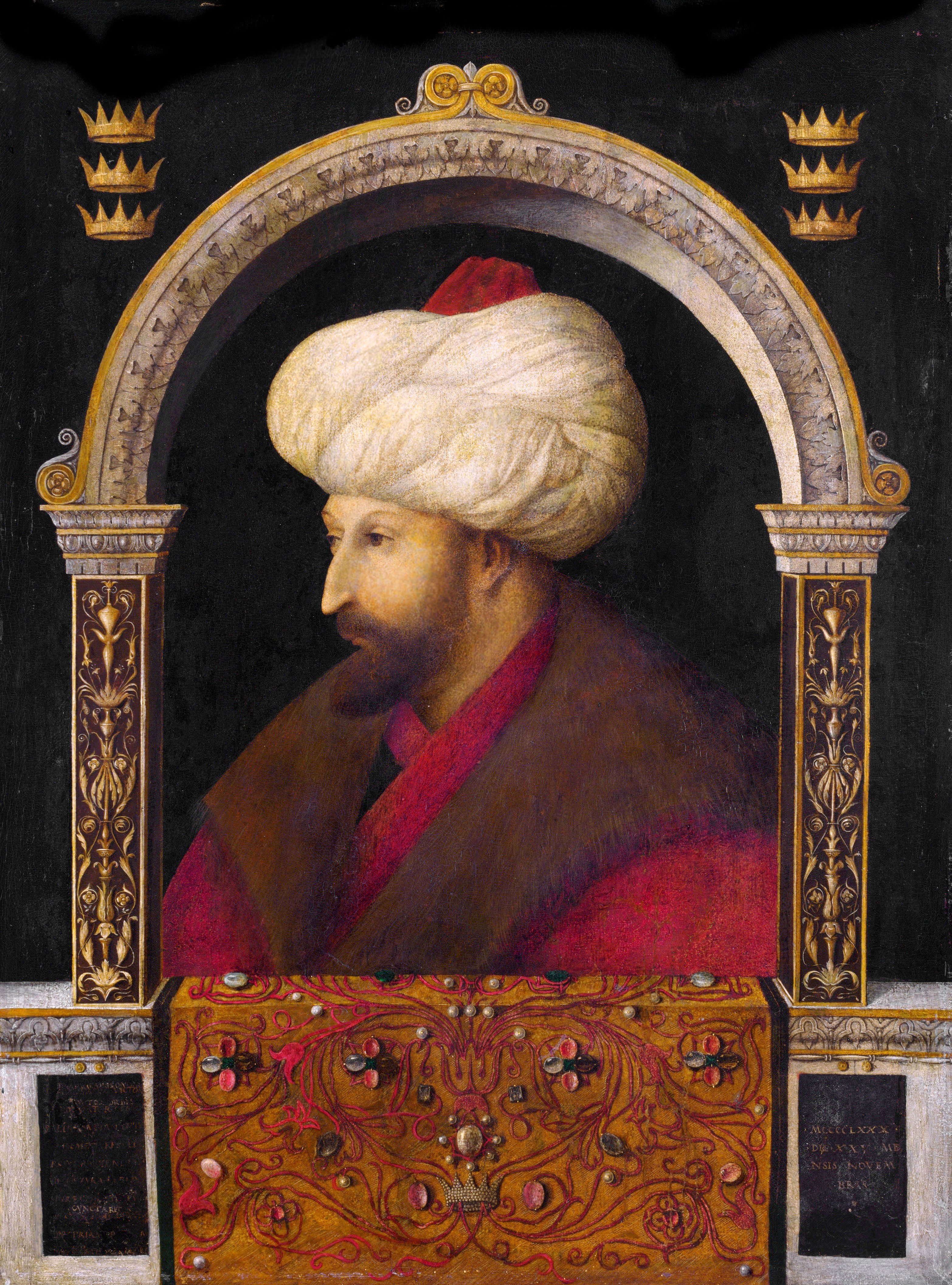
Портрет Мехмеда II, 1480, Нац. галерея, Лондон, створений художником у Стамбулі.

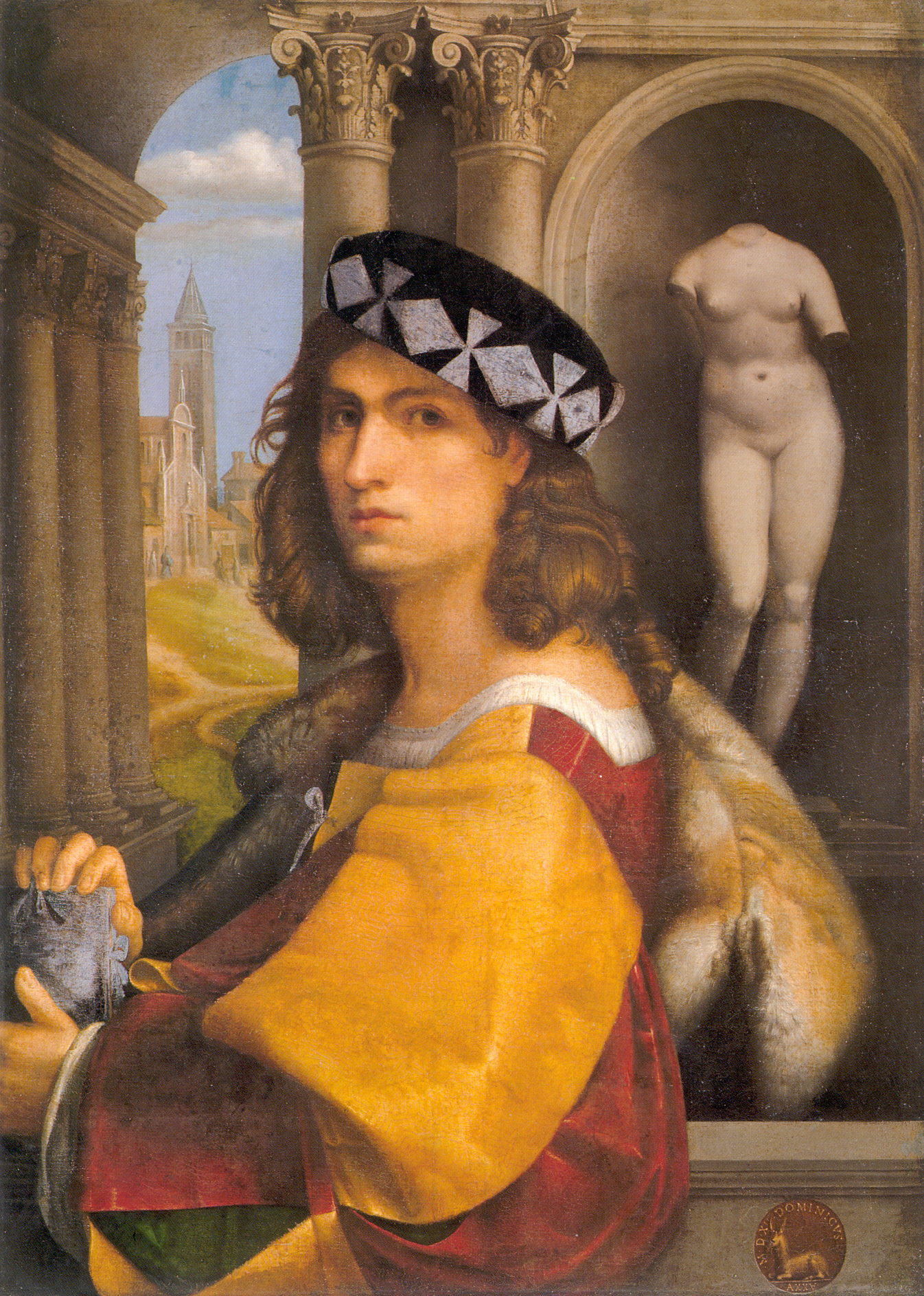
Доменіко Капріола, автопортрет. Ермітаж

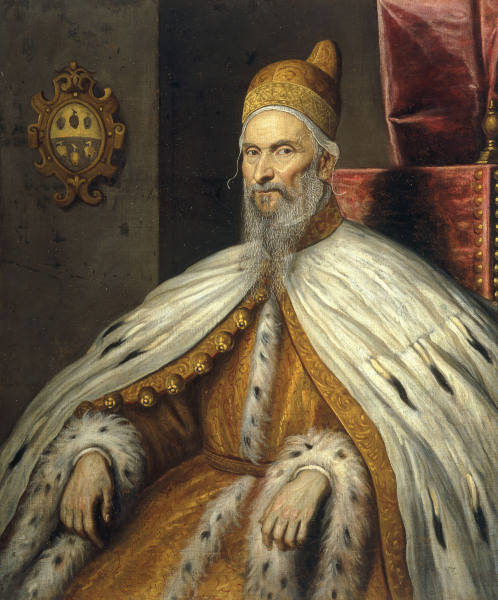
Леандро Бассано. «Дож Маркантоніо Меммо», до 16XV р., приватна збірка

Венеційська школа налічує декілька століть історичного розвитку. На перших етапах головувала архітектура. Але специфічні умови географічного розташування та культурних впливів як з заходу (готика) так і зі сходу (перш за все з Візантії) обумовили надзвичайно своєрідний сплав культури, що відбився в так званій венеційській готиці. Остання не мала значного конструктивного характеру (як у Франції), а активно використовувала декоративні знахідки стилю. У декорі сакральних споруд переважали елементи, запозичені з відомого мистецького центру середньовіччя — Візантійської імперії (ікона, емаль, мозаїка, килими і коштовний текстиль взагалі). Часто це були ікони чи ювелірні вироби, придбані чи вивезені з Візантії як військові трофеї.
Суто венеційська школа живопису налічує не менш як 400 років сталого розвитку. Перші зразки XV століття ще тяжіли до візантійських зразків іконопису чи мозаїк. Але елементи готики в поєднанні з візантійськими впливами давали своєрідні місцеві зразки (низка творів візантійських і венеційських майстрів іконопису XV ст., Паоло Венеціано, Альвізе Віваріні, ранні твори Якопо Белліні).
Накопичення досвіду і вдосконалення майстерності благодійно вплинуло на майстрів Венеції вже в середині XV століття. Цьому сприяли як запозичення техніки олійного живопису, стійкішого в вологому кліматі Венеції, ніж фрески, так і впливи художників з інших мистецьких центрів (Антонелло да Мессіна, бл. 1430 — 1479).
Венеційські майстри досягли значних успіхів у портретному живопису, про що свідчать запрошення їх в інші країни для портретування. Але тривалий час був витрачений на подолання застиглості, нерухомості релігійних і побутових образів, що стали характерною ознакою творчості багатьох венеційських майстрів, (Карло Крівеллі, Джентіле Белліні, Чіма да Конельяно, Марко Базаїті, ранні твори Джованні Белліні і Джорджоне, Лоренцо Лотто), а в творах Вітторе Карпаччо і Вінченцо Катена неподолана застиглість доживе і до першої третини XVI століття.
Показовою стала довга еволюція творчості Джованні Белліні — від застиглих образів раннього періоду до перших зразків Високого Відродження, що прийшло до Венеції з запізненням, порівнюючи з Флоренцією чи Римом. Магістральні шляхи венеційської школи живопису підхопили вже учні Джованні Белліні — Джорджоне і керівник його майстерні по передчасній смерті останнього Себастьяно дель Пйомбо та неймовірно обдарований Тіціан. Твори Вітторе Карпаччо і Вінченцо Катена, що працюють із молодими Джорджоне та Тіціаном, уже сприймались анахронізмом і вчорашнім днем, витіснялись у провінцію чи на узбіччя венеційського мистецтва.
Подолання застиглості венеційського живопису йшло декількома шляхами — як через поетизацію образів (як у Джорджоне та ранніх Себастьяно дель Пьомбо і Тіціана), так і через звернення до натури з майстерним її відтворенням (Тіціан). Етап Високого Відродження в Венеції був досить довгим, про що свідчать найкращі твори Тіціана, Веронезе, Тінторетто, попри впливи інших стилістичних напрямків, особливо італійського маньєризму в Себастьяно дель Пьомбо, Лоренцо Лотто, у Якопо Тінторетто.
Важливими особливостями мистецтва Венеції та її культури були світське спрямування та чуттєвість. Попри релігійність венеційців існувала заборона брати на важливі й державні посади священників і осіб церковних. Це позбавляло живопис Венеції і від сталих канонів як у живопису Візантії, і помітно меншої церковної цензури, абсолютно неможливих у тій же Візантії.
У XVII столітті венеційська школа втратила провідні позиції і не дала жодної значної фігури в живопису на кшталт Джорджоне чи Тінторетто. Провінційність манер, вторинність демонструють епігони творчості Тіціана, у декоративному живопису — несамостійні послідовники Паоло Веронезе. Бароко у Венеції не мало значного поширення і найкращі його зразки створені митцями з інших мистецьких центрів як в архітектурі, так і в живопису. У місті, правда, було декілька сакральних споруд у стилістиці бароко. Але тут сформувалась власна художня школа, орієнтована не на зразки барокової архітектури папського Риму, а на місцеву архітектурну школу. У бароковому декоративно-ужитковому мистецтві венеційських ремісників також мав відчутний відбиток місцевих художніх традицій (венеційське скло, венеційське мереживо, бронзові вироби, ювелірство).
Внесок венеційських художників у мистецтво бароко XVII століття був настільки незначним, що не йде в жодне порівняння з етапами XV чи XVI століття. Частка художників-уродженців Венеції покидає її і працює в інших мистецьких центрах. Венецієць за походженням Карло Сарачені майже все життя працював у Римі, де став одним з епігонів Караваджо, а його творчість не мала жодного впливу на художню ситуацію в Венеції. Винятком була творчість призабутого на три століття П'єтро Беллотті, що виробився в оригінала-портретиста, що переносив портретні риси як у релігійні образи чи алегорії, так і у численні побутові картини-типи («Апостол Павло», «Плин часу», «Філософ із книгою», «Старий музика з випадковими слухачами»). Більшість його персонажів підкреслено демократичного прошарку. Він рано відкрив значущість старого обличчя людини і надзвичайно майстерно відтворював їх у різних сюжетах, іноді впадаючи у натуралізм.
Наприкінці XVII століття в Венеції працює низка майстрів, що дотримуються манери тенеброзо, започаткованої Караваджо і розвиненої його послідовниками (караваджизм), але без значних досягнень своїх попередників. У Венеції XVII ст. працювало досить мало дійсно видатних художників доби бароко, майже всі — іноземці і невенеційці (Доменіко Фетті, Бернардо Строцці, Йоганн Лісс).
У XVIII столітті Венеція повертає собі славу відомого мистецького центру Західної Європи. Мистецтво мало в місті державну підтримку, розквітли театр, інструментальна й церковна музика, живопис. Венеційські майстри й раніше працювали на замовлення за кордонами могутньої торговельно-войовничої імперії, якою була Венеція (Вітторе Карпаччо в Далмації, Тіціан у Мантуї і Римі, Лоренцо Лотто на террафермі, частка майстрів — в Іспанії). У XVIII столітті праця за кордонами Венеції — гірка доля багатьох венеційських художників, що набула ознак епідемії. Одні беруть участь у заснуванні нового стилістичного напряму доби (Розальба Карр'єра в становленні рококо), інші несуть скарби знахідок венеційського живопису в різні країни (Якопо Амігоні працював у Баварії (1716—1728), у Лондоні (1729—1739), у Мадриді (1747—1752), де й помер, Тьєполо у Німеччині та Іспанії, Бернардо Беллотто у Саксонії, Австрії і Польщі). Лише частка з них повернеться на батьківщину, але всі вони зараховані до венеційської школи. Наприкінці XVIII століття венеційська школа зникла, поступившись місцем іншим мистецьким центрам у Європі.

## Головні представники

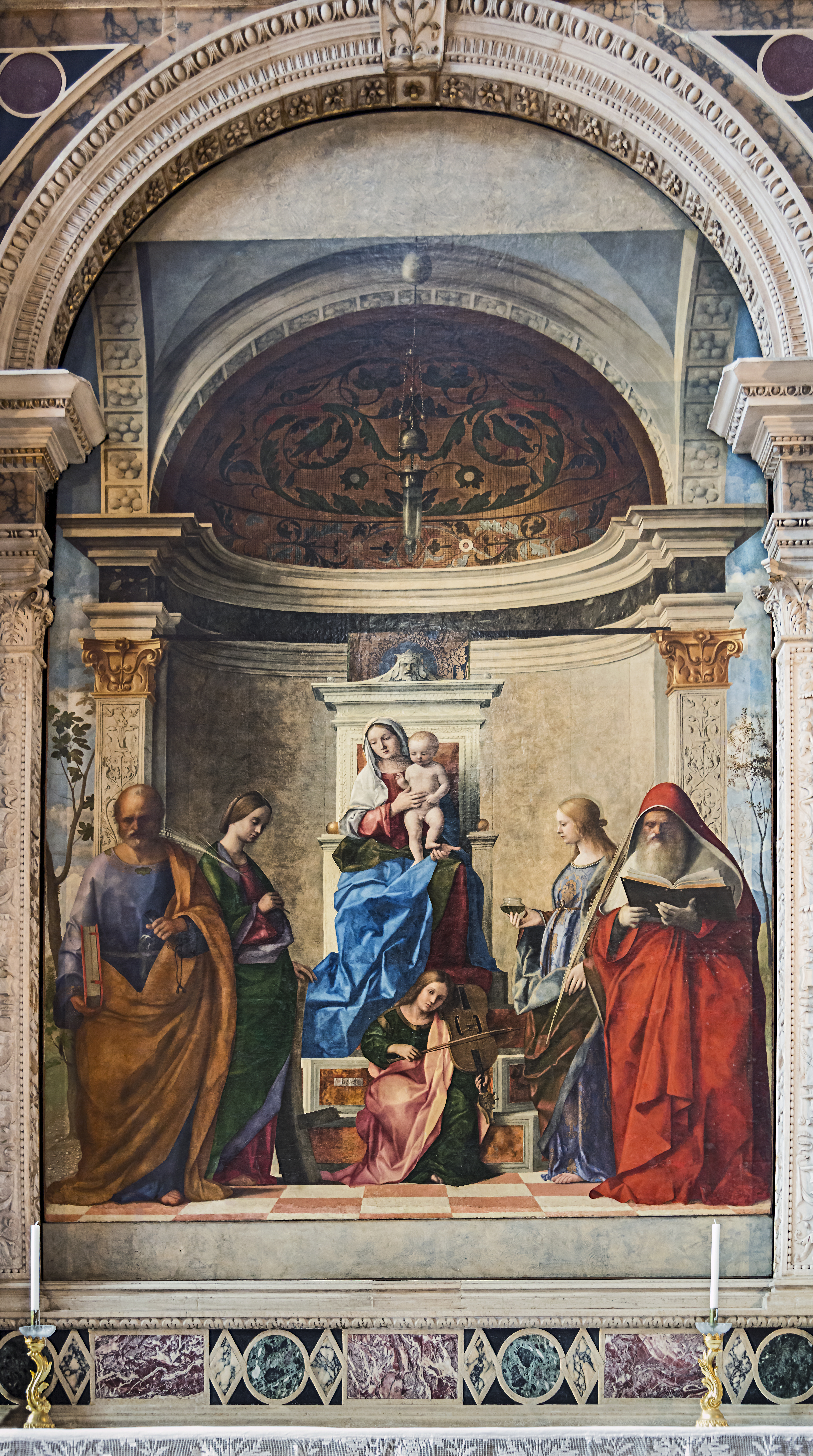
Джованні Белліні. «Вівтар Сан-Дзаккарія».

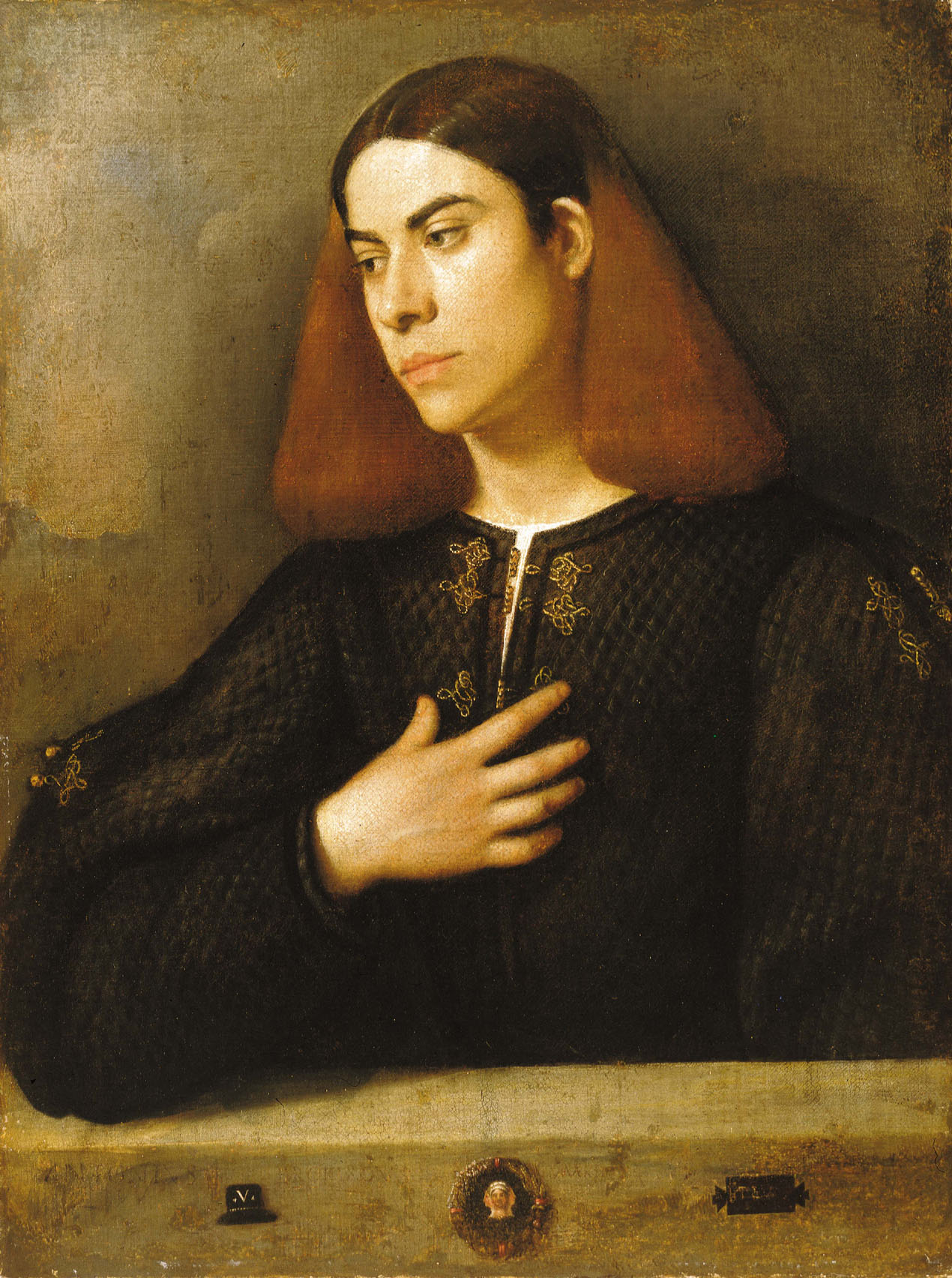
Джорджоне. Портрет невідомого венеційця.

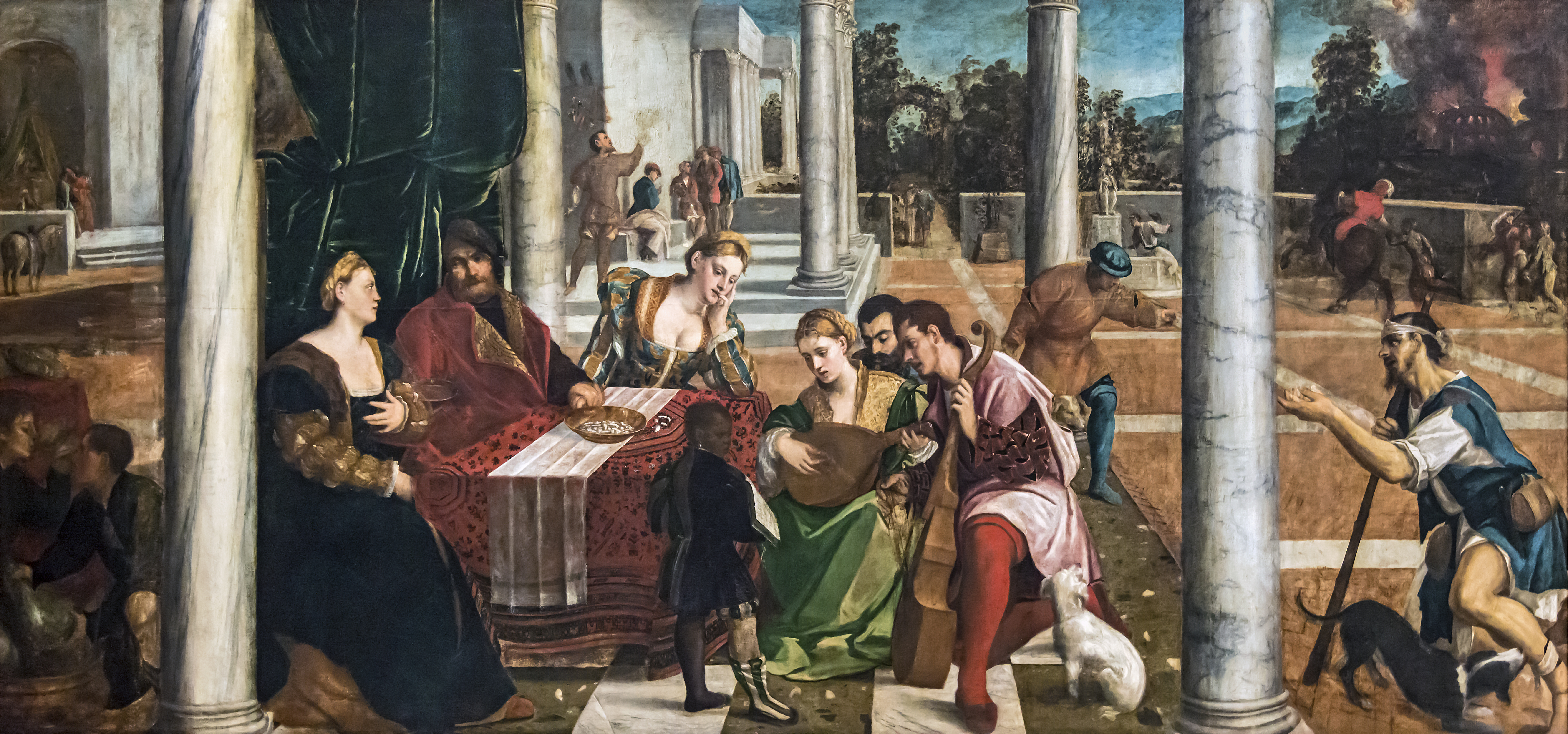
Боніфачо де Пітаті. «Багатій і бідний Лазар»

### XIV—XV століття
- Паоло Венеціано (працював між 1333 і 1358 рр.)
- Якобелло дель Фйоре (бл. 1370 —1439)
- Антоніо Віваріні (бл. 1420 — до 1484)
- Альвізе Віваріні (1446—1502)
- Якопо Белліні (бл. 1400 — бл. 1470)
- Антонелло да Мессіна (бл. 1430 — 1479)
- Андреа да Мурано (бл. 1430—1503)
- Джентіле Белліні (бл. 1429 — 1507)
- Джованні Белліні (1430—1516)
- Карло Крівеллі (1435—1495)
- Чіма да Конельяно (1459—1517)
- Карпачо (бл. 1460 — бл. 1526)
- Вінченцо Катена (1470—1531)
- Марко Базаїті (1470—1530)
- Джироламо да Сантакроче (1480—1556)
- Бартоломео Монтанья (середина 15 ст. — 1523)
- Ладзаро Бастіані (1429—1512)

### Високе Відродження
- Джорджоне (1479? — 1510)
- Лоренцо Лотто (бл. 1480 — бл. 1556)
- Тіціан (147?—1576)
- Себастьяно дель Пйомбо (1485—1547)
- Марчелло Фоголіно (1483—1558)
- Доменіко Капріола (1494—1528)
- Тінторетто (1518—1594)
- Паоло Веронезе (1528—1588)
- Марко Марциале (працював у 1492—1507 рр.)
- Бартоломео Венето (бл. 1480 — після 1530)

### Венеційське Відродження іманьєризм
- Якопо Бассано (бл. 1510—1592)
- Якопо Пальма старший (1480—1528)
- Боніфачо де Пітаті (1487—1553)
- Бернардіно Лічініо (1489—1565)
- Джованні Каріані (1485—1547)
- Паріс Бордоне (1500—1571)
- Тінторетто (1518—1594)
- Андреа Мелдолла (або Ск'явоне 1510/1515 — 1563)
- Ламберт Сустріс (1520—1584)
- Якопо Пальма Молодший (1544—1628)
- Санто Перанда (1566—1638), портретист, баталіст, майстер релінійного живопису
- Паррасіо Мікелі (середина XVI ст.)
- Антоніо Баділе (бл. 1518—1560)
- Джованні Баттіста Зелотті (бл. 1526—1578)
- Франческо Бассано молодший (1549—1592) венеційський художник, син Якопо Бассано
- Джованні Баттіста Бассано (Джамбатіста Бассано) (1533—1613) венеційський художник, син Якопо Бассано
- Леандро Бассано (1557—1662), венеційський художник, син Якопо Бассано
- Джироламо Бассано (1566—1621), венеційський художник

### XVII століття
- Антоніос Васілакіс (1556—1629)
- Алессандро Варотарі (1588—1649)
- П'єтро Лібері (1614—1687)

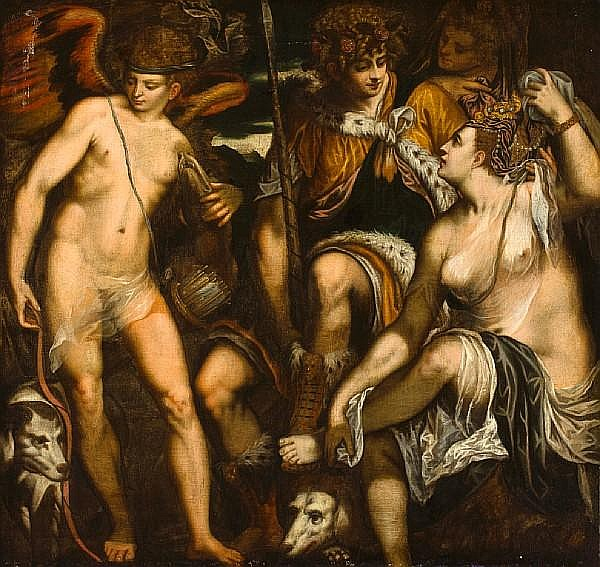
Алессандро Варотарі. «Венера, Адоніс і дорослий Амур», перша половина XVII ст.

- Томмазо Долабелла (або Томаш Долабелла, 1570—1650)
- Джироламо Форабоско (1605—1679)
- Карло Сарачені (1579—1620), караваджист
- Ніколо Кассана (1659—1714)
- П'єтро Беллотті (1625—1700)
- Грегоріо Лаццаріні (1655—1730)
- Себастьяно Річчі (1659—1734)
- Марко Лібері (1640—1725)

### XVIII століття
- Розальба Карр'єра (1675—1757)
- Якопо Амігоні (1675—1752)
- Гаспаро Діціані (1689—1767)
- Джованні Баттіста Тьєполо (1696—1770)
- Марко Річчі (1656—1730), художник і сценограф
- Бартоломео Назарі (1699—1758), портретист
- П'єтро Лонгі (1701—1785)
- Антоніо Візентіні (1688—1782)
- Агостіно Мазуччі (1691—1758)
- Франческо Цуккареллі (1702—1788)
- Франческо Гварді (1712—1793)
- Мікеле Марієскі (1710—1743)
- Бернардо Беллотто (1720—1780)
- Франческо Фонтебассо (1709—1769)
- Франческо Тіроні (?—1800)
- Джованні Баттіста П'яццетта (1683—1754)
- Джулія Лама (1681—1747)
- Джамбаттиста Піттоні (1687—1762)
- Джованні Доменіко Тьєполо (1727—1804), син Джованні Баттіста Тьєполо
- Джамбаттіста Каналь (1745—1825)

## Галерея творів

### Мадонна з немовлям

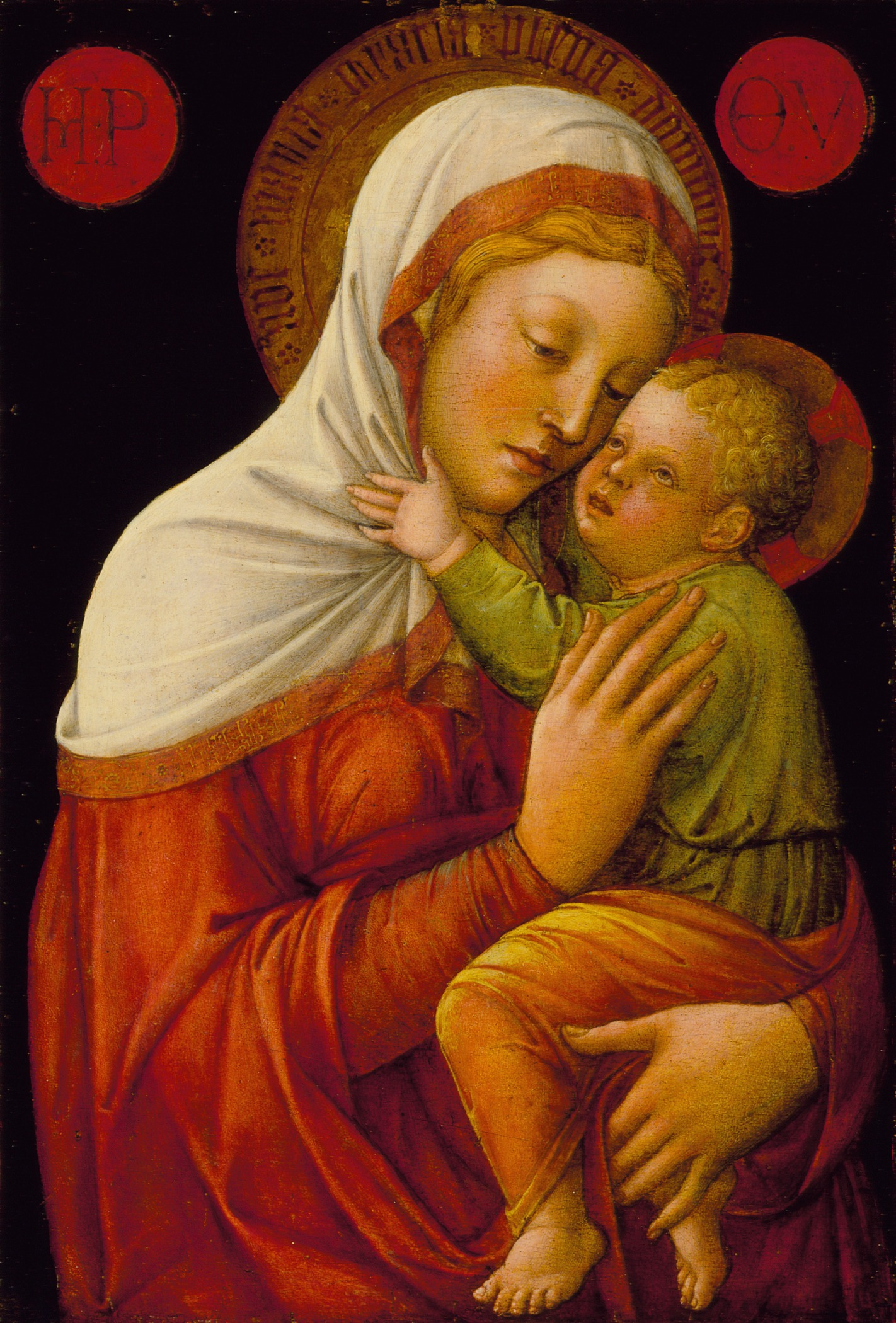
Якопо Белліні. Мадонна з немовлям, Лос-Анджелес
Джироламо Романіно, Мадонна з немовлям, Ермітаж
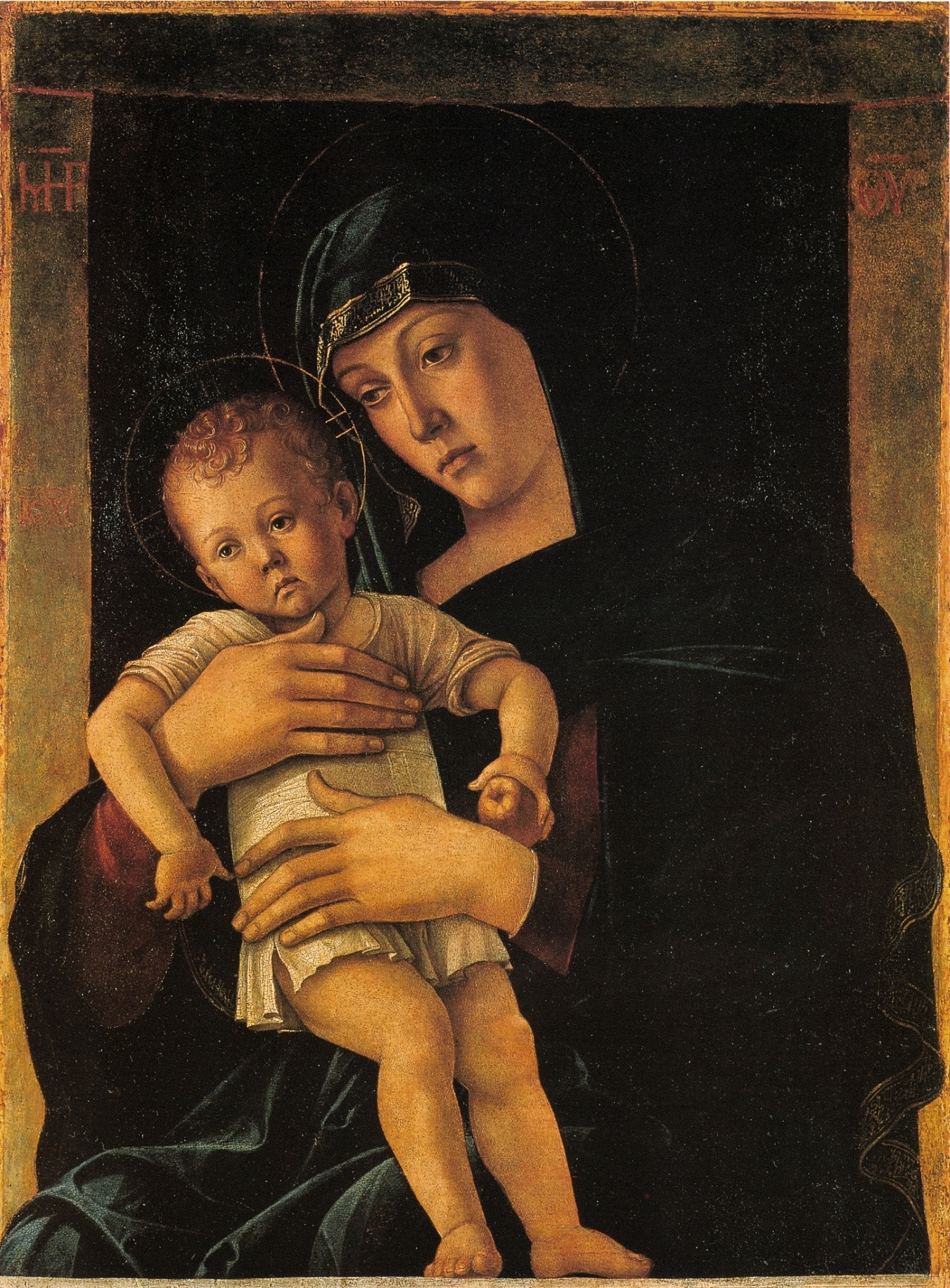
Джованні Белліні, Мадонна з грецьким написом
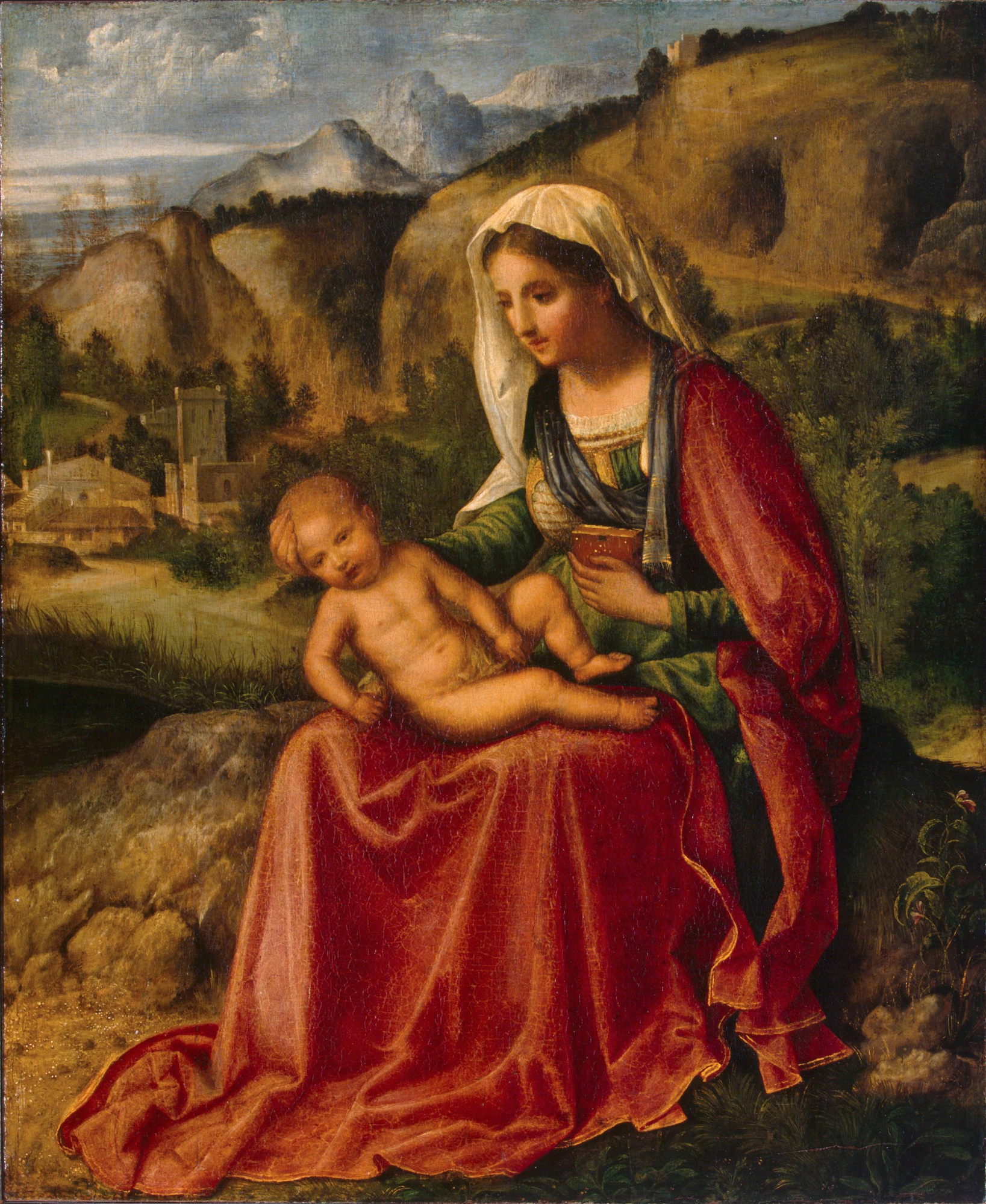
Джорджоне, Мадонна з немовлям, Ермітаж

### Релігійний образ

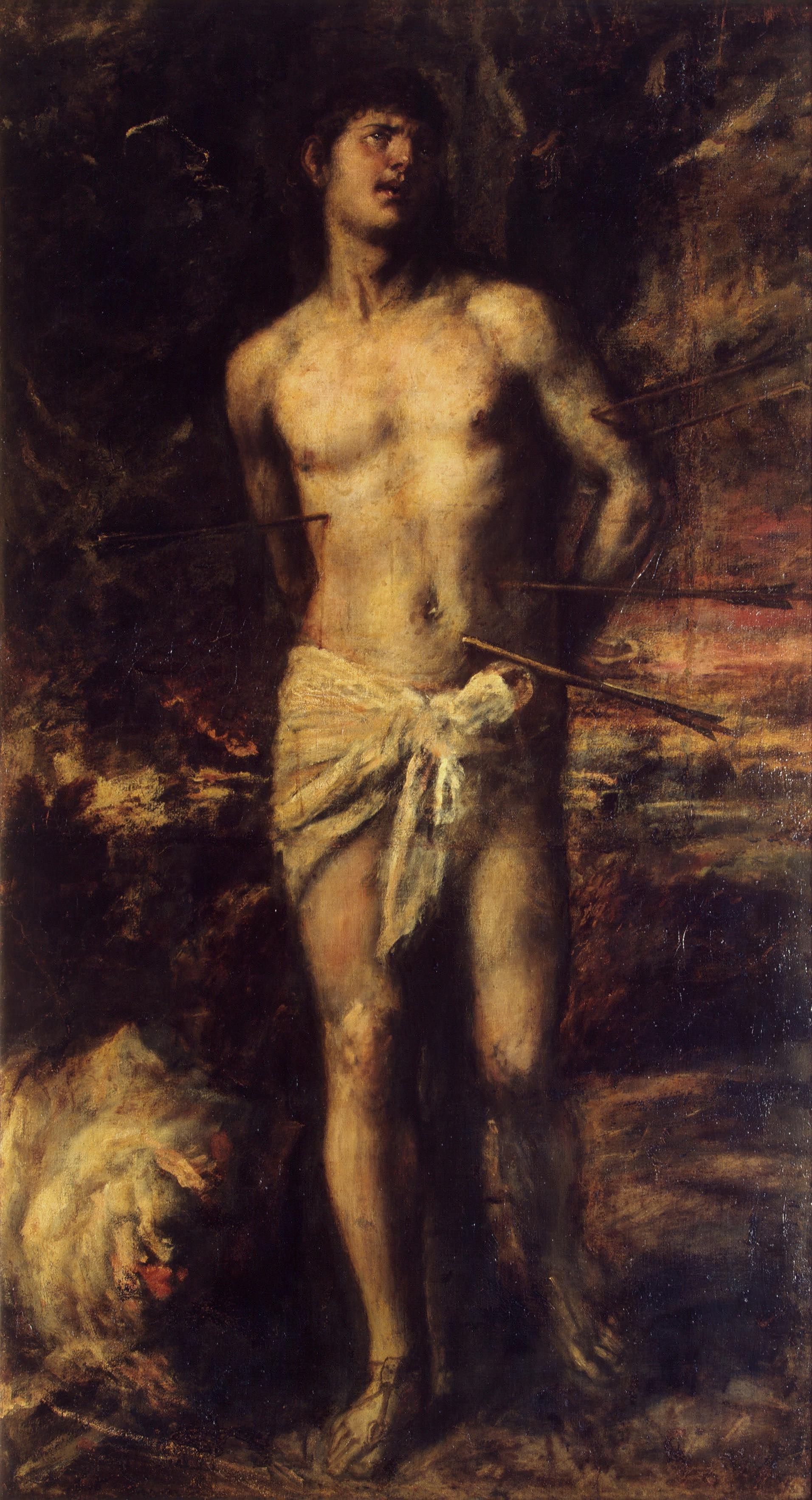
Тіціан, «Святий Севастіан», Ермітаж, Санкт-Петербург

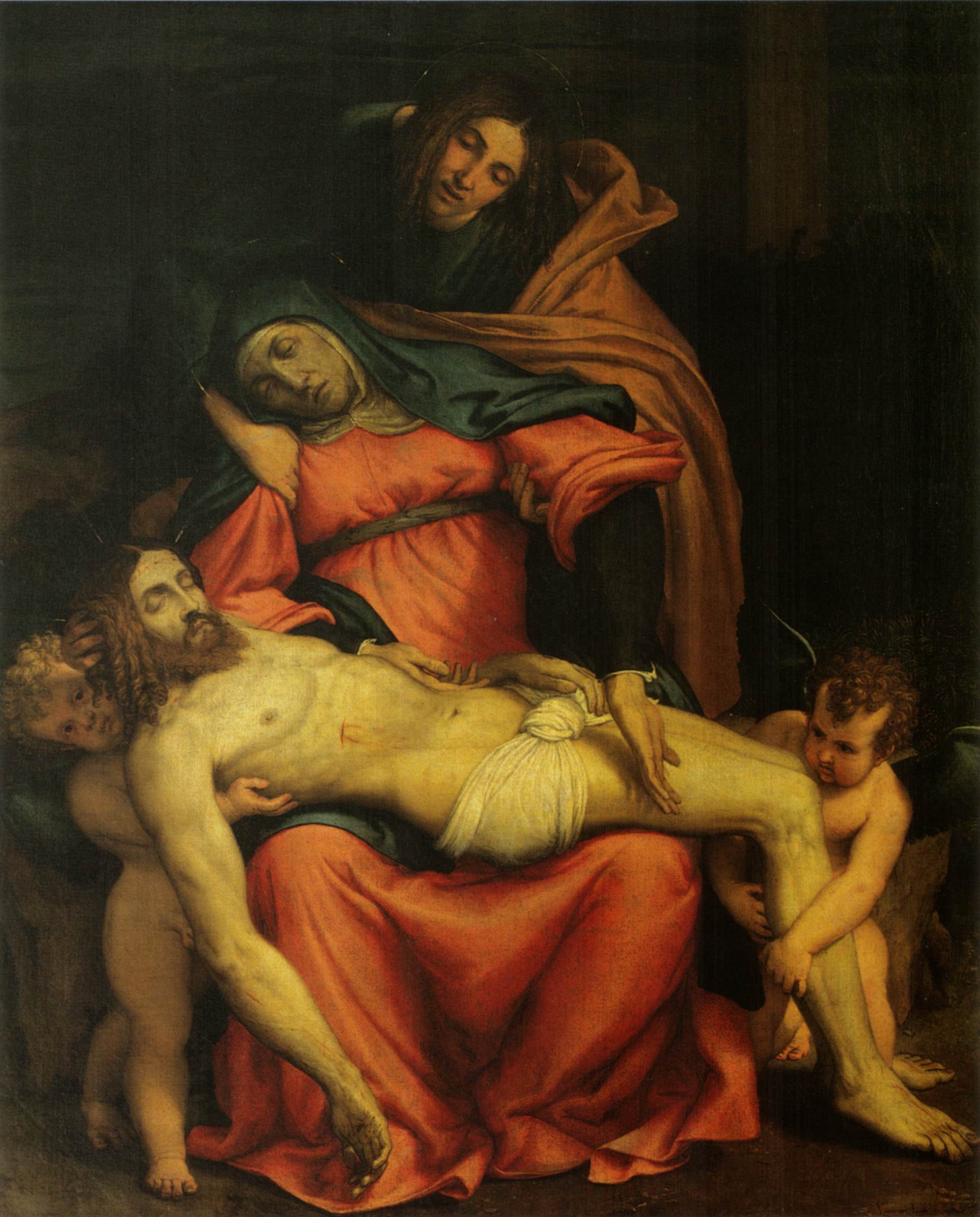
Лоренцо Лотто, «Оплакування Христа». Пінакотека Брера, Мілан

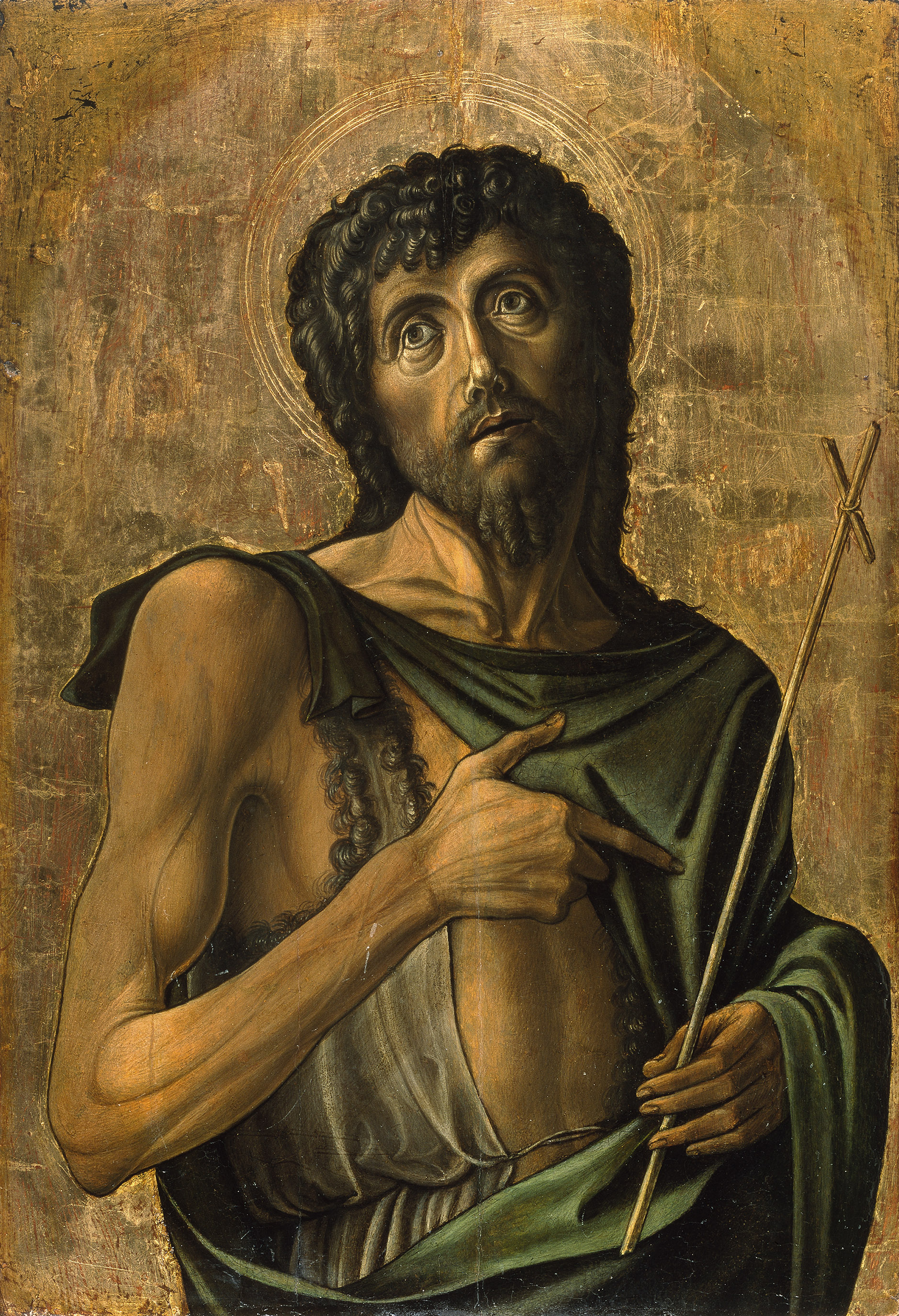
Альвізе Віваріні. «Іван Хреститель», 1475
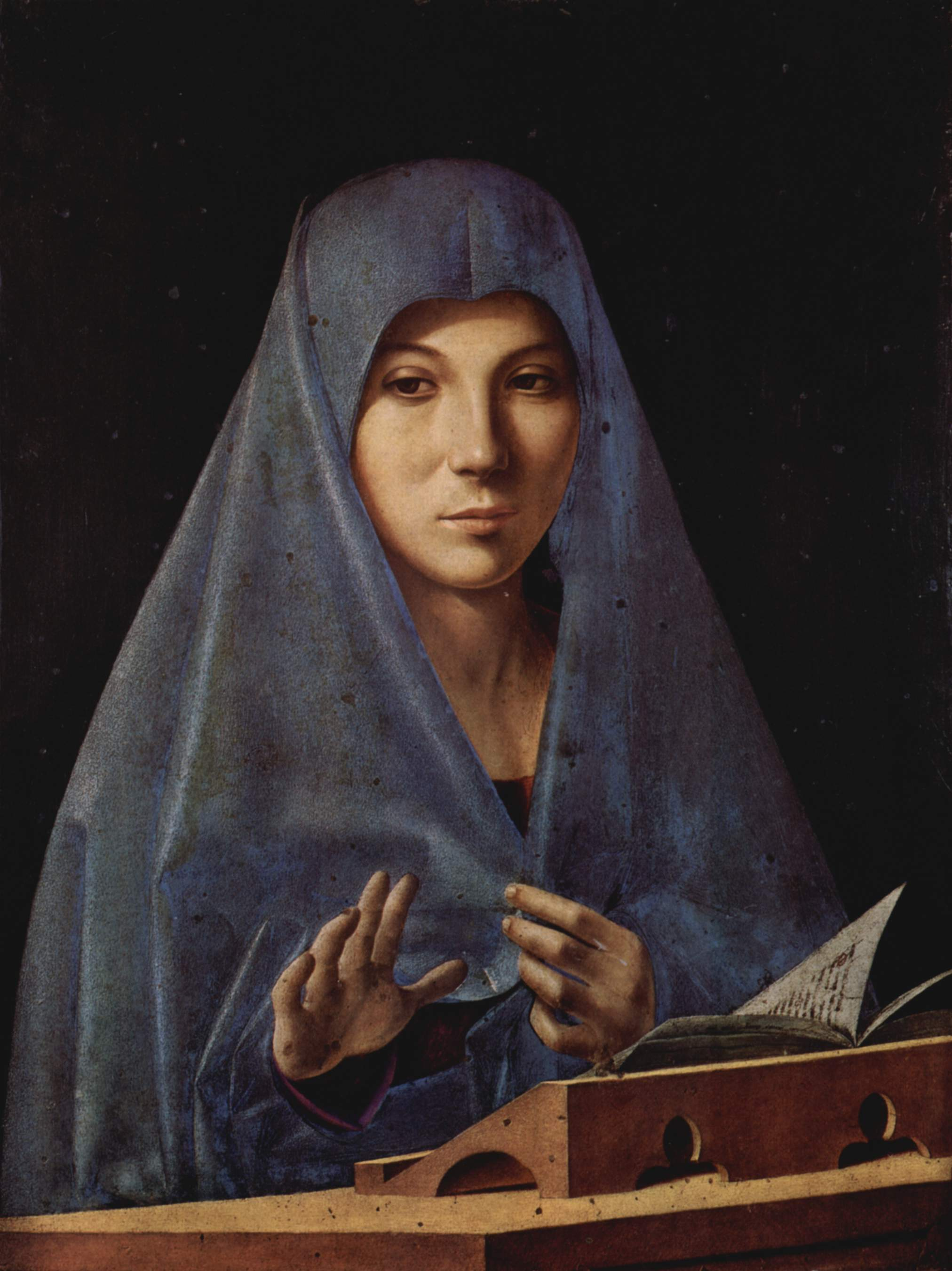
Антонелло да Мессіна. «Богородиця в сцені Благовіщення». Національний музей, Палермо.
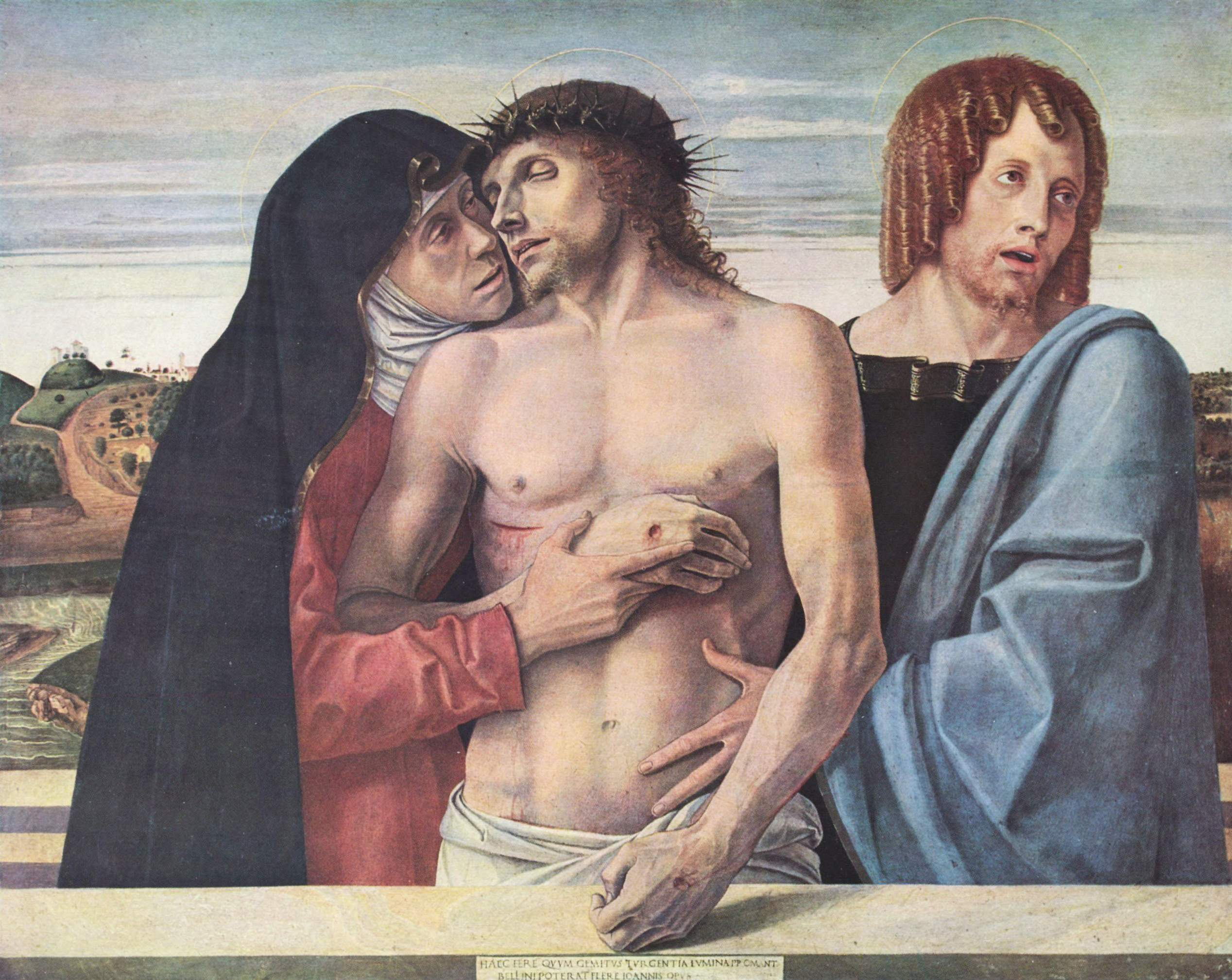
Джованні Белліні, «П'єта». Пінакотека Брера, Мілан.
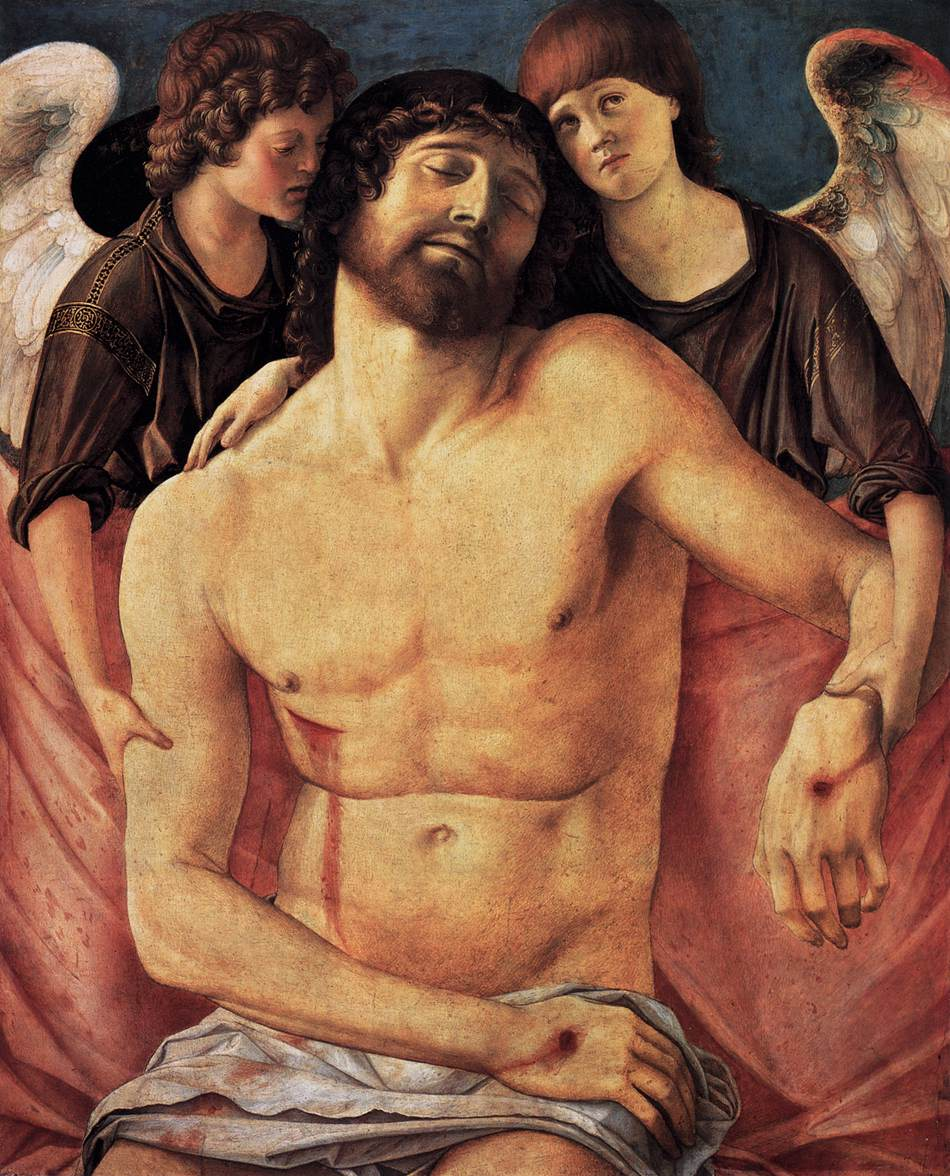
Джованні Белліні, «Мертвий Христос і два янголи», Берлін.
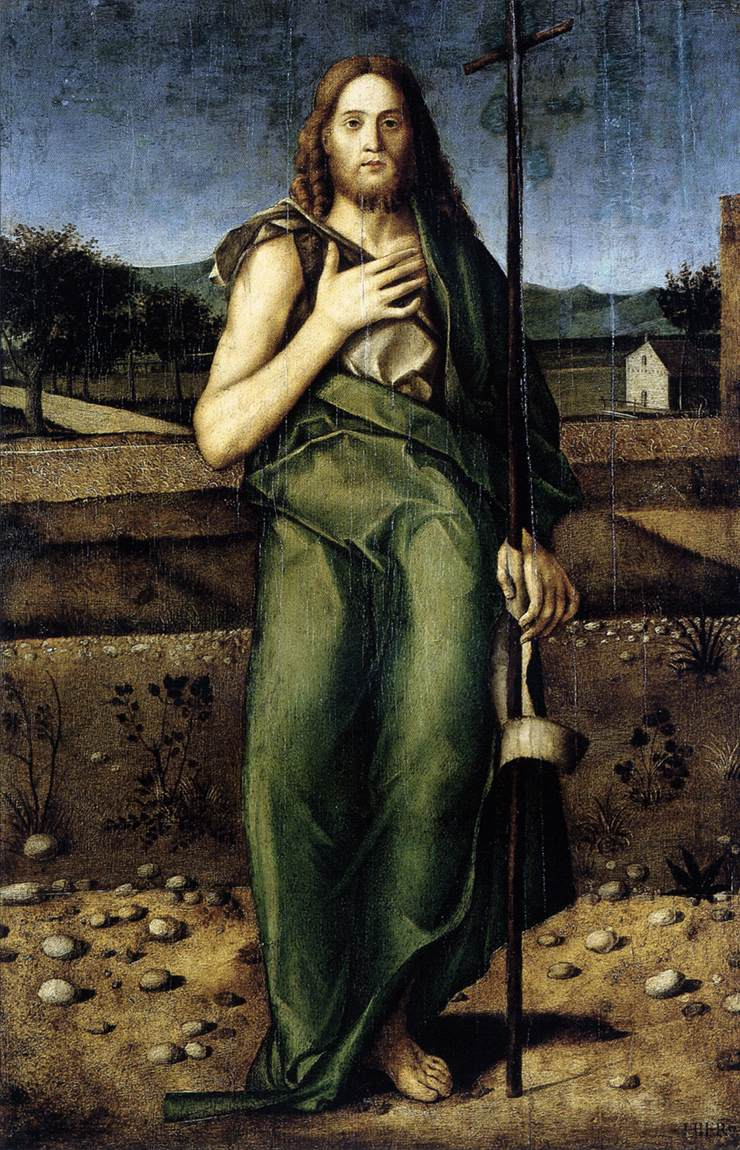
Джироламо да Сантакроче. «Іван Хреститель у пустелі», Музей образотворчих мистецтв, Будапешт
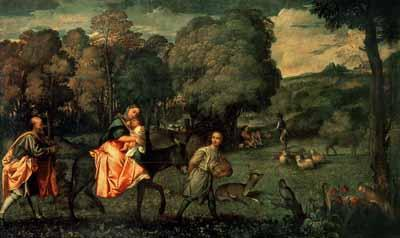
Тіціан, «Втеча Св. Родини в Єгипет»
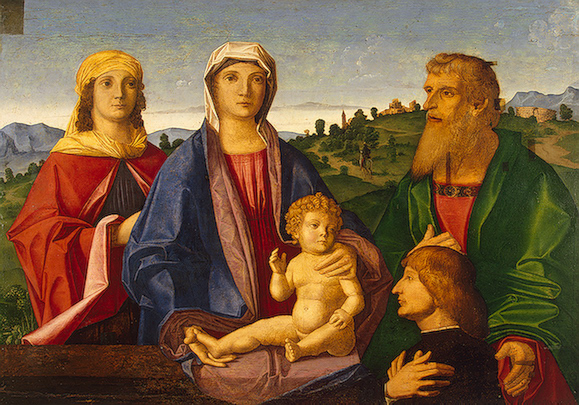
Вінченцо Катена, «Мадонна зі Святими та донатором»
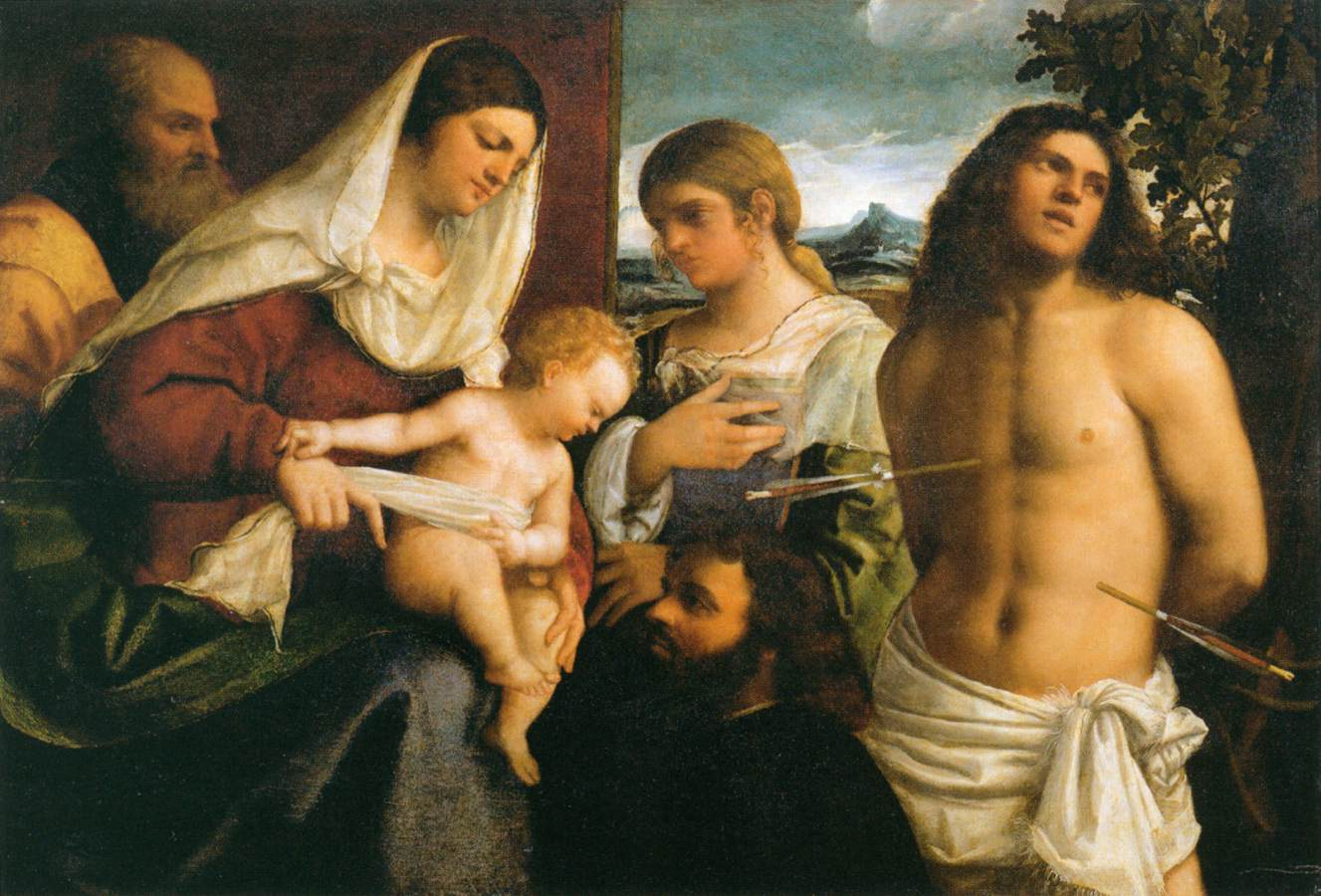
Себастьяно дель Пйомбо. «Св. Бесіда»
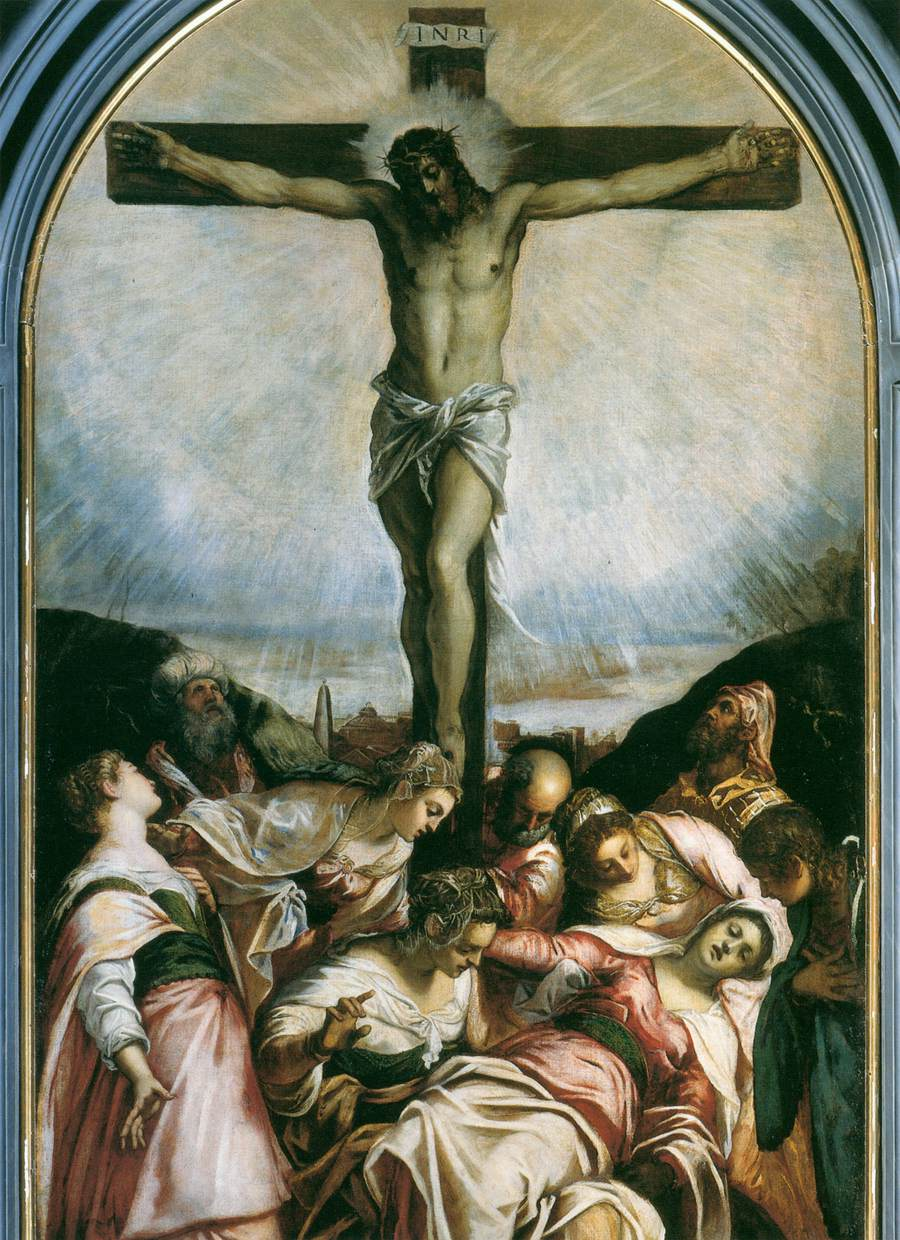
Тінторетто. «Розп'яття»
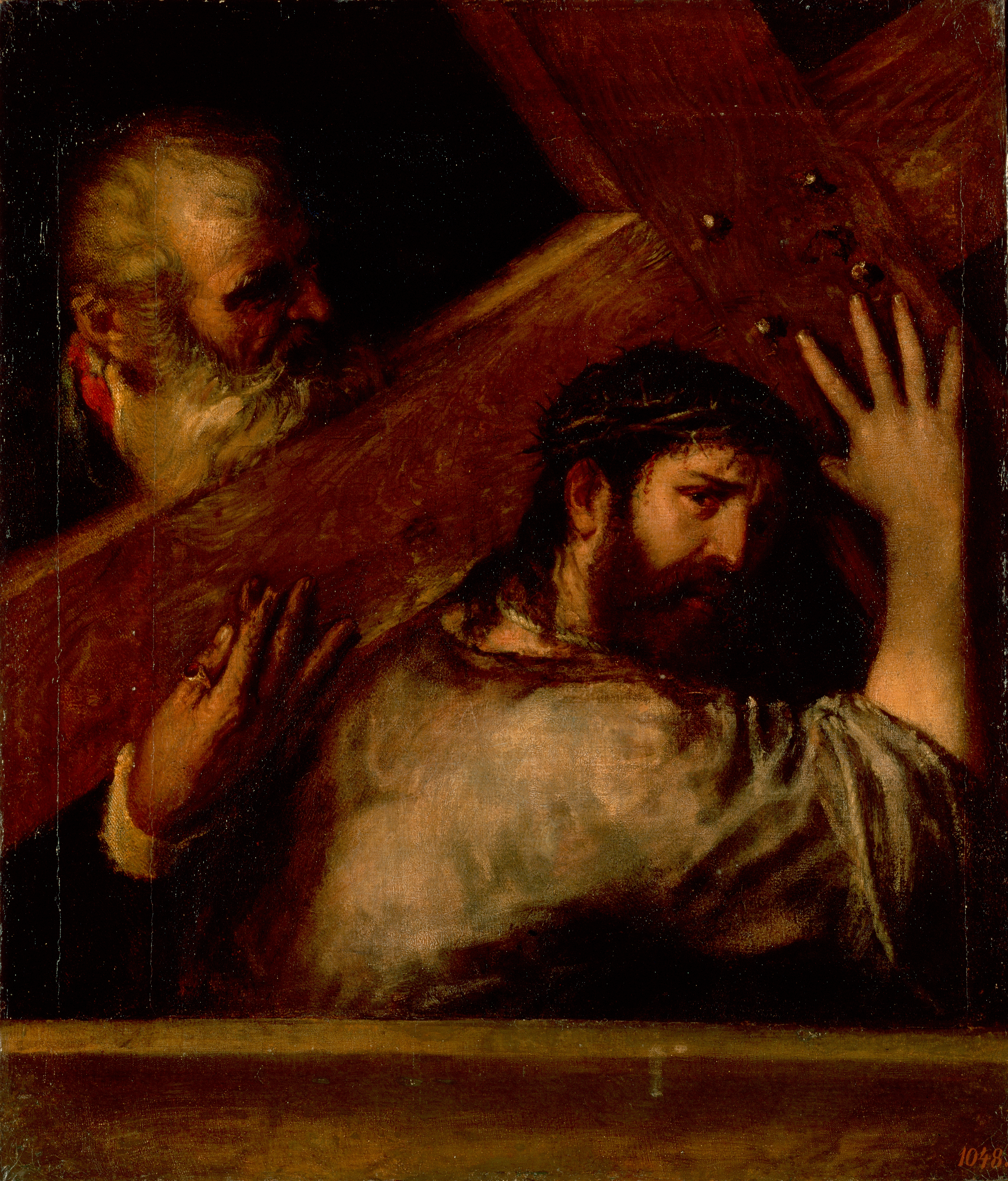
Тіціан, «Шлях на Голгофу»
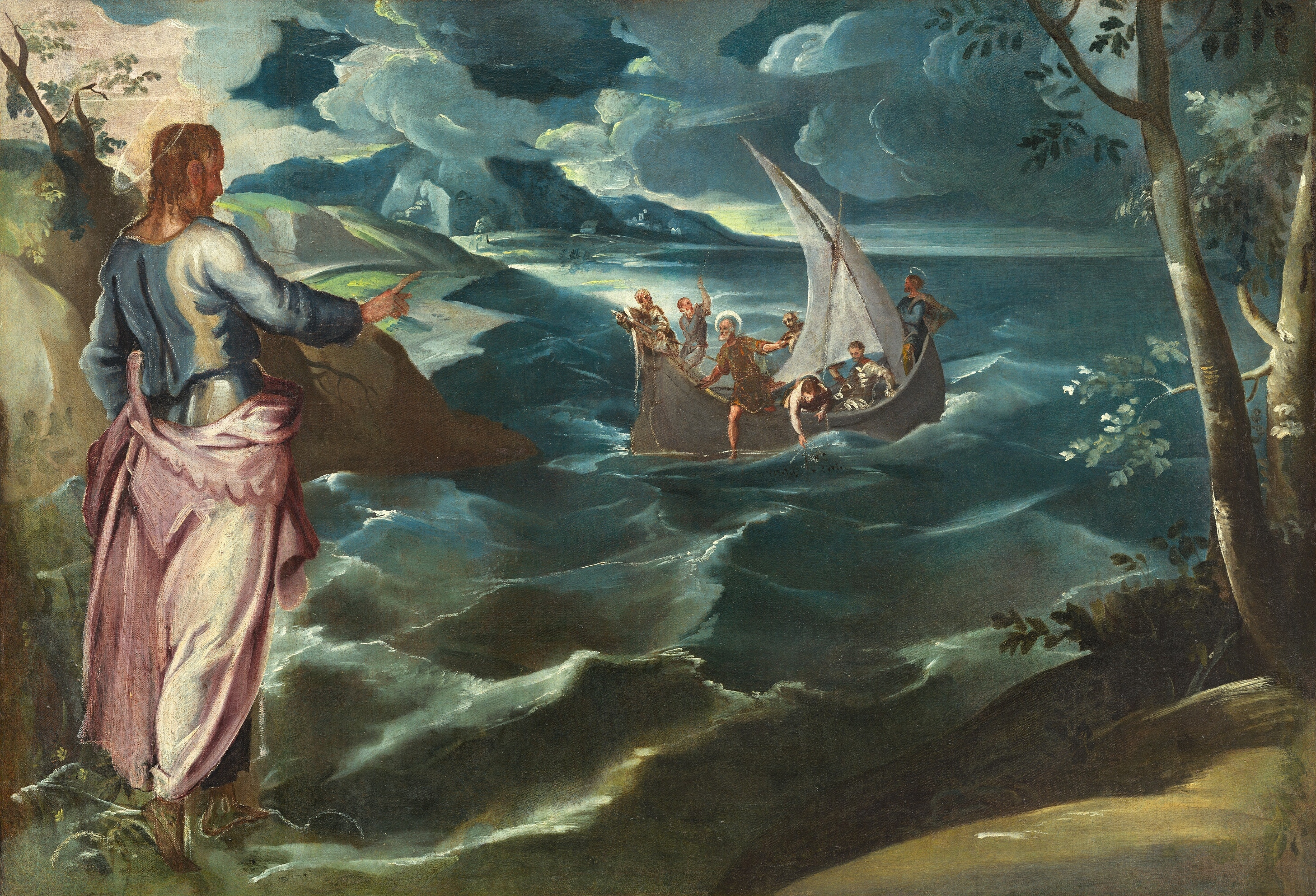
Тінторетто. «Христос на Тиверіадському морі».
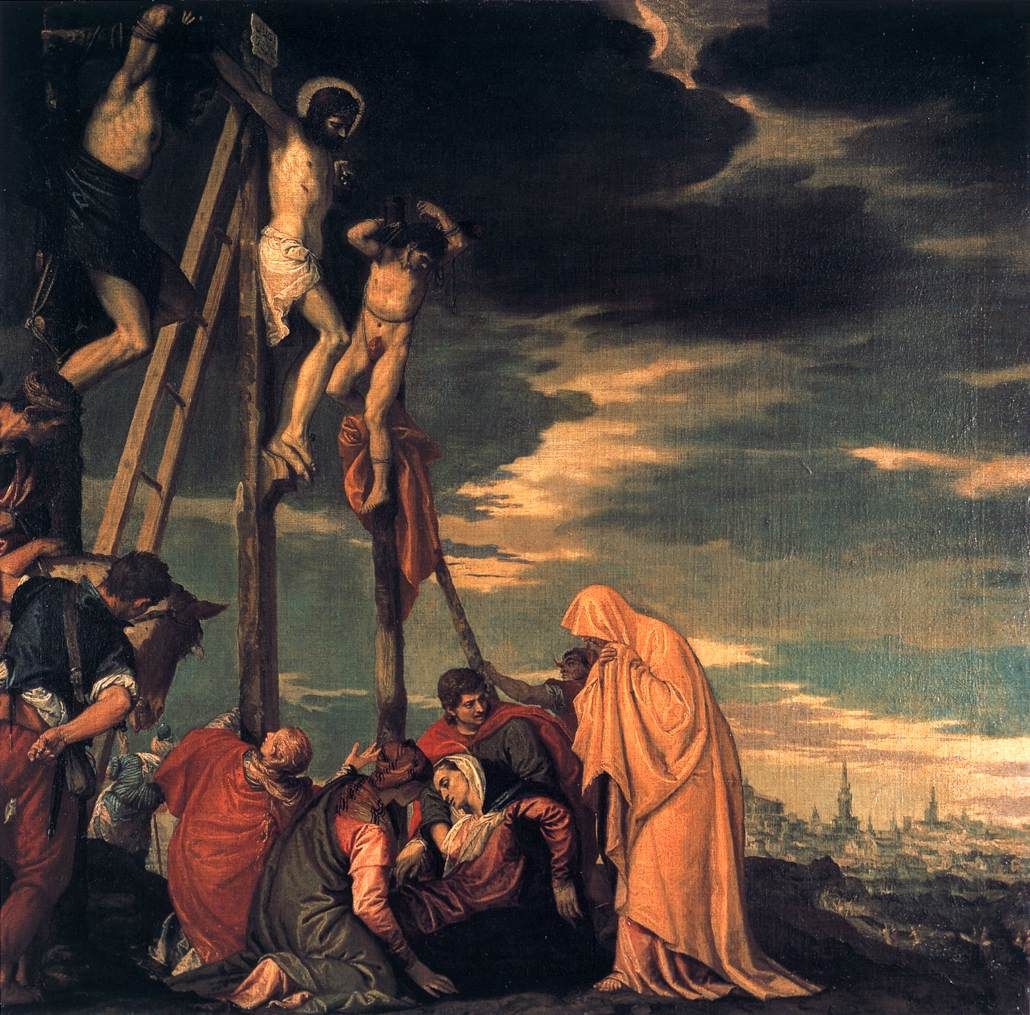
Паоло Веронезе, «Розп'яття», Лувр, Париж.
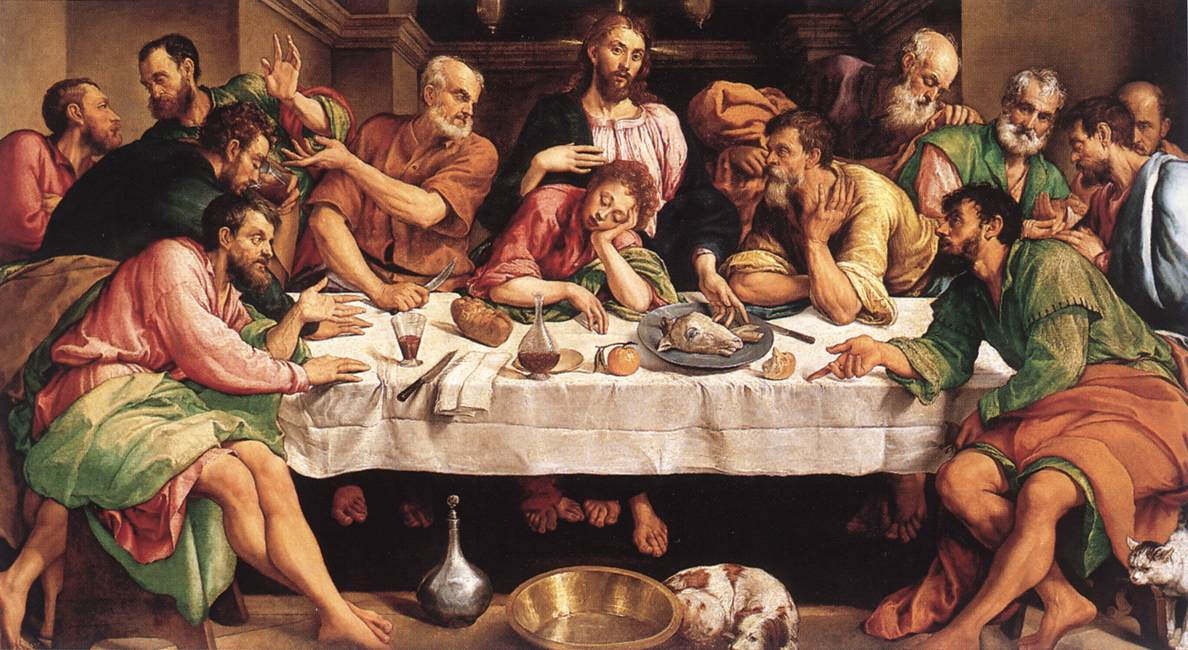
Якопо Бассано. «Таємна вечеря», 1542, Галерея Боргезе, Рим.
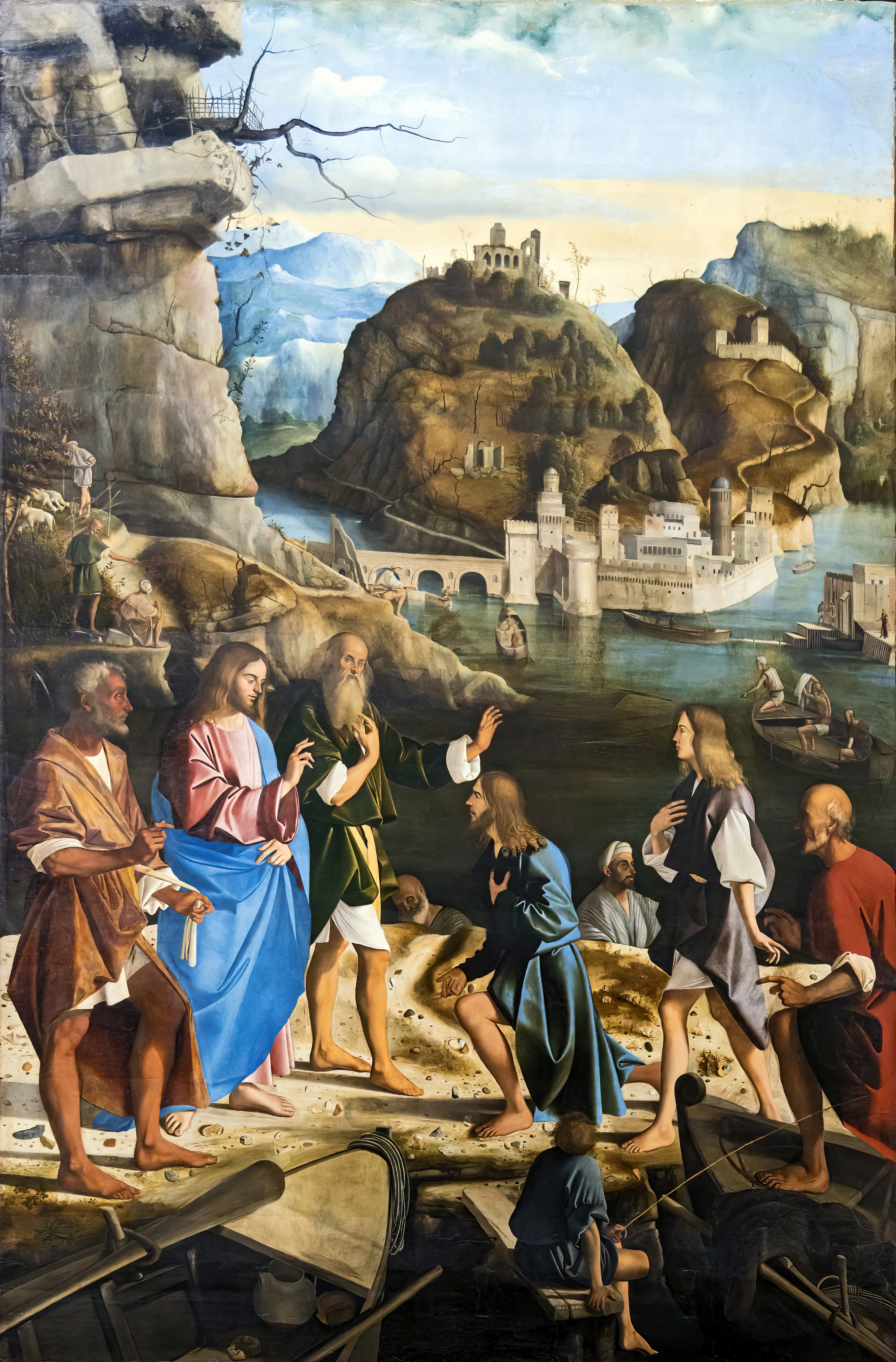
Марко Базаїті. «Покликання синів Зеведеєвих», бл. 1510, галерея Академії, Венеція
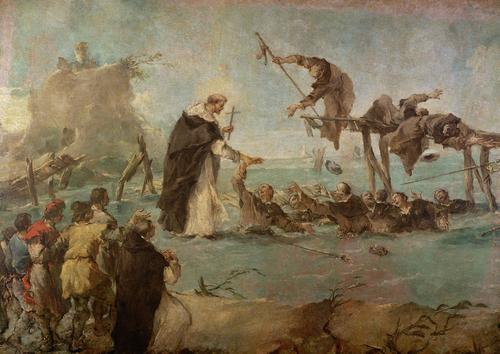
Франческо Гварді. «Чудо святого домініканця», 1763. Музей історії мистецтв, Відень
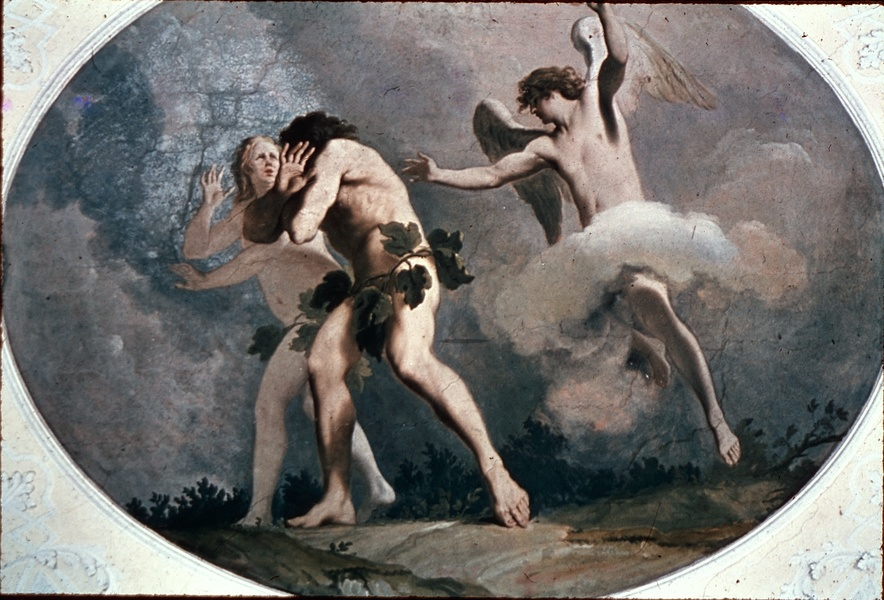
Якопо Амігоні. Вигнання Адама і Єви з раю. Фреска Бенедиктинського монастиря Св. Федіра і Олександра.

### Портретний жанр

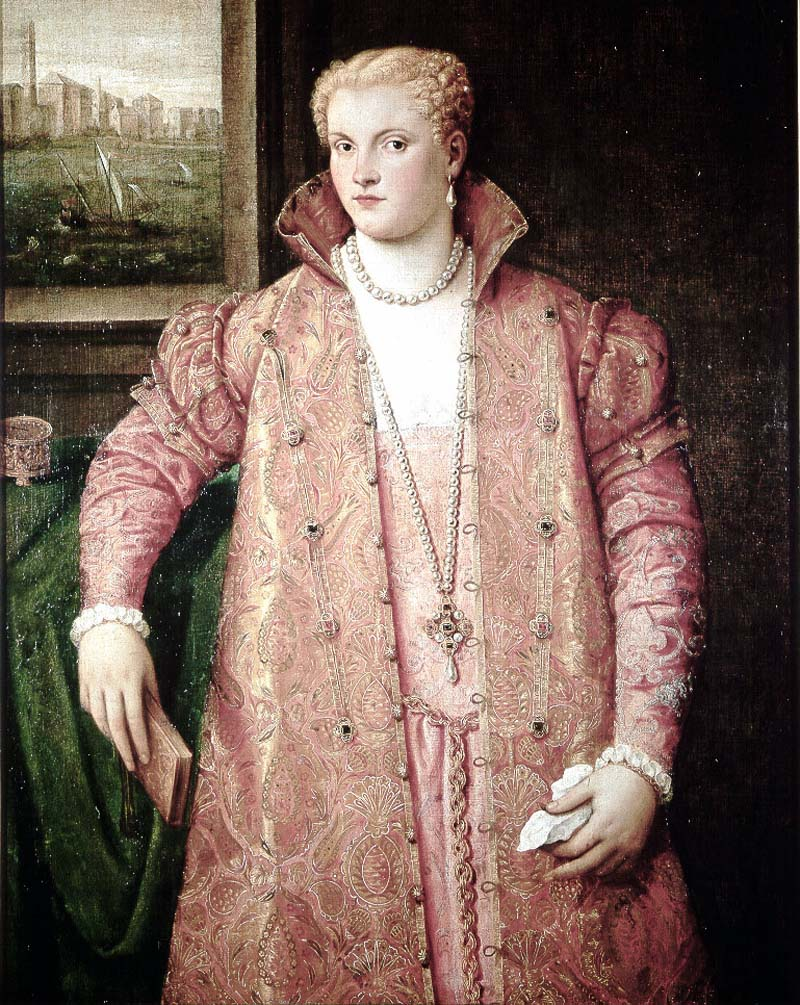
Парасіо Мікелі, «Жіночий портрет», 1565 р.

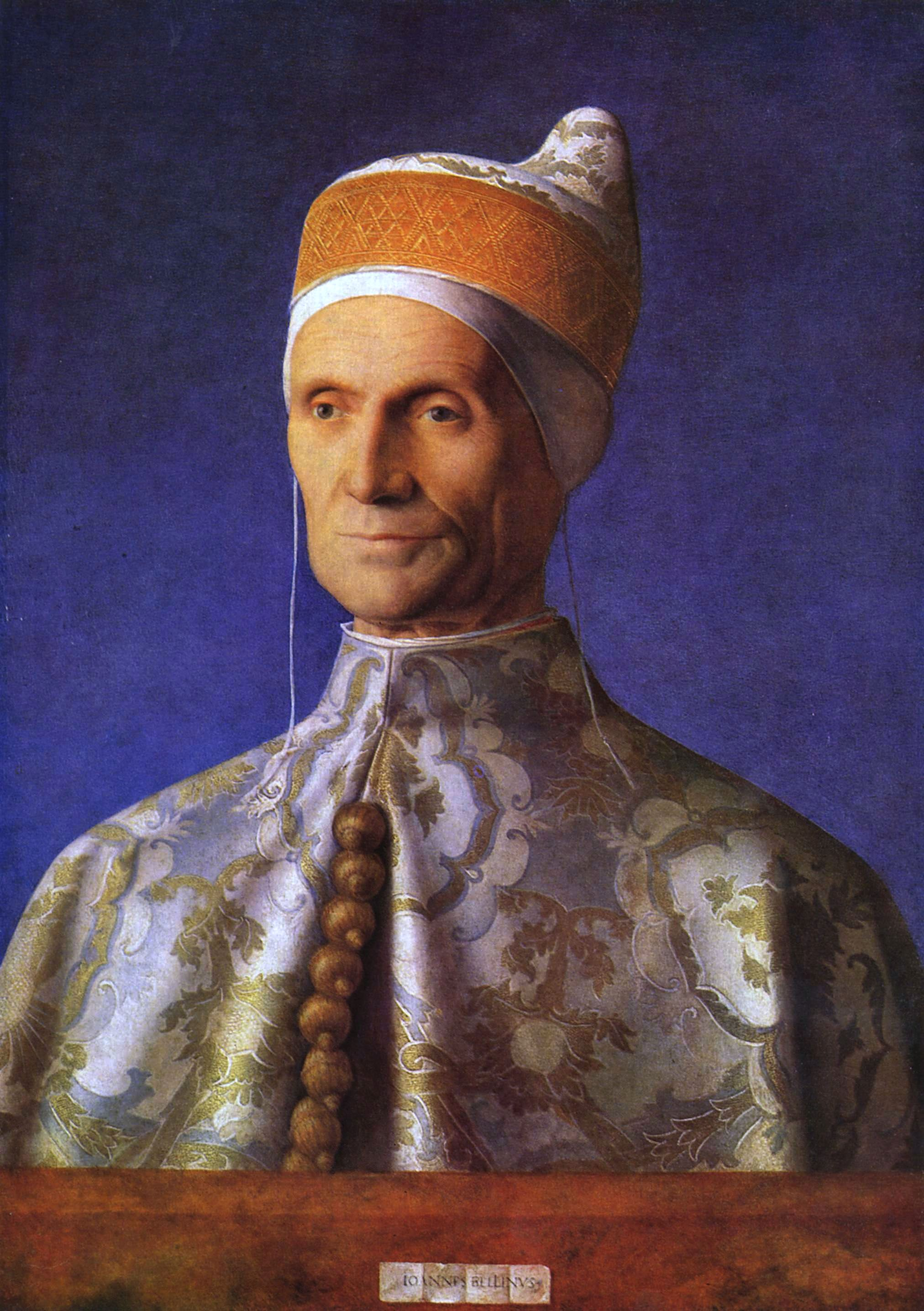
Джованні Белліні, «Дож Леонардо Лоредан»
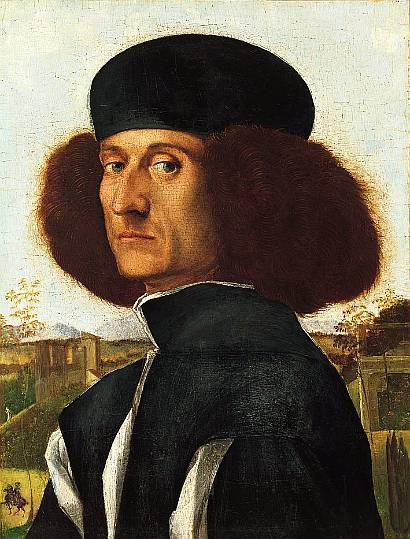
Вітторе Карпаччо. «Невідомий венеційський пан».
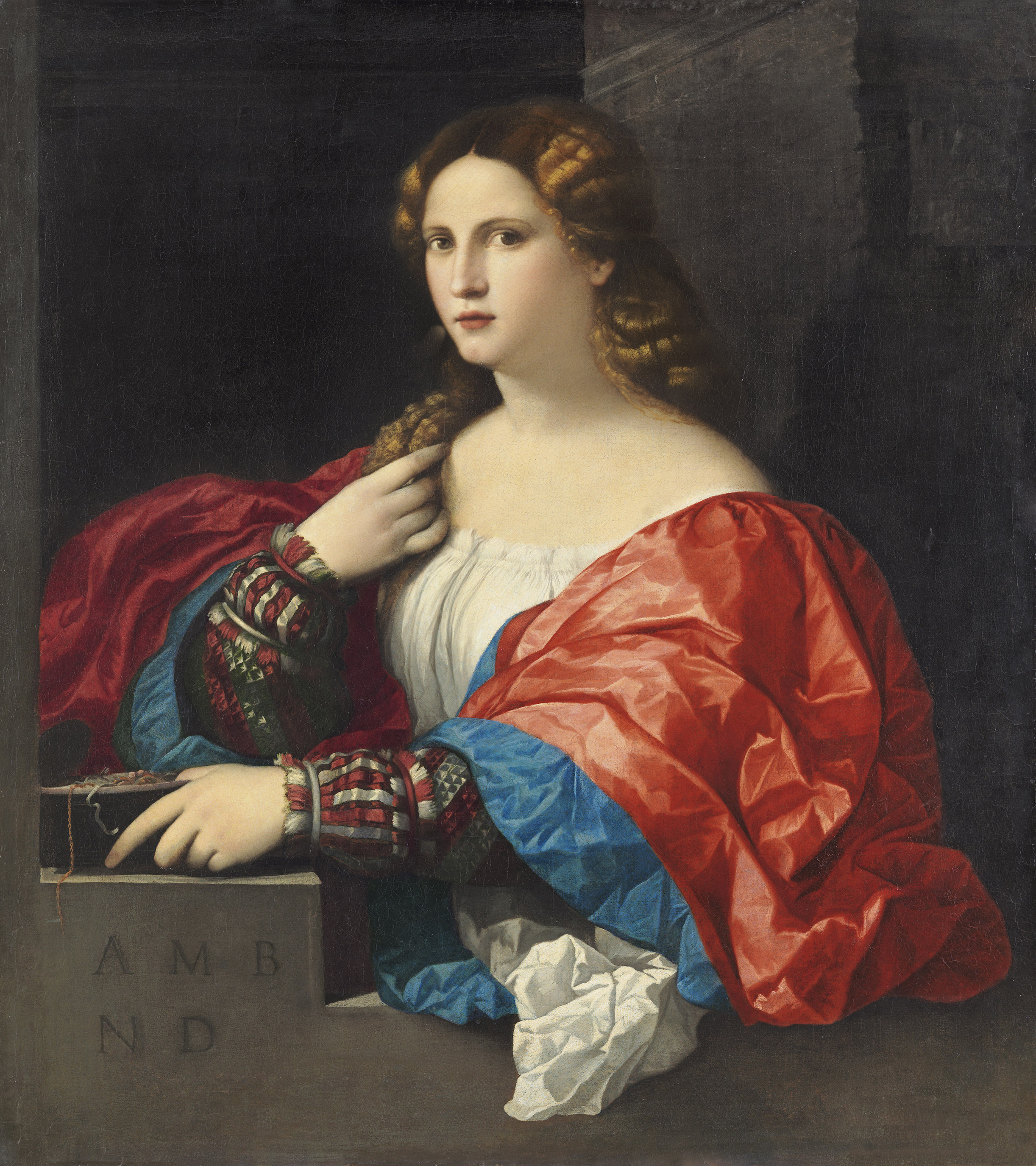
Якопо Пальма старший. «Красуня» (Жіночий портрет)
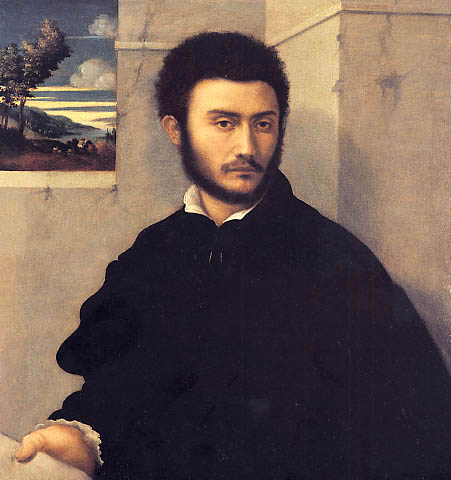
Бернардіно Лічініо. «Юнак із листом у руці», бл. 1530 р.
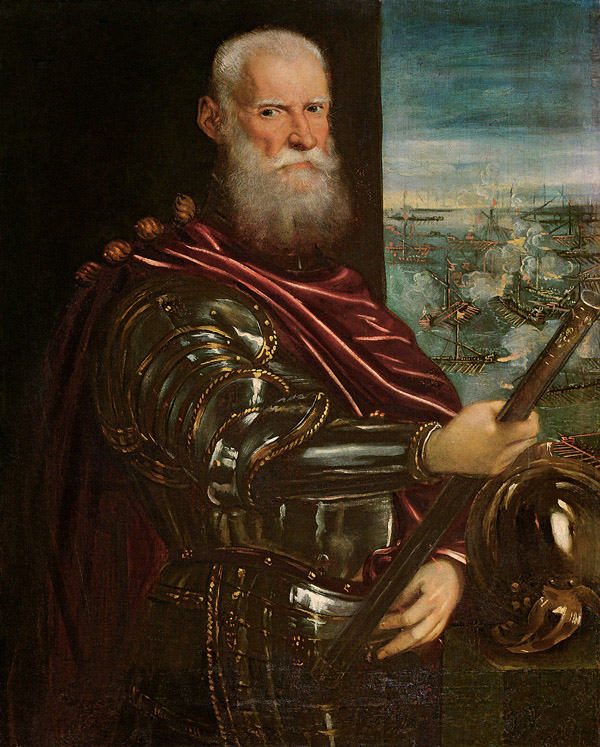
Тінторетто. «Дож Себастьяно Веньєр — герой бою при Лепанто».
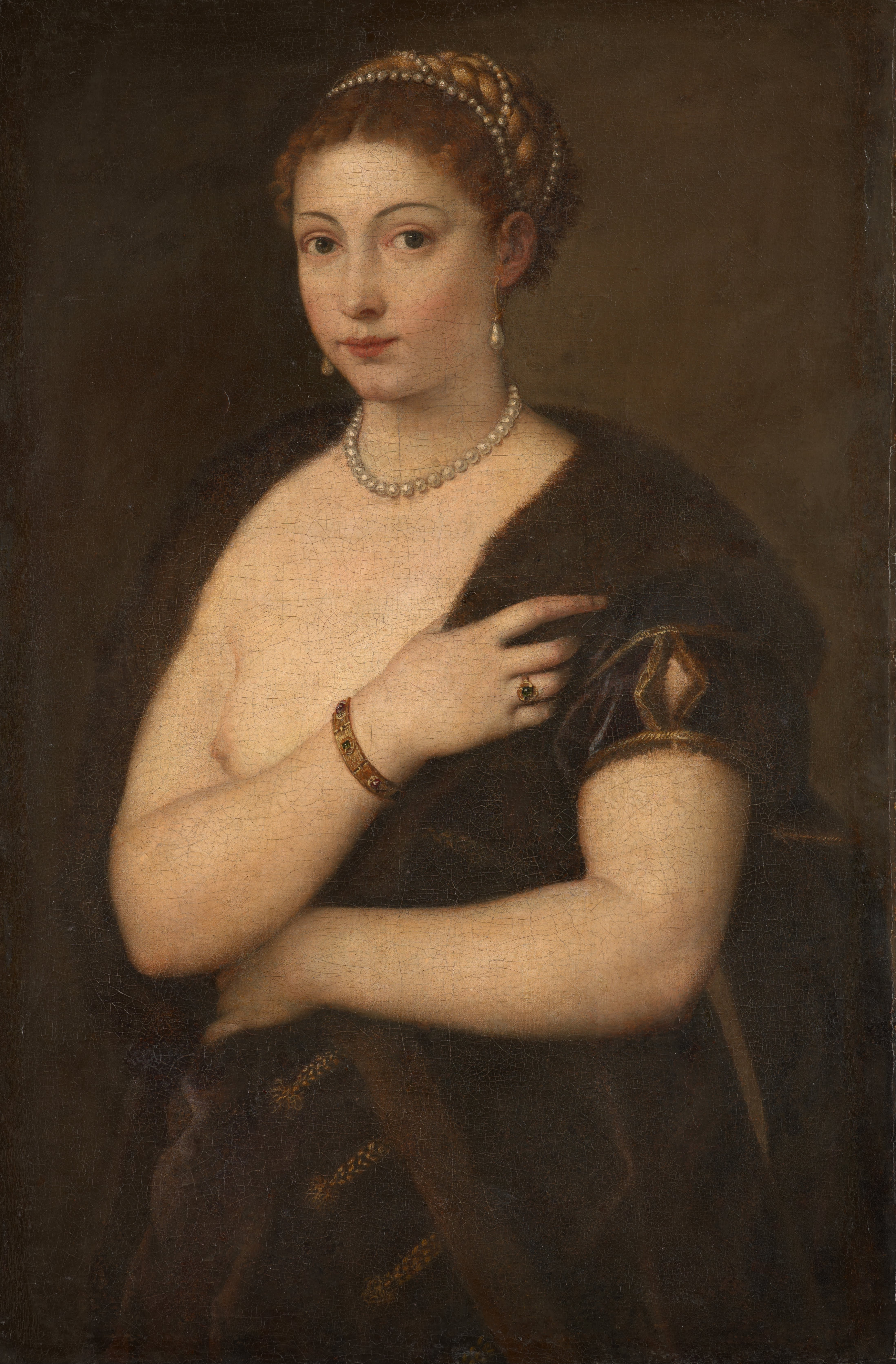
Тіціан. «Портрет дівчини в хутрі», бл. 1535. Музей історії мистецтв, Відень.
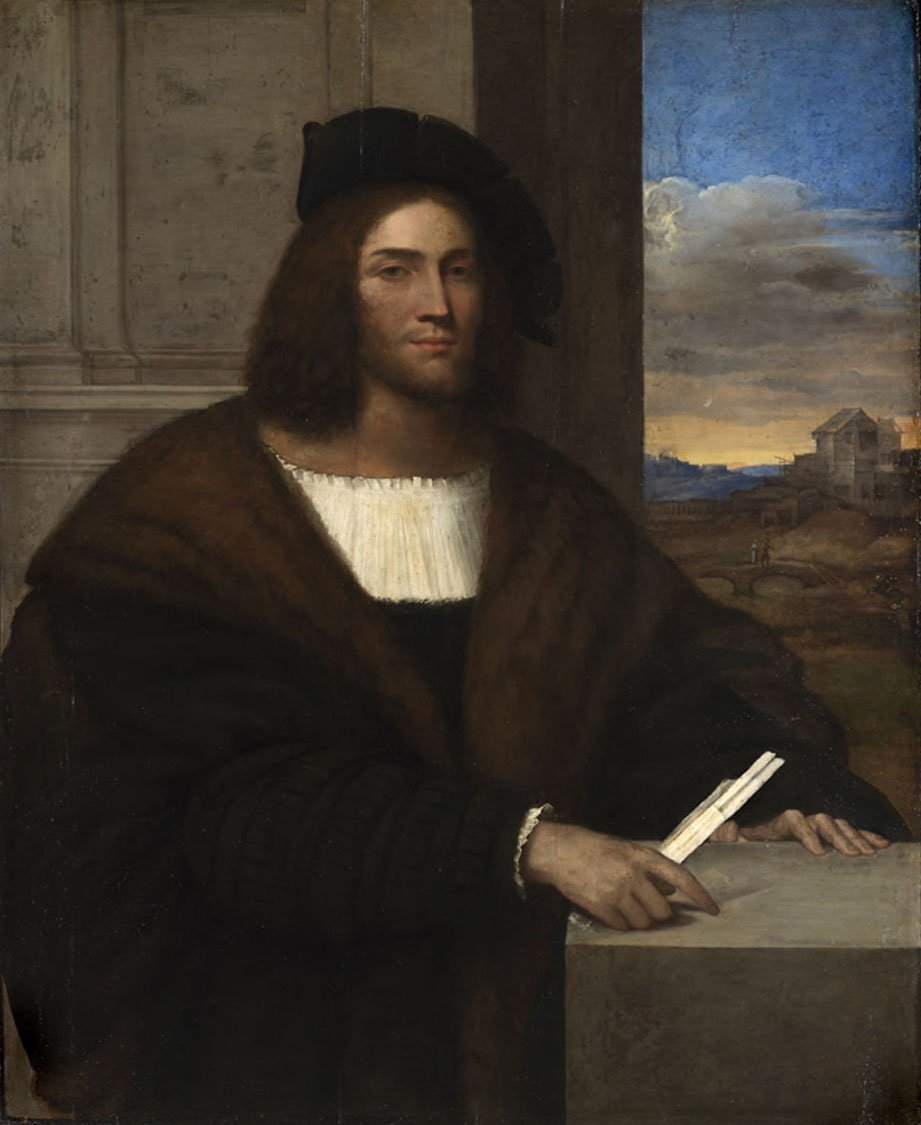
Себастьяно дель Пйомбо. «Портрет невідомого». Музей образотворчих мистецтв, Будапешт
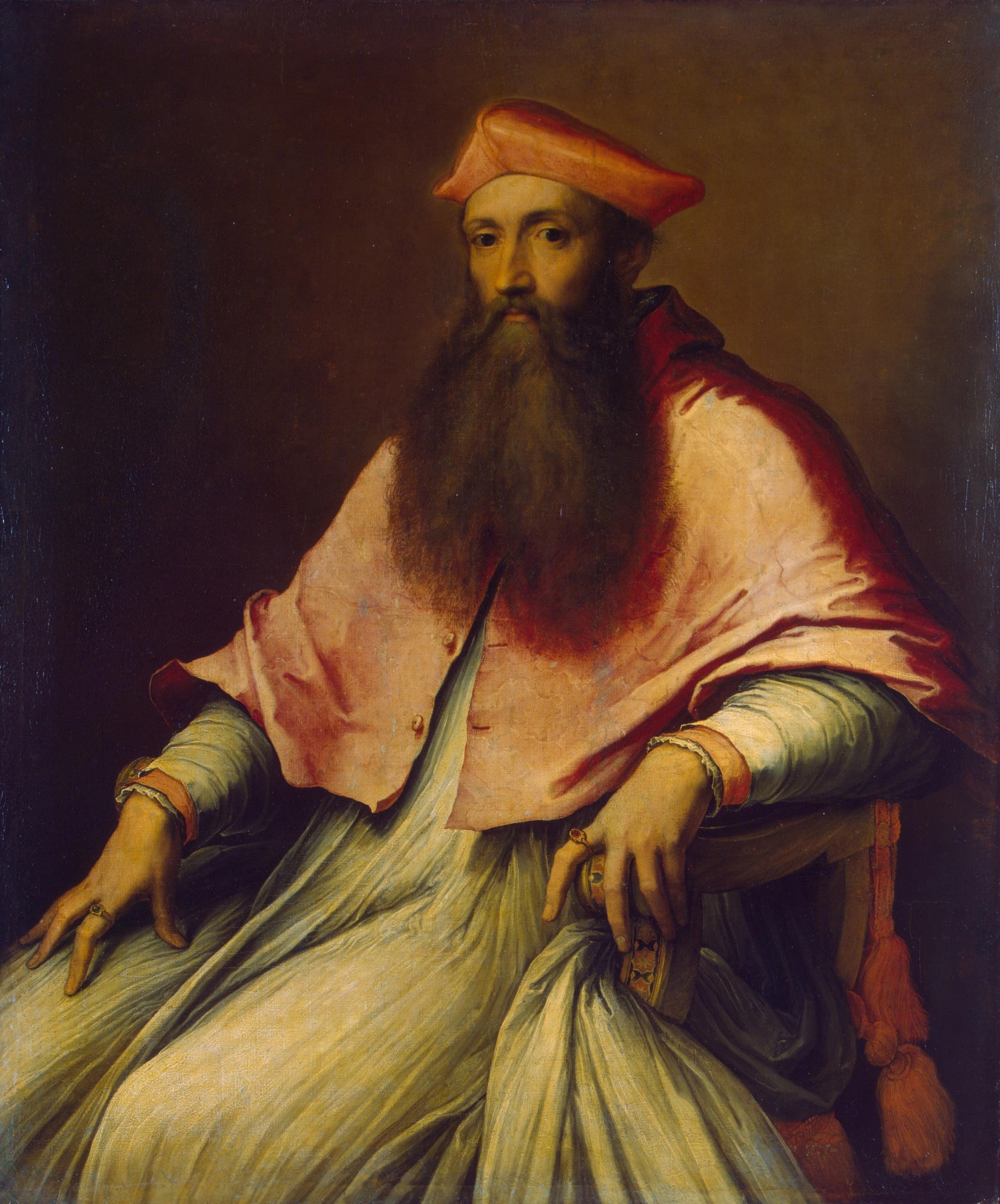
Себастьяно дель Пйомбо, «Кардинал Реджинал Пол».
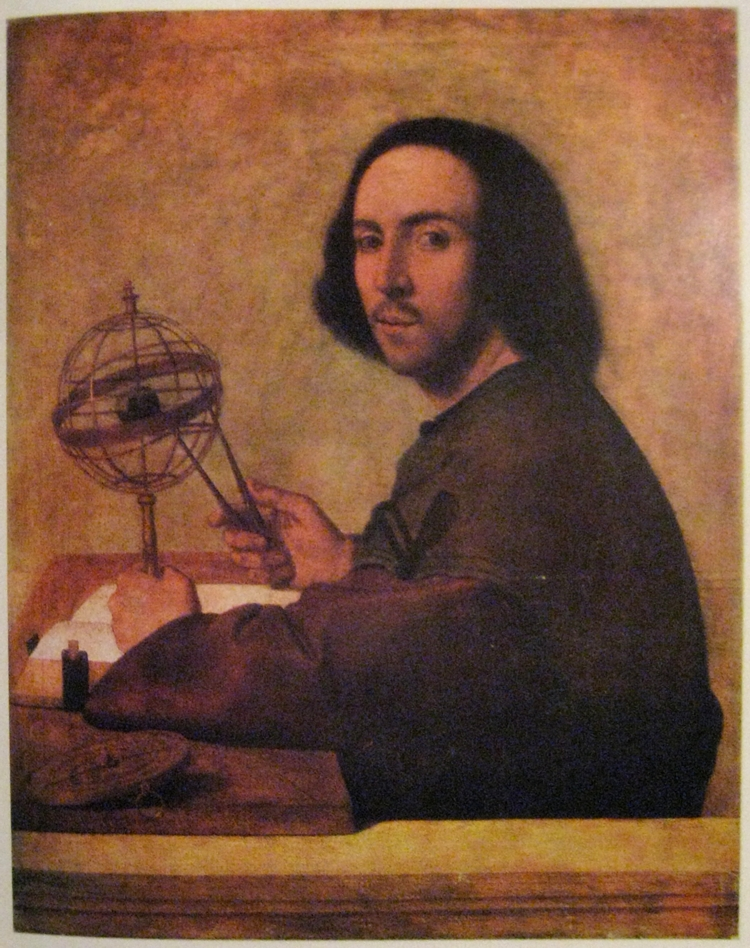
Марко Базаїті. «Астроном»
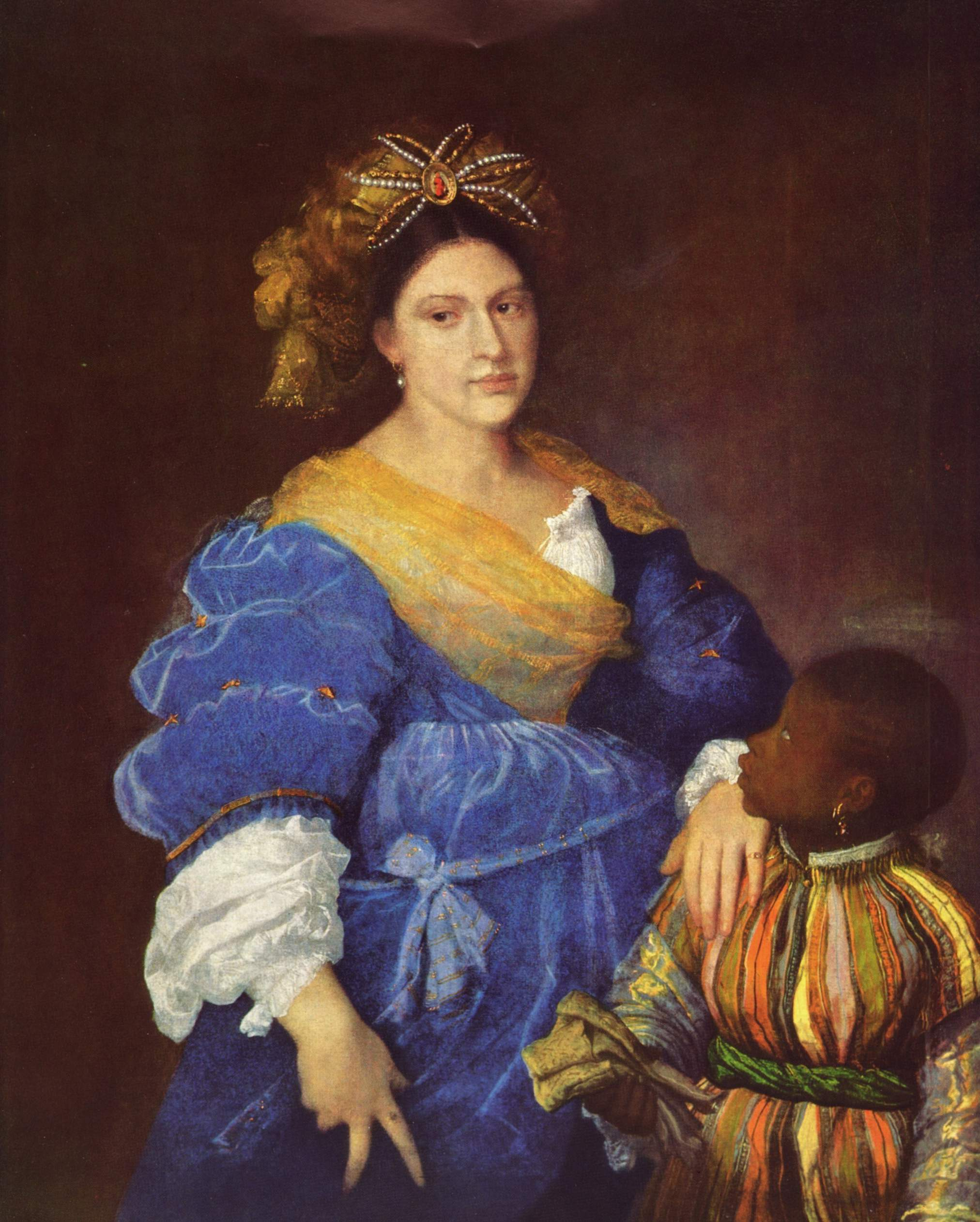
Тіціан. «Портрет Лаури Діанті», приватна збірка, Швейцарія.
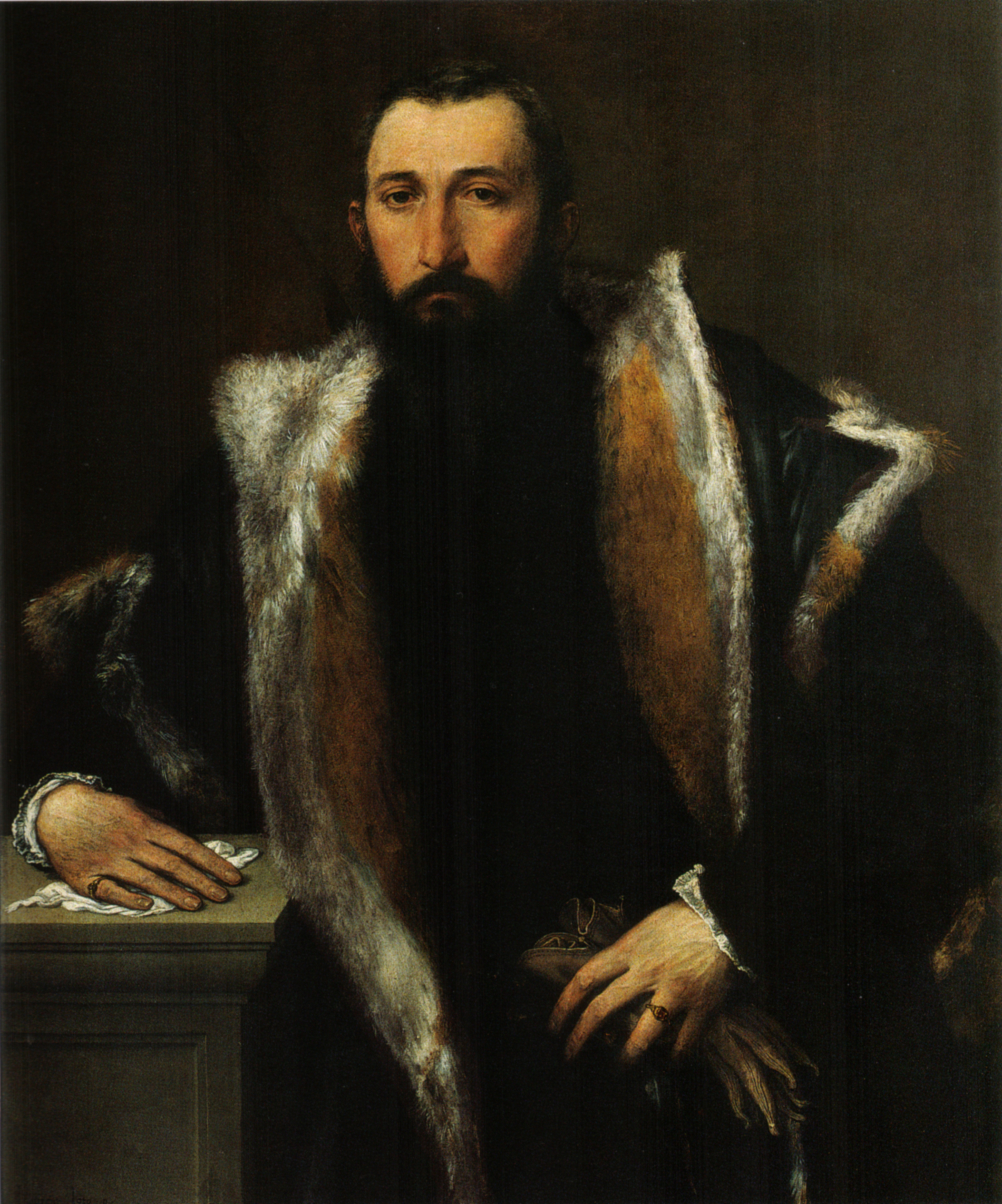
Лоренцо Лотто, «Портрет Фебо да Брешіа»
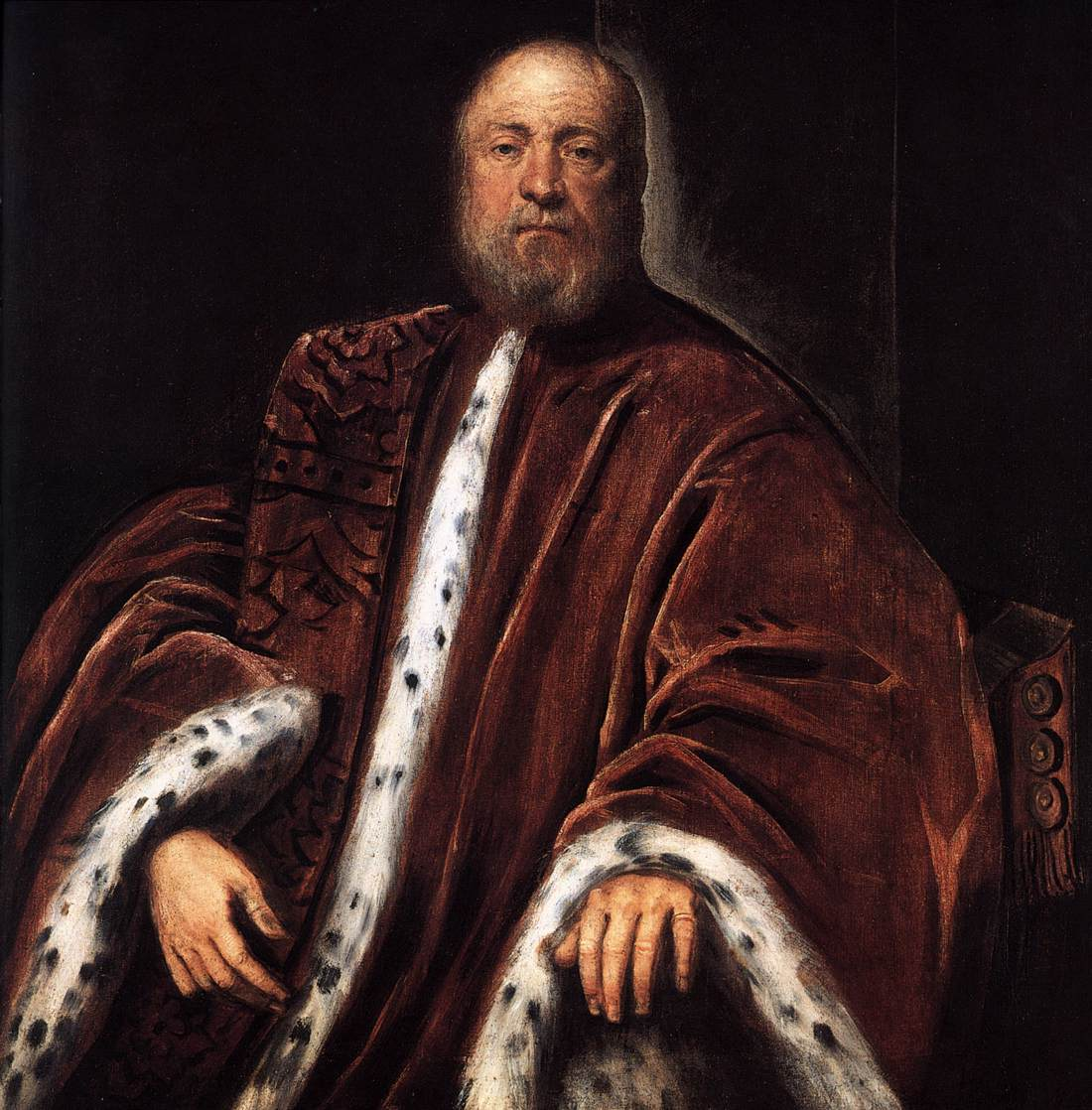
Тінторетто. «Портрет венеційського прокуратора»
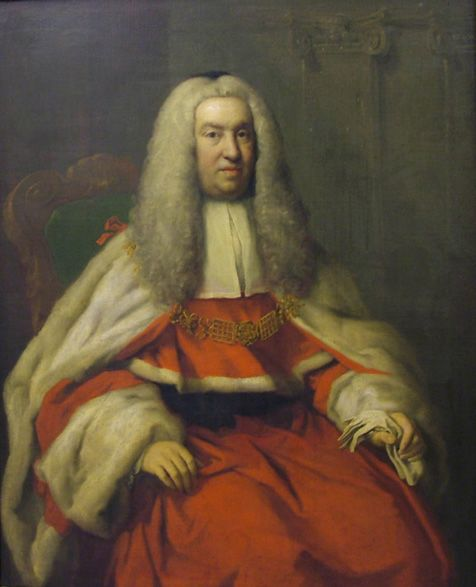
Якопо Амігоні. «Портрет сера Томаса Ріва»

### Ведута і пейзаж

Бернардо Беллотто. «Ріо-дей-Мендіканті зі Скуолою Сан-Марко», бл. 1740 р., Галерея Академії, Венеція.
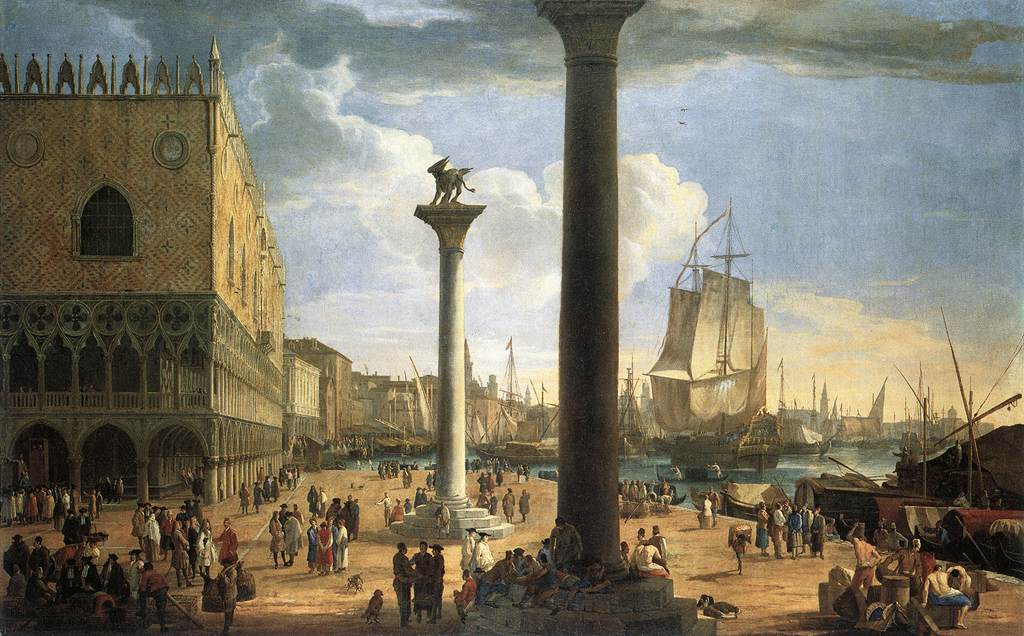
Лука Карлеварс. «Мол у Венеції від Палацу дожів», 1710.
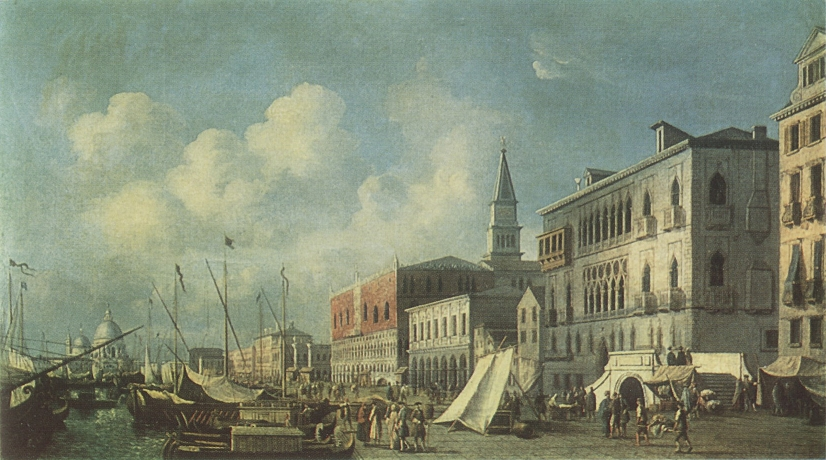
Франческо Тіроні. «Венеція»
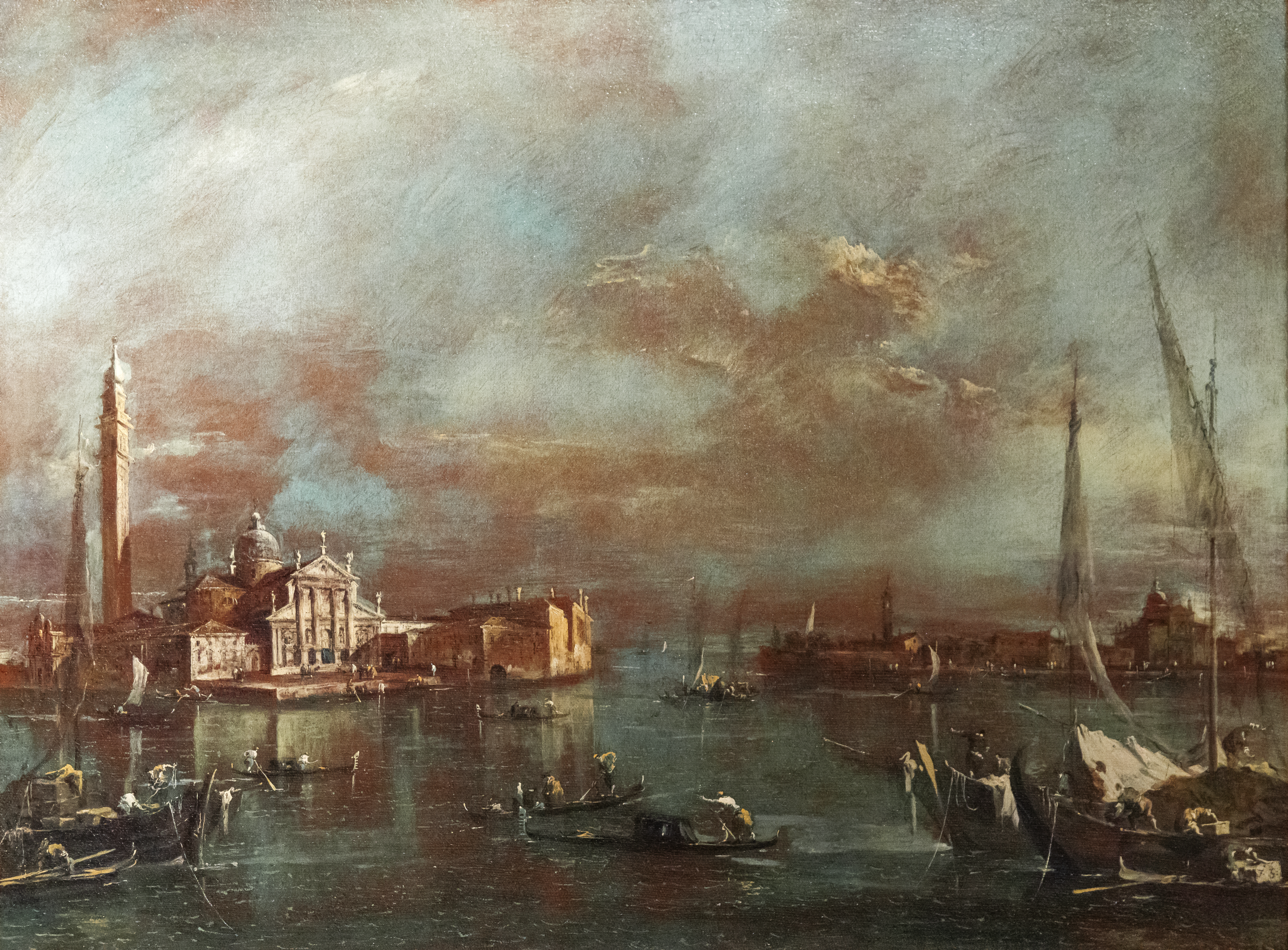
Франческо Гварді. «Краєвид на острів Сан-Джорджо та Джудекку», бл. 1774, Галерея Академії, Венеція.
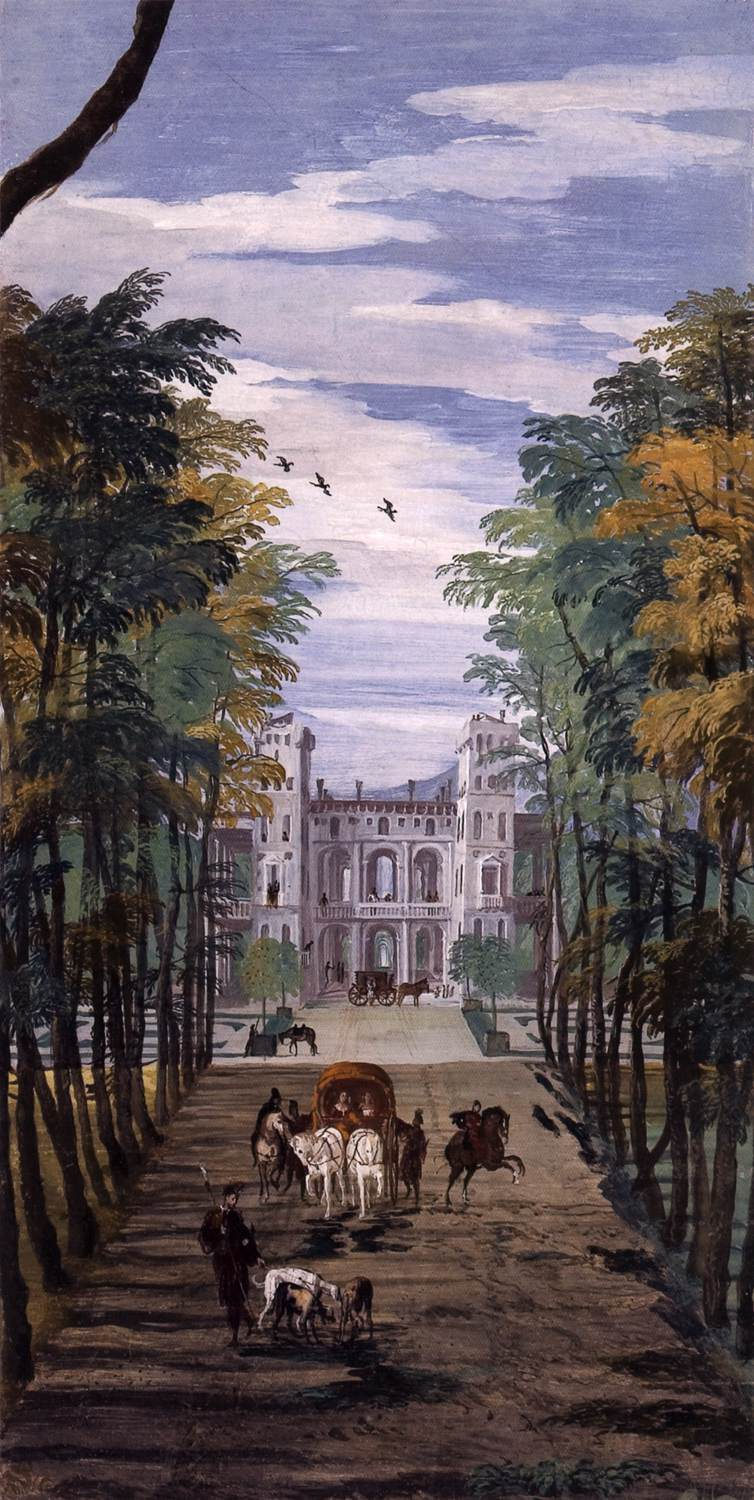
Паоло Веронезе. «Пейзаж на віллі Вальмарана», фреска
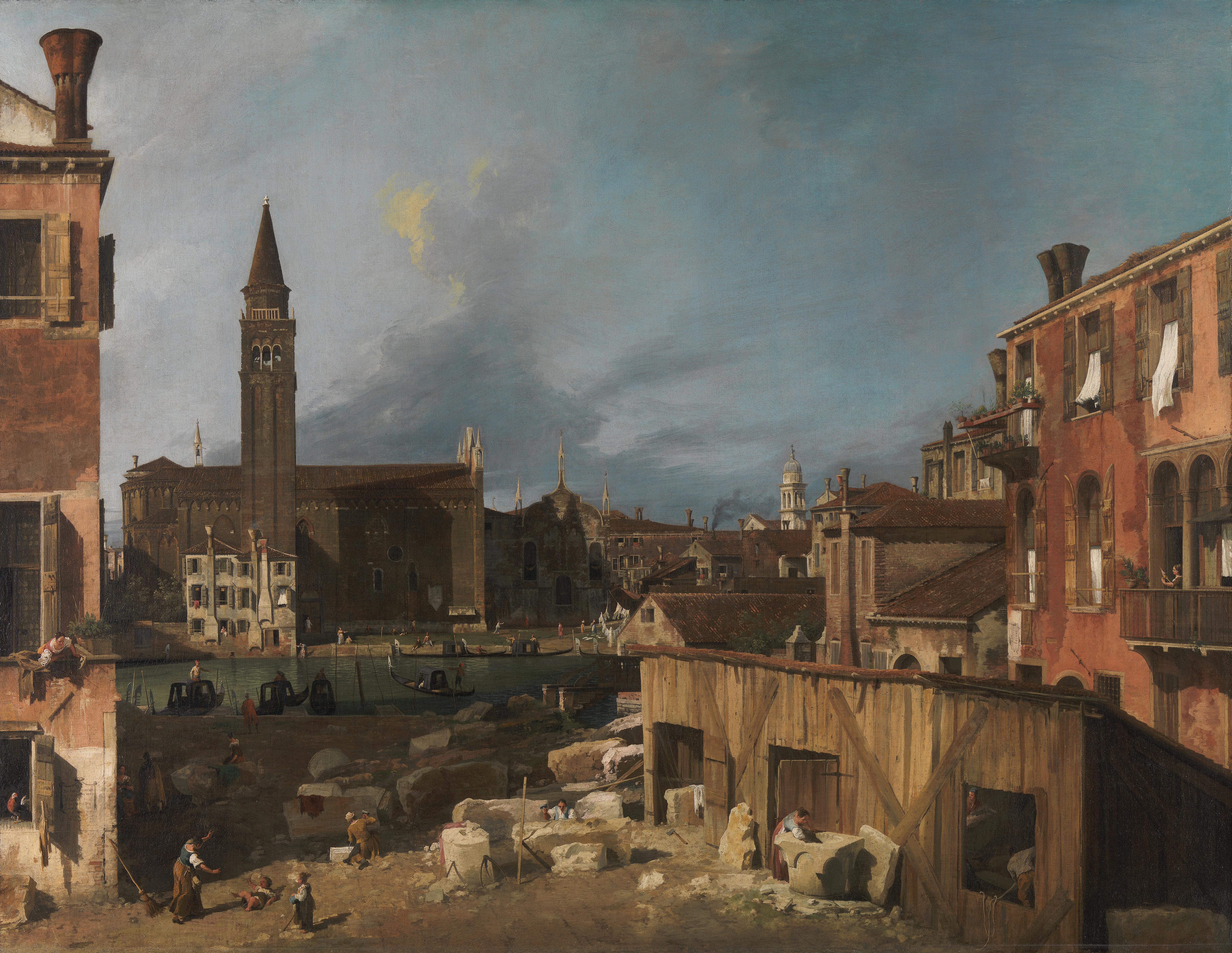
Каналетто. «Подвір'я каменяра»
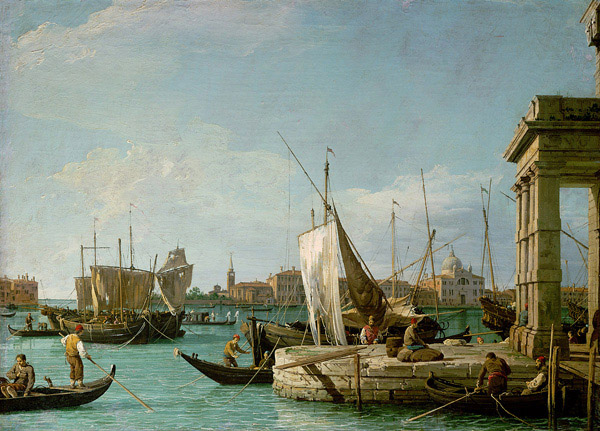
Каналетто. «Митна пристань у Венеції», 1724—1730. Музей історії мистецтв, Відень
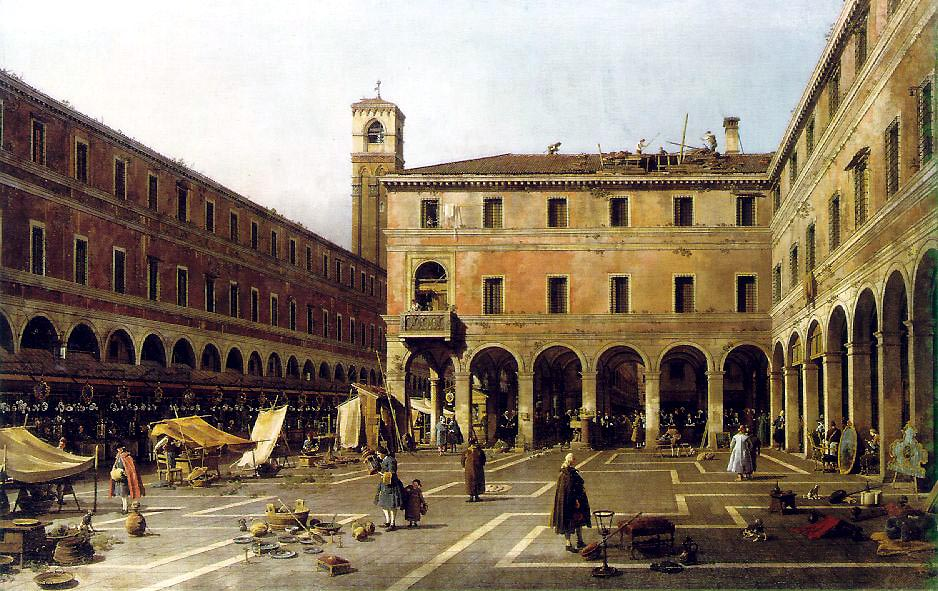
Каналетто. «Площа Ріальто»
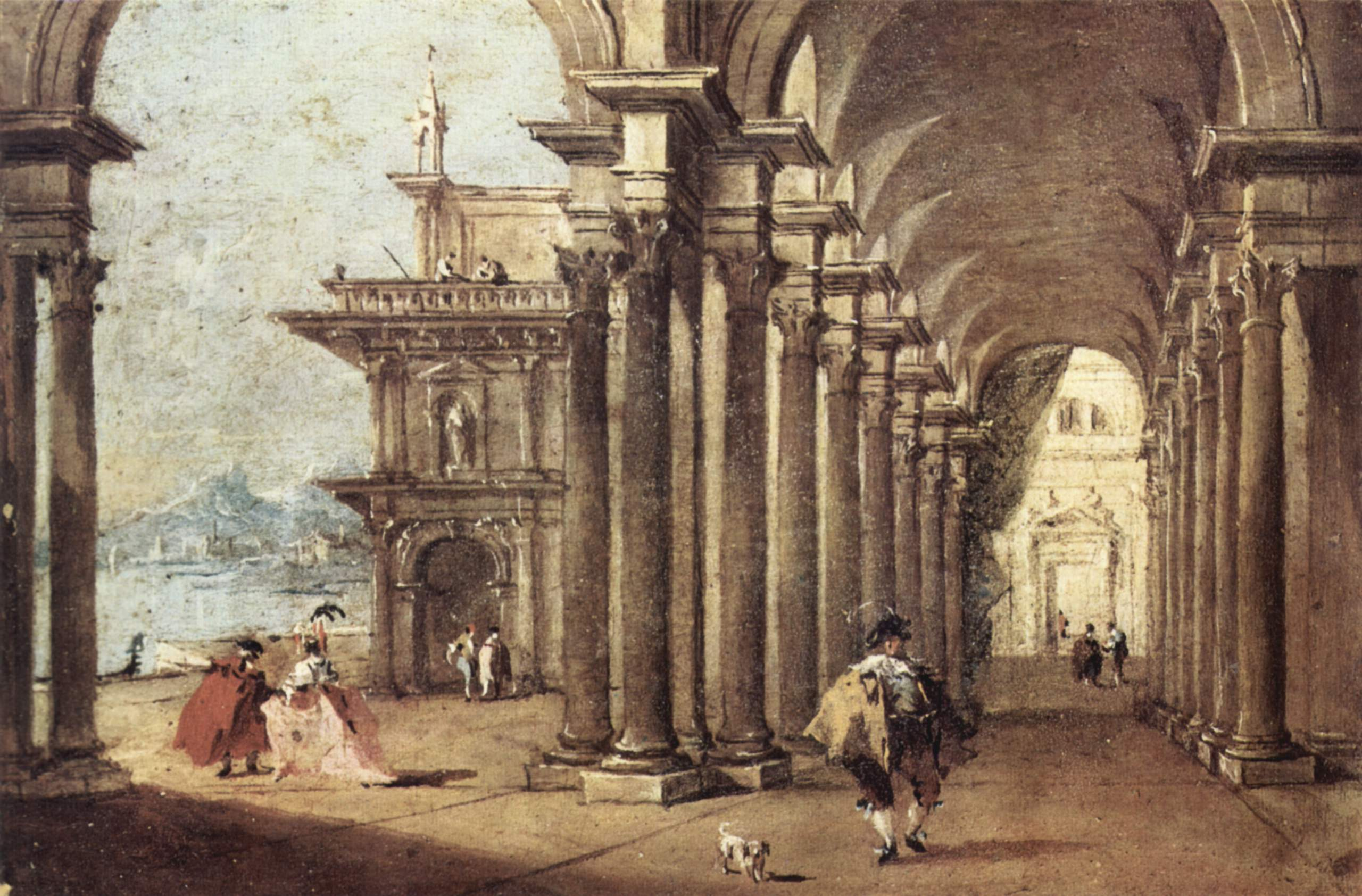
Франческо Гварді. «Галерея неподалік каналу». Академія Каррара, Бергамо.
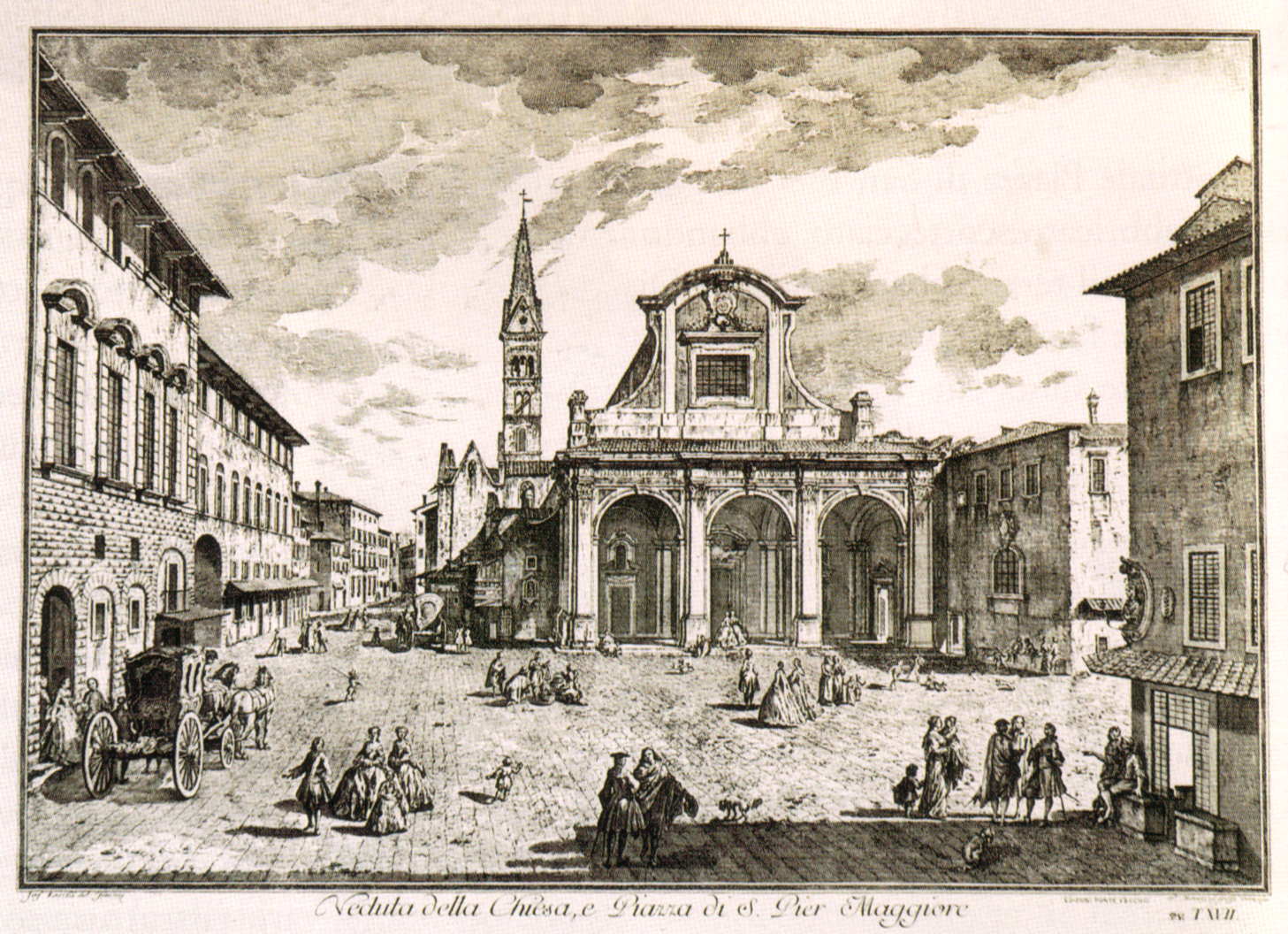
Джузеппе Зоччі. «Площа П'єр Маджоре у Флоренції»

### Побутовий жанр

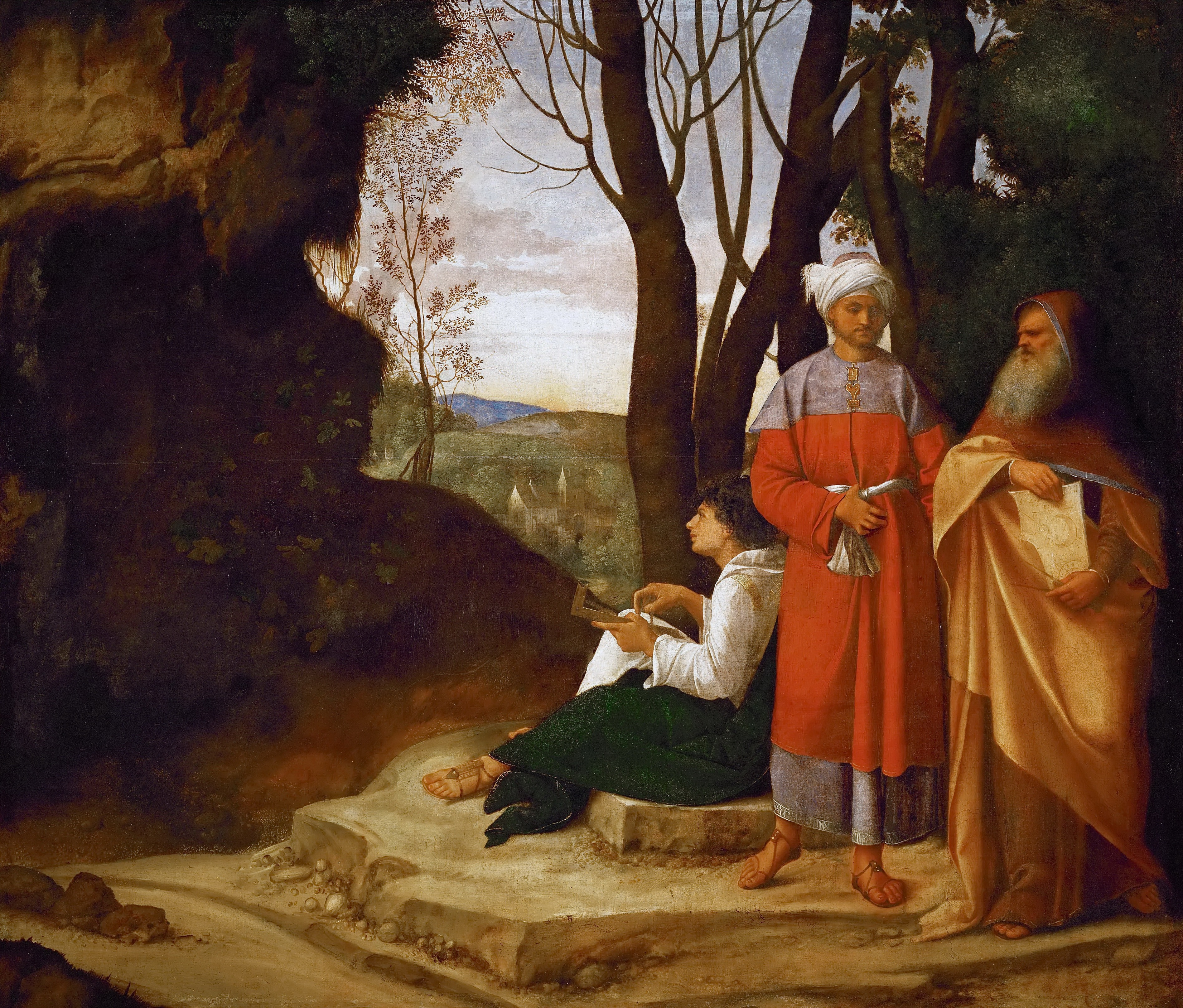
Джорджоне. Три філософи, бл. 1504 р.
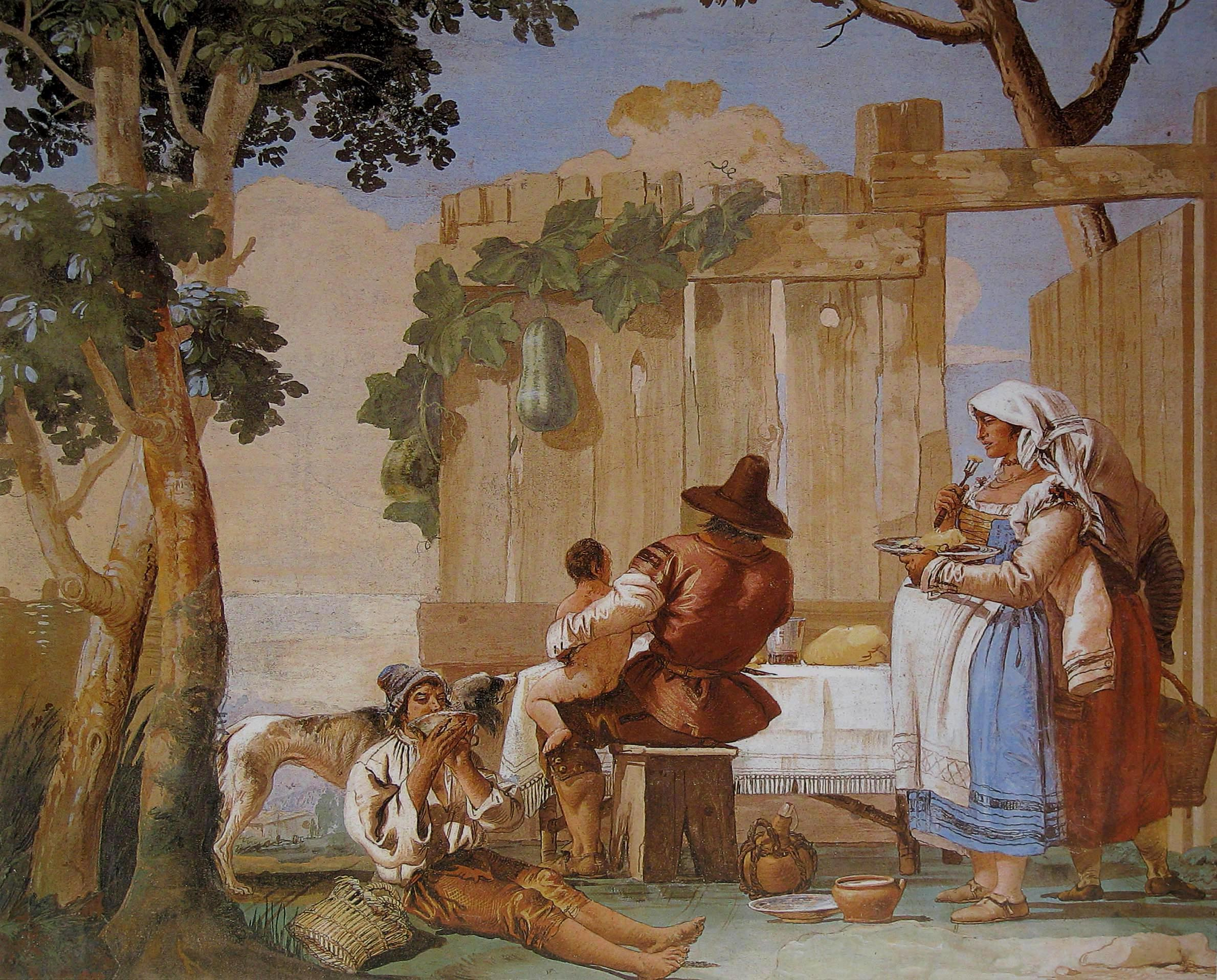
Джованні Доменіко Тьєполо. «Обідня пора». Фреска вілли Вальмарана.
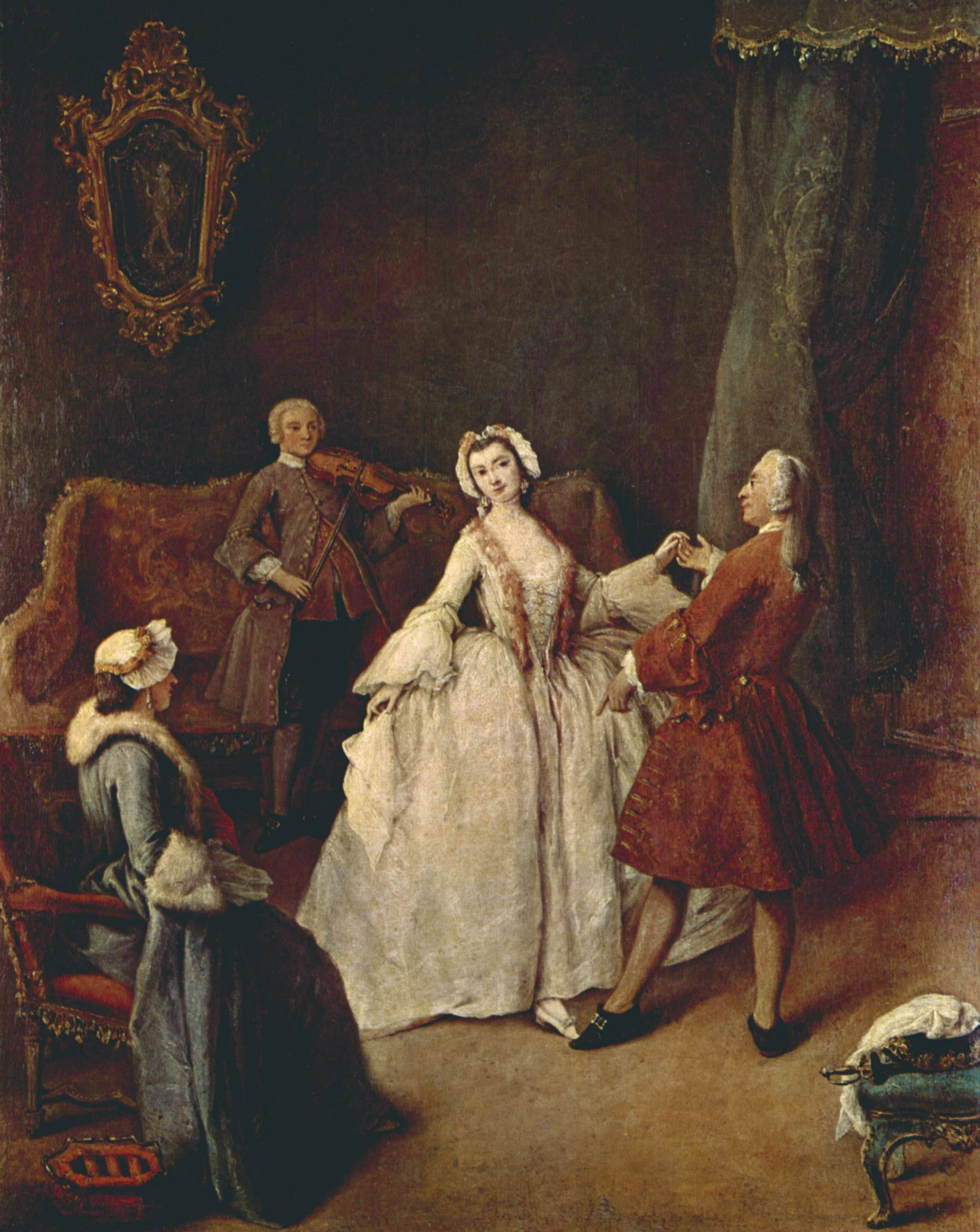
П'єтро Лонгі, «Урок танцю», 1740—1750. Галерея Академії, Венеція
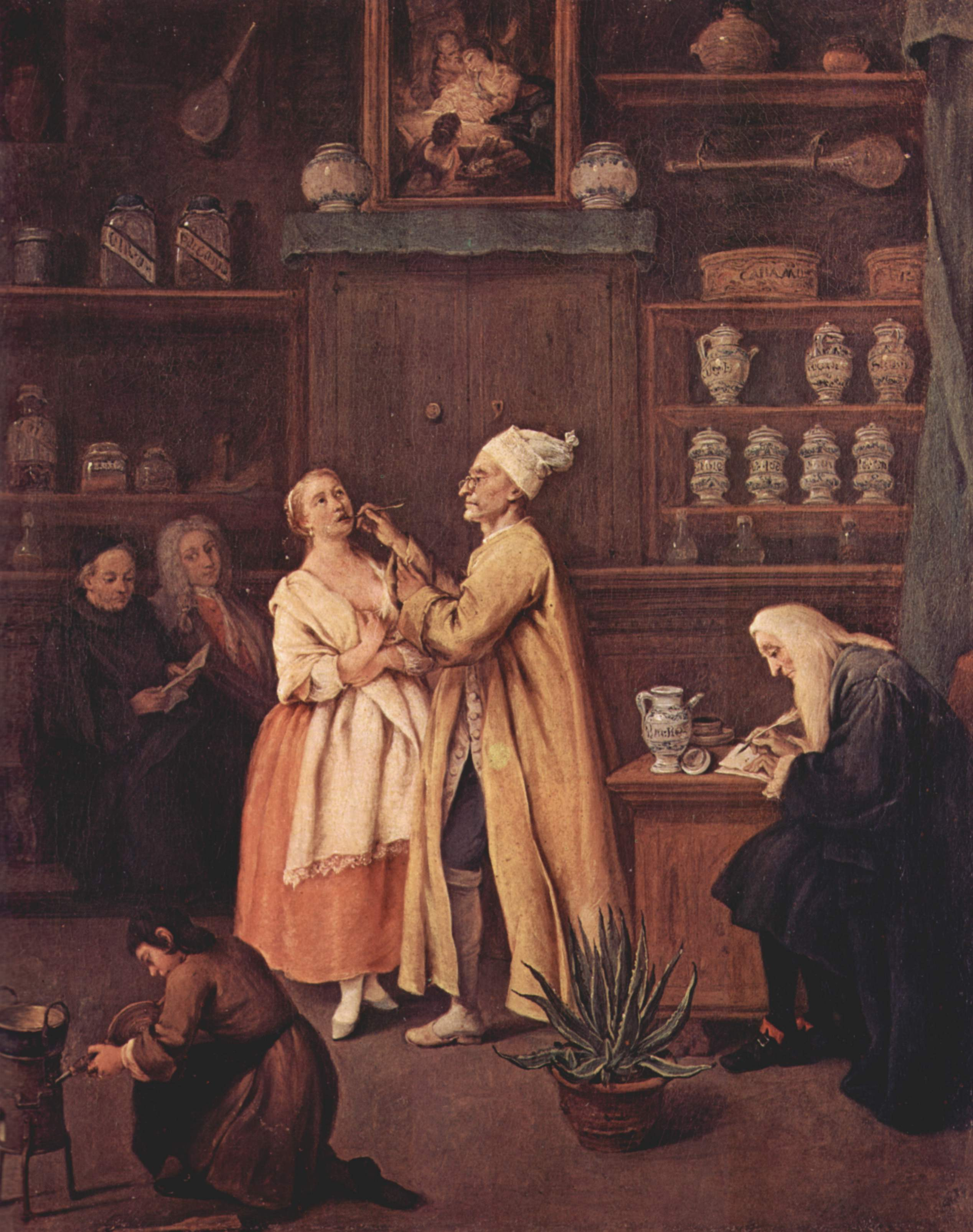
П'єтро Лонгі, «Аптекар», 1752. Галерея Академії, Венеція

### Оголена натура

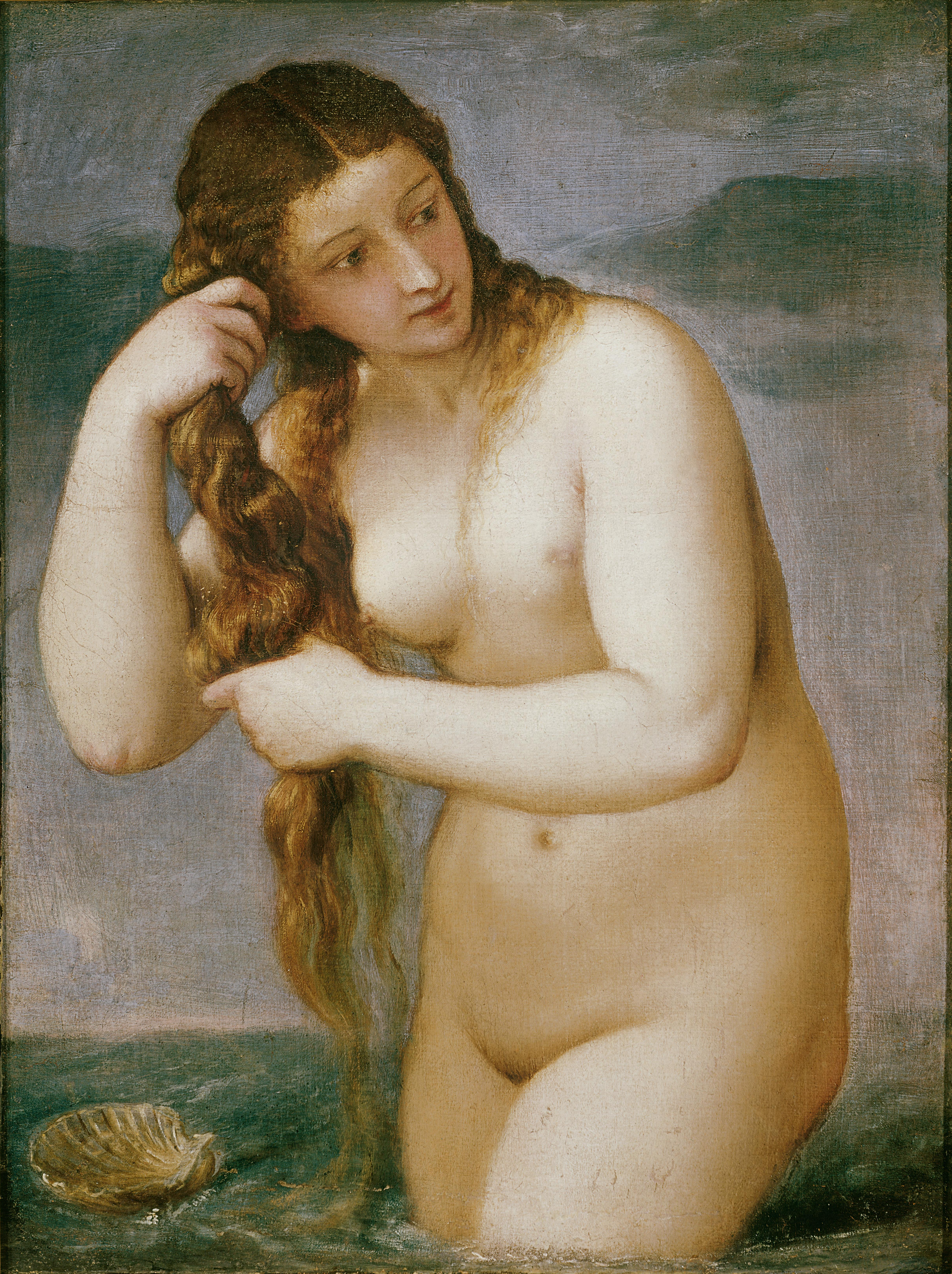
Тіціан. «Венера Анадіомена»
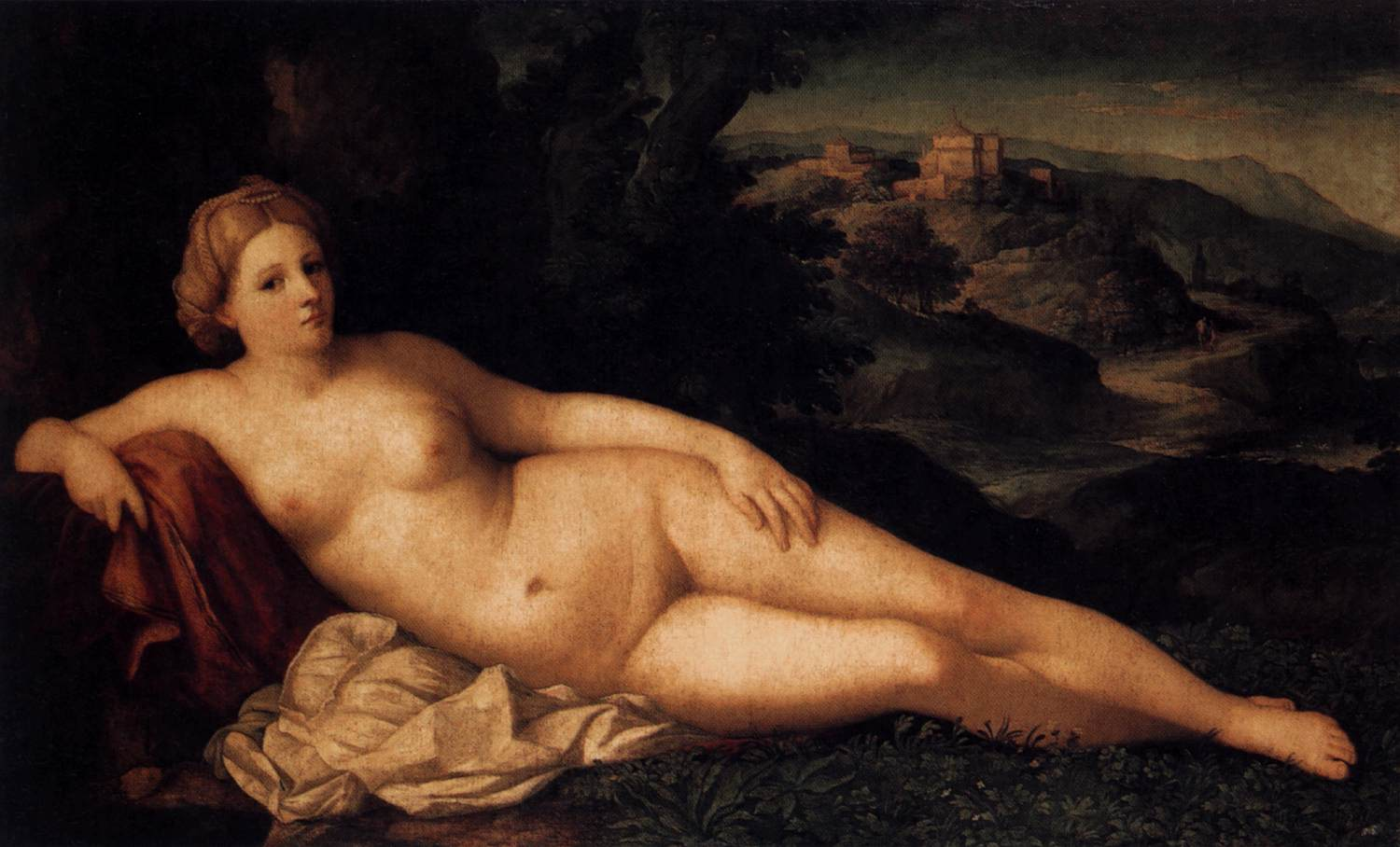
Якопо Пальма старший. «Німфа в пейзажі»
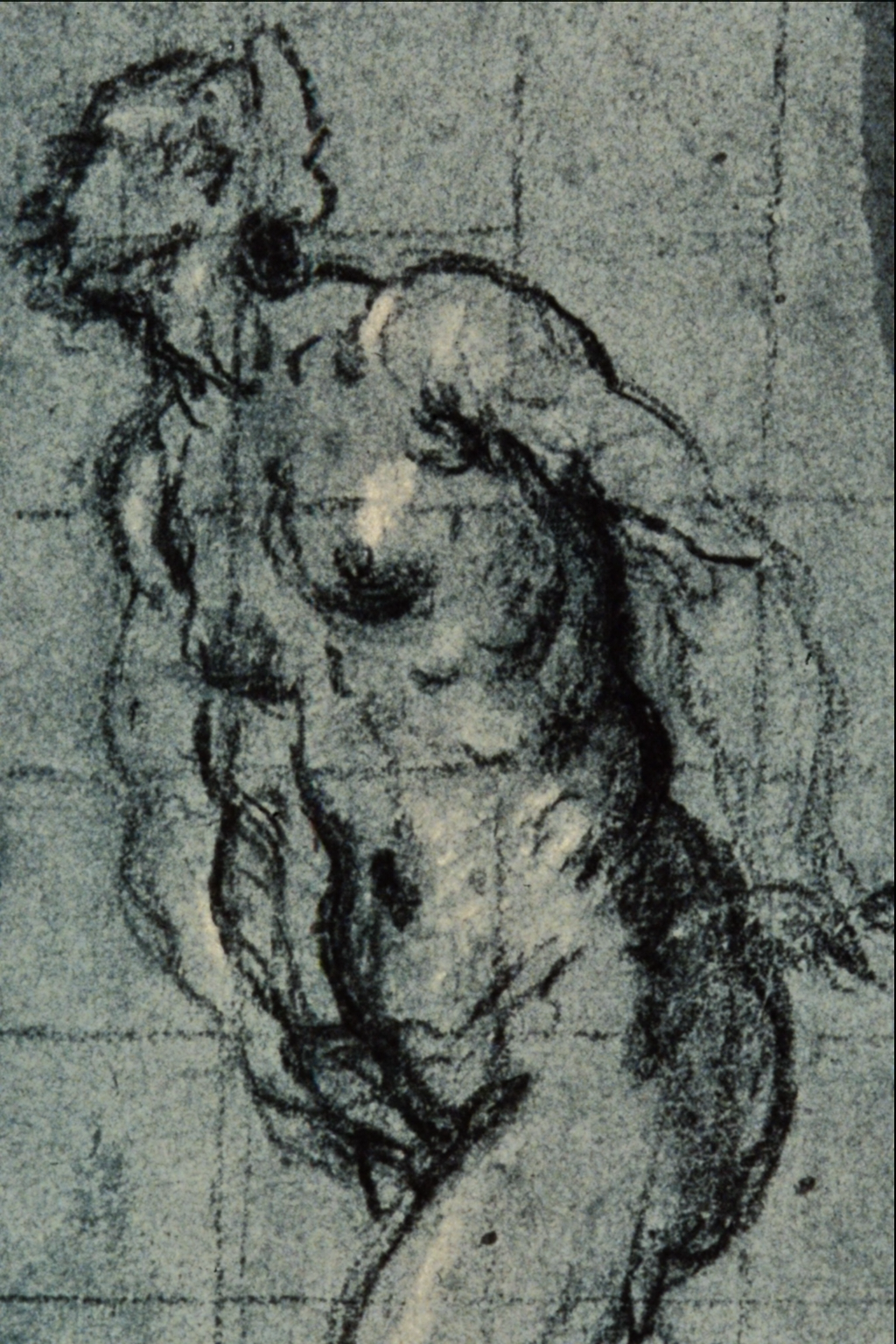
Тінторетто. Штудія до зображення Єви. Малюнок
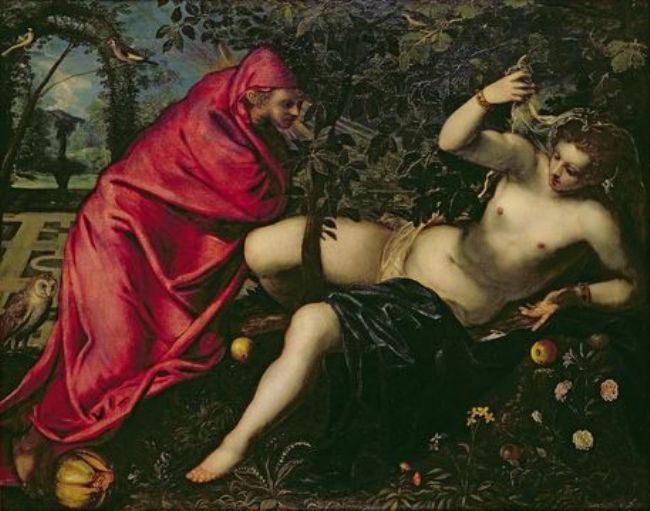
Тінторетто. «Анжеліка і чернець-пустельник»

### Алегорія, міфологічна і декоративна композиція

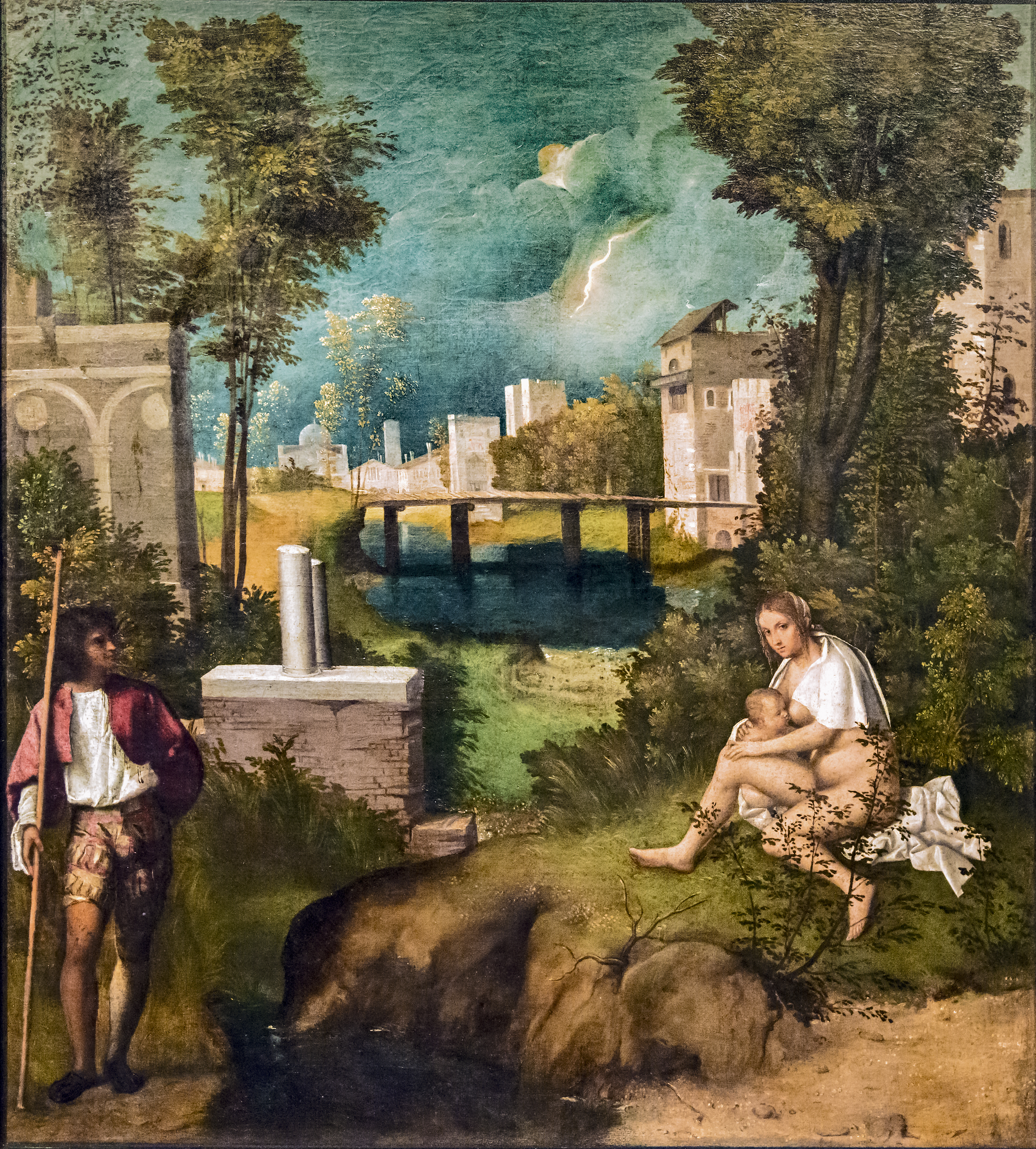
Джорджоне. «Буря», бл. 1508 р. Галерея Академії, Венеція
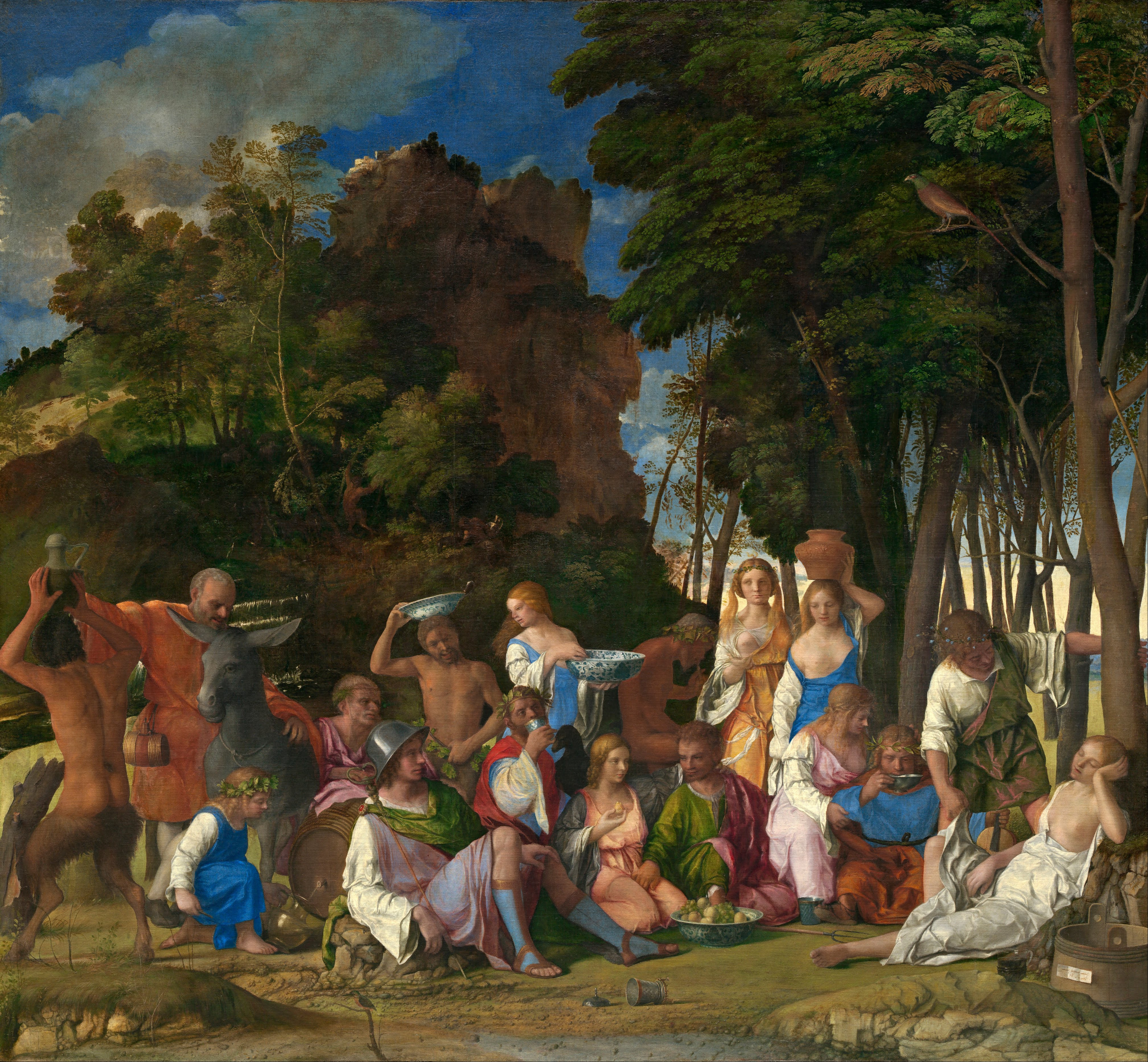
Джованні Белліні. «Бенкет богів», 1514. Національна галерея мистецтва, Вашингтон
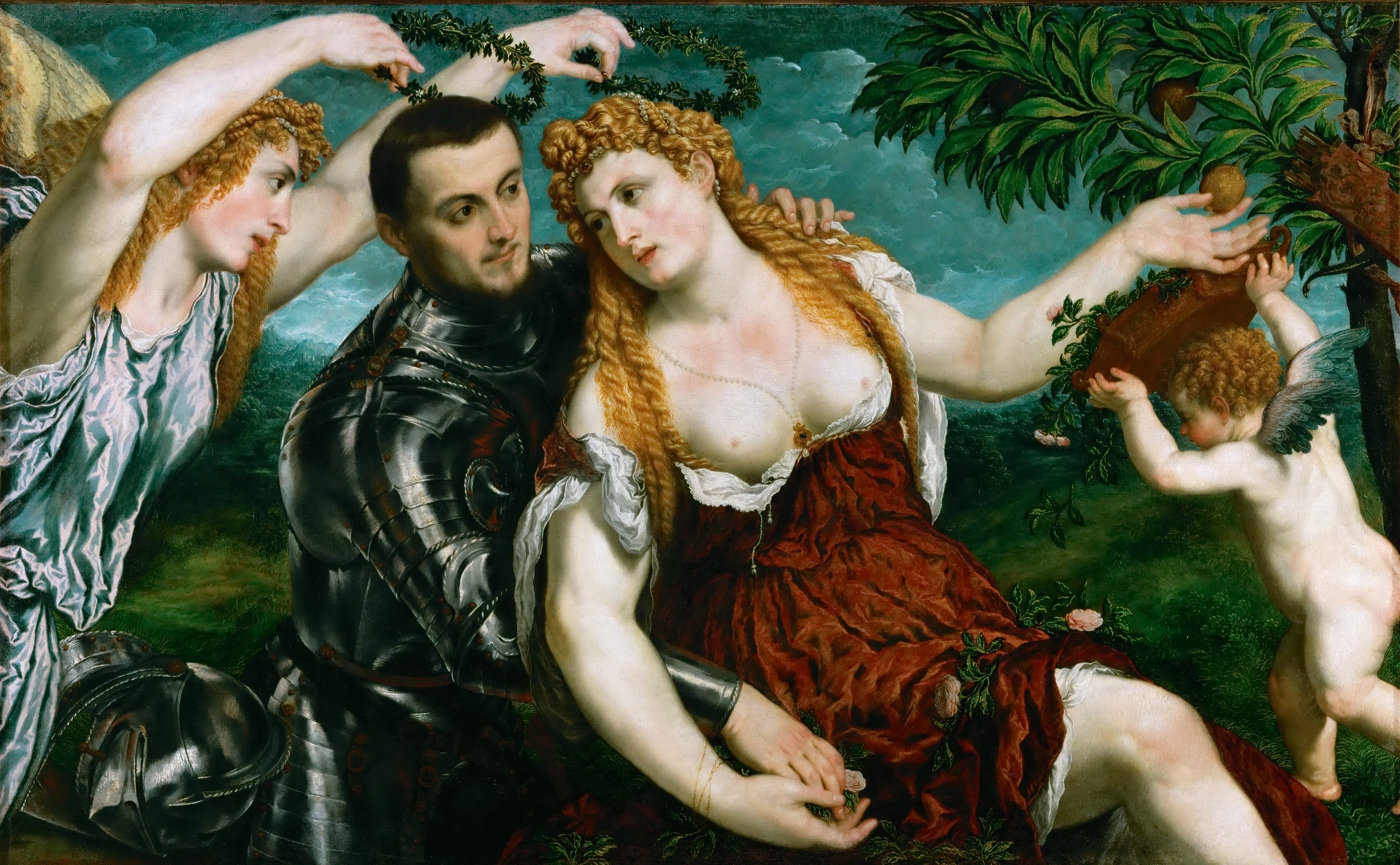
Паріс Бордоне. «Алегорія з Марсом, Венерою, Вікторією і Купідоном», бл. 1560 р. Музей історії мистецтв, Відень
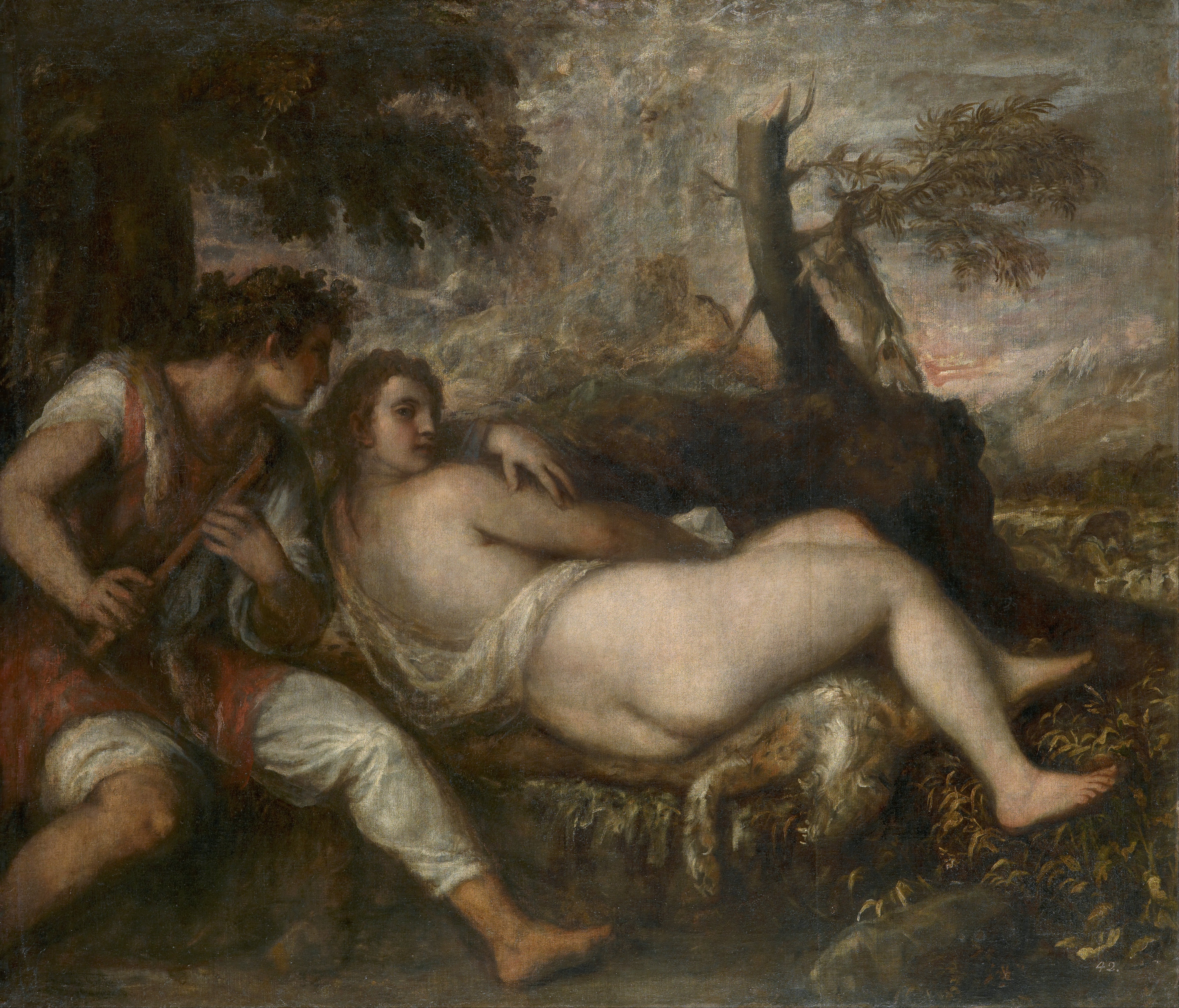
Тіціан, «Німфа і пастух», бл. 1570 р. Музей історії мистецтв, Відень
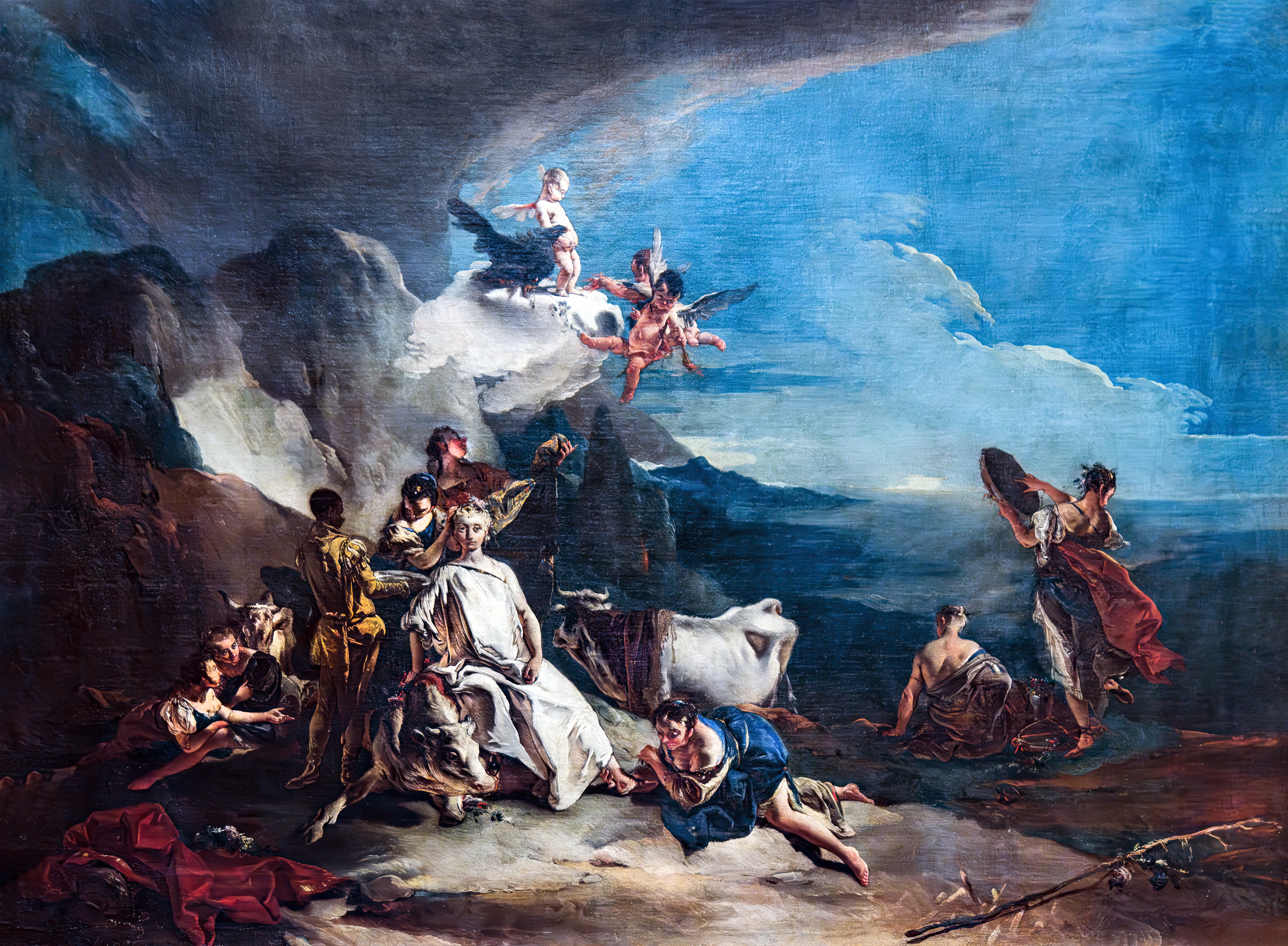
Джованні Баттіста Тьєполо, «Викрадення Європи», бл. 1720—1721. Галерея Академії, Венеція

### Декоративні фрески у заміських віллах

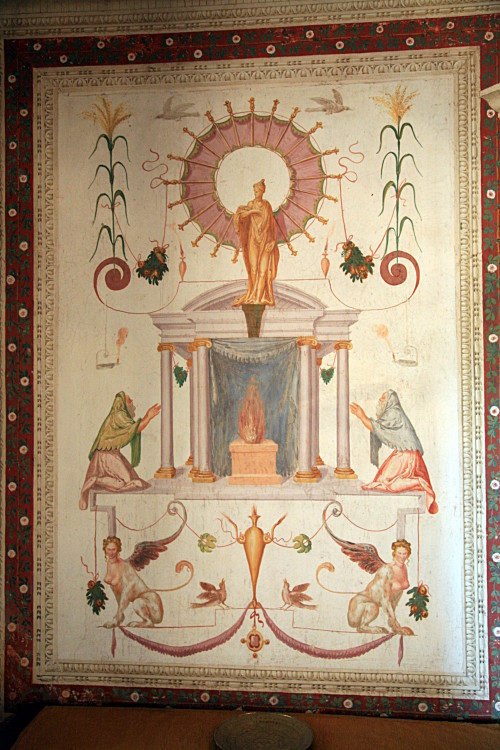
Усі — Джованні Баттіста Зелотті. Вілла Емо, гротески
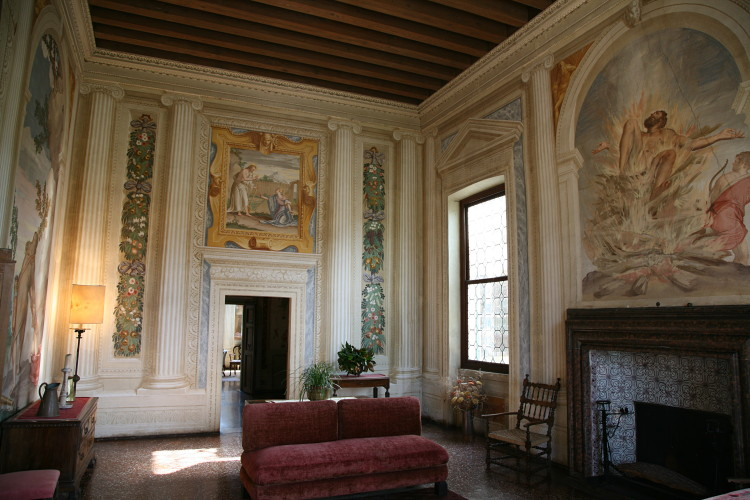
Вілла Емо, кімната Геркулеса
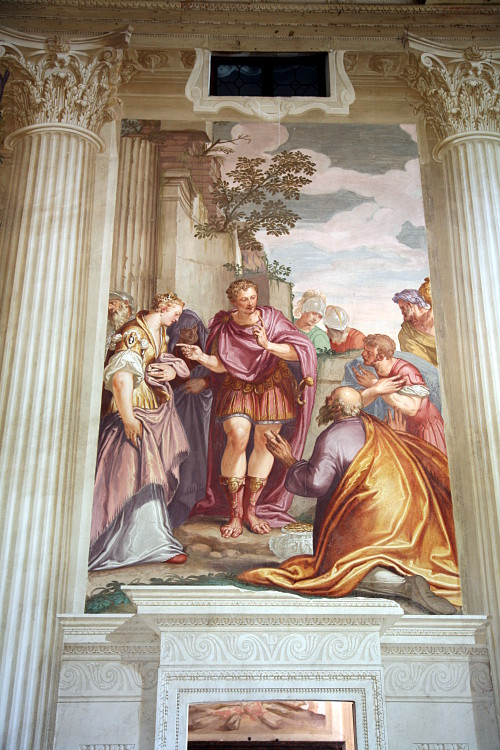
Вілла Емо, фреска в західному вестибюлі «Щедрість Сципіона Африканського»
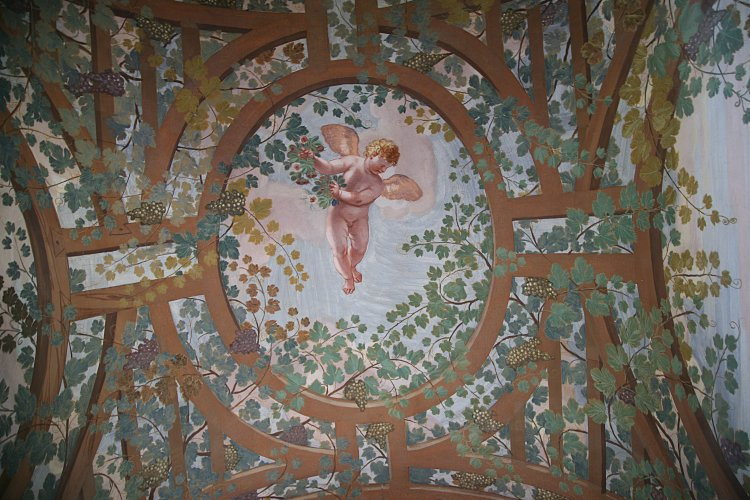
Вілла Емо, фреска на стелі з імітацією альтанки з виноградом
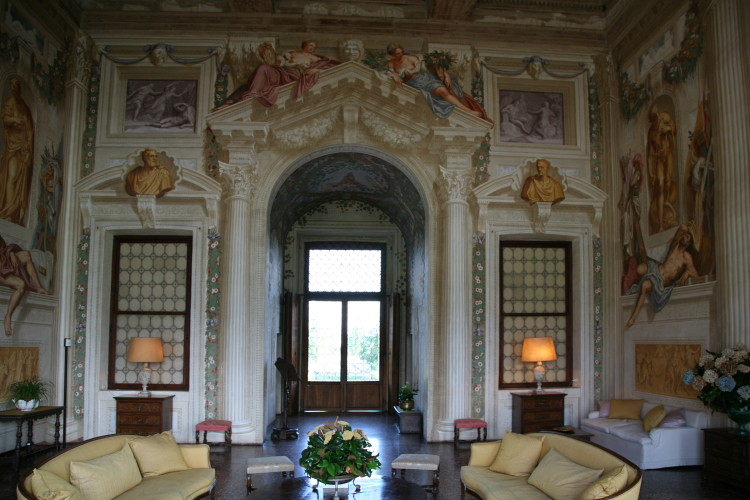
Зала з мальованою тріумфальною аркою.
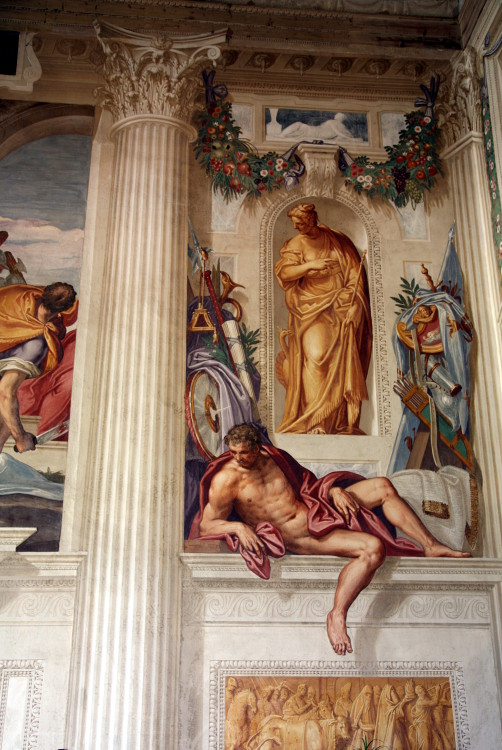
Кутова фреска зали з тріумфальною аркою.
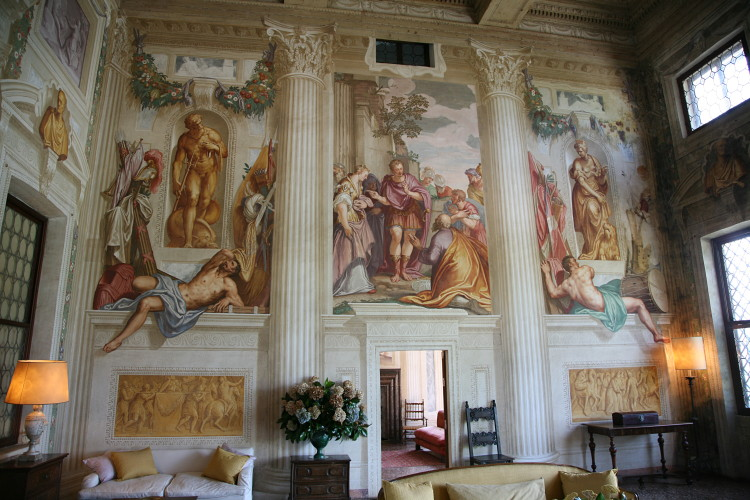
Декоративні фрески зали з тріумфальною аркою.
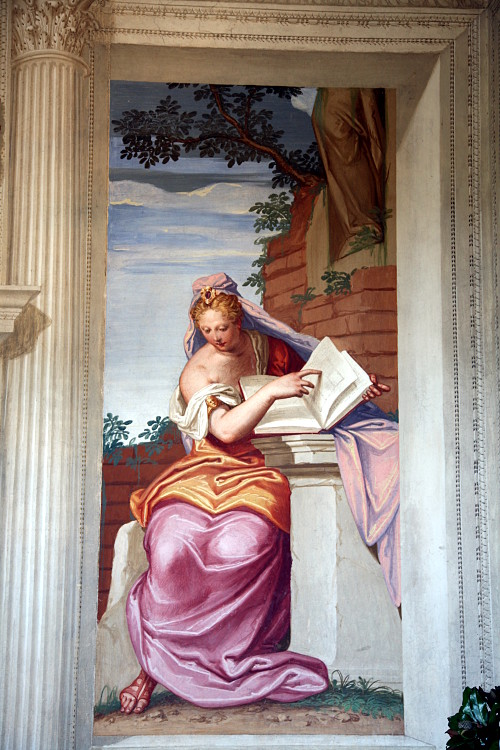
Вілла Емо. Фреска «Алегорія архітектури»

### Іноземні художники, залічені до венеційської школи
- Ск'явоне (Андреа Мельдолла, 1515 — 1563)
- Ламберт Сустріс (бл. 1520 — 1584)
- Калькар, Джованні да Калькар (Ян Стефан фон Калькар, бл. 1499 — бл. 1546)
- Паоло Фьямінго (Паувел Франк 1540—1596)
- Лодовіко Поццосеррато (Лодевійк Тейпут бл. 1550—1605)

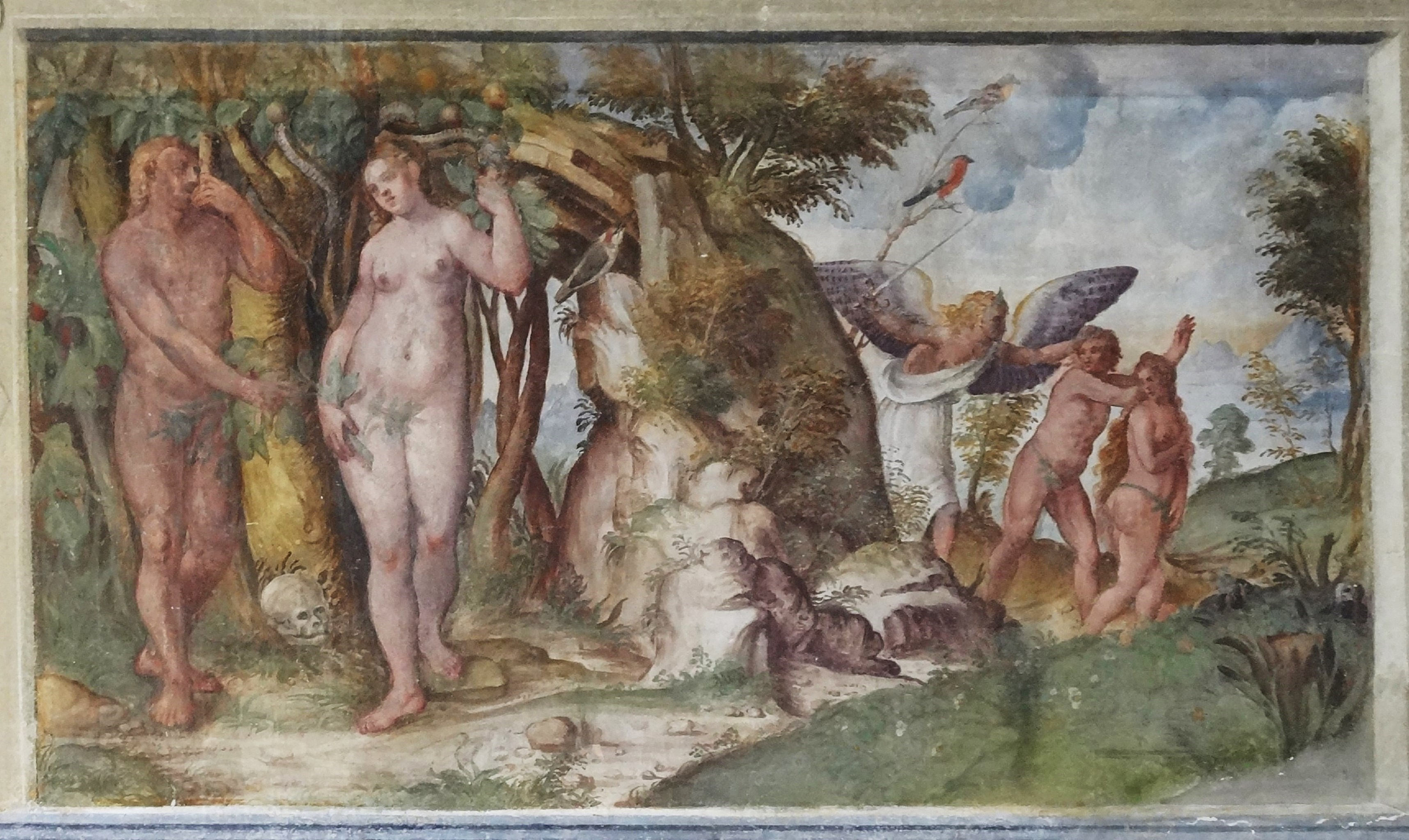
Лодовіко Поццосеррато. Фреска «Гріхопадіння перших людей» та «Вигнання з раю» у Конельяно.

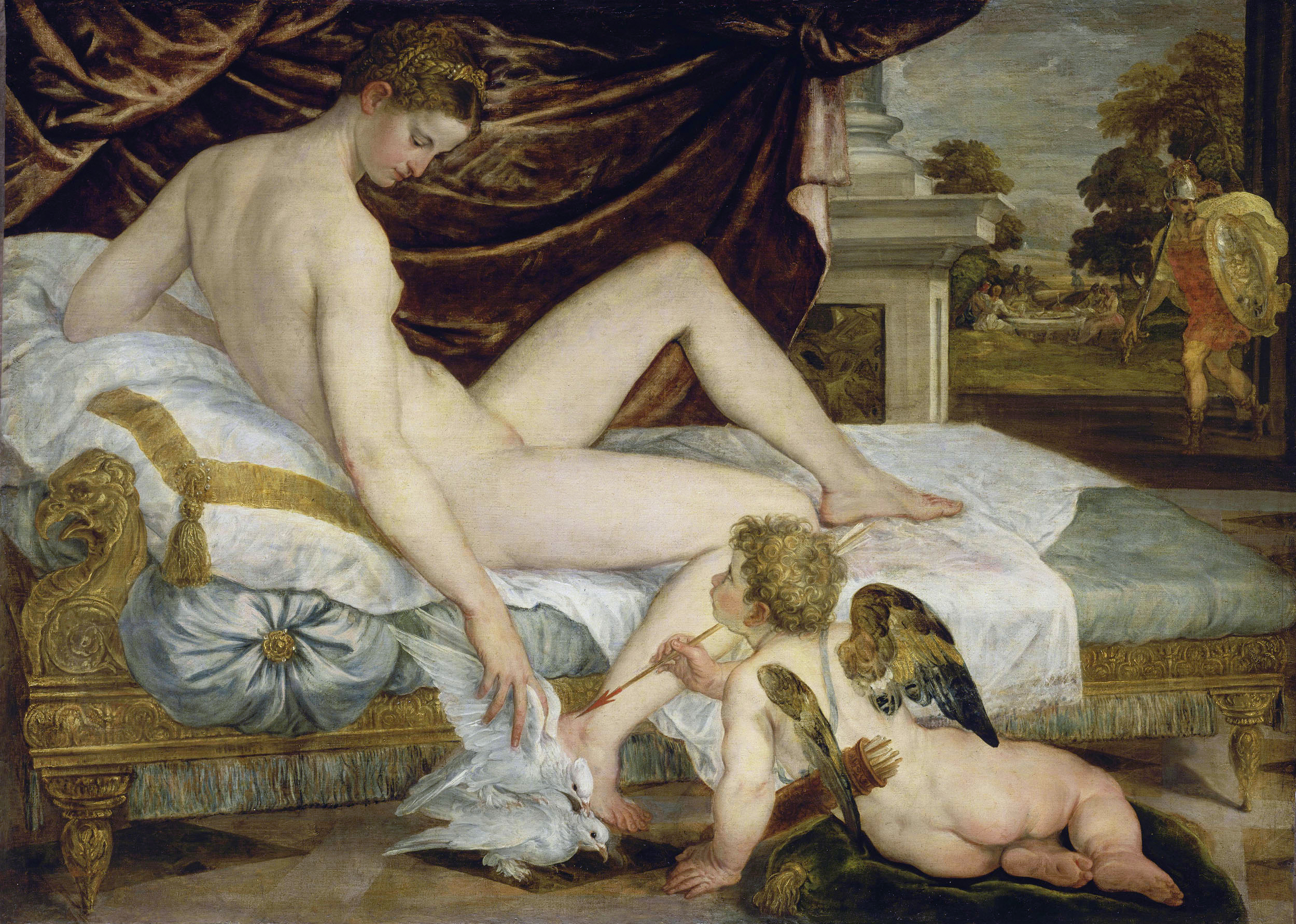
Ламберт Сустріс. «Венера і Амур»,1554, Лувр.
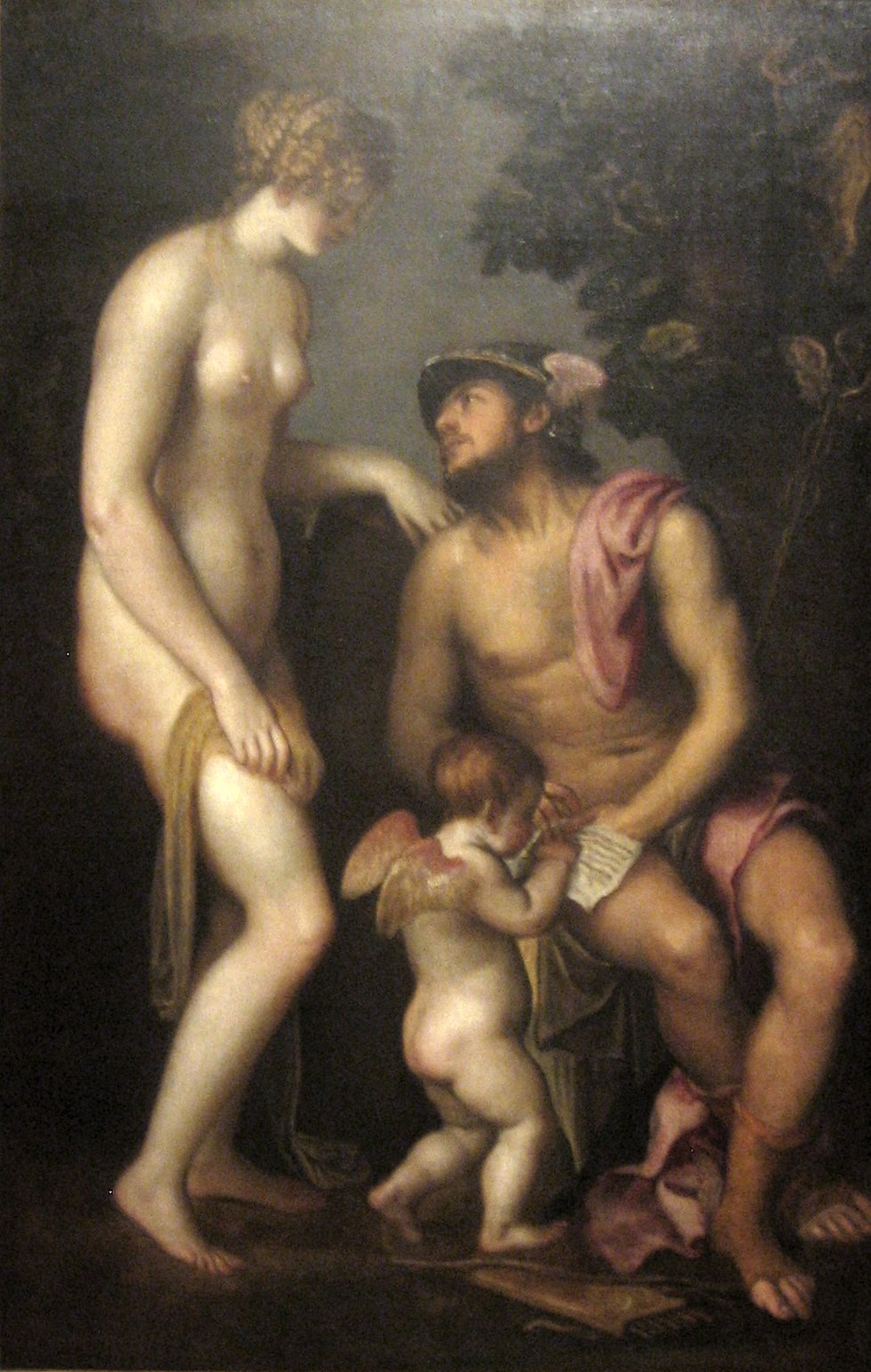
Ламберт Сустріс. «Венера передає Амура на виховання Меркурію», бл. 1540 р.
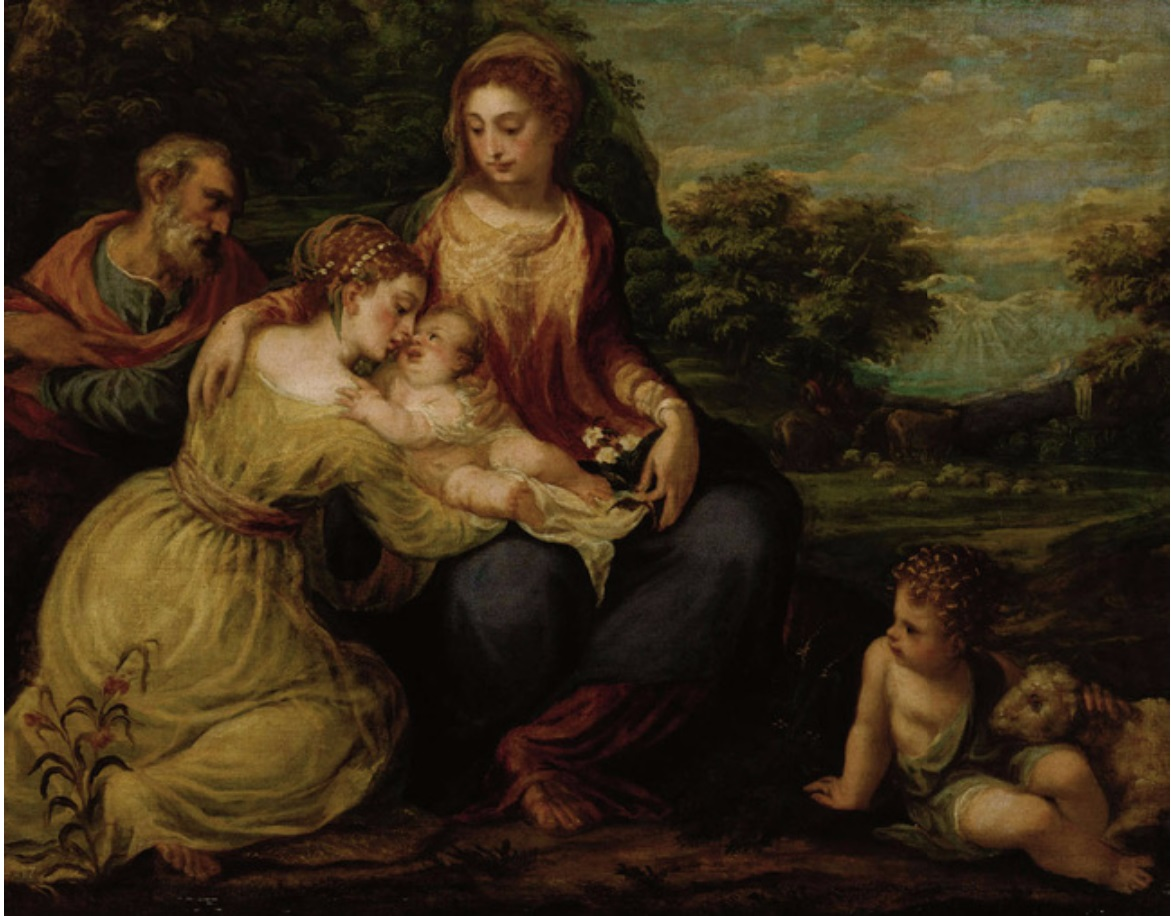
Андреа Мелдолла (Ск'явоне). Свята Родина зі Св. Катериною, 1552 р., Відень.
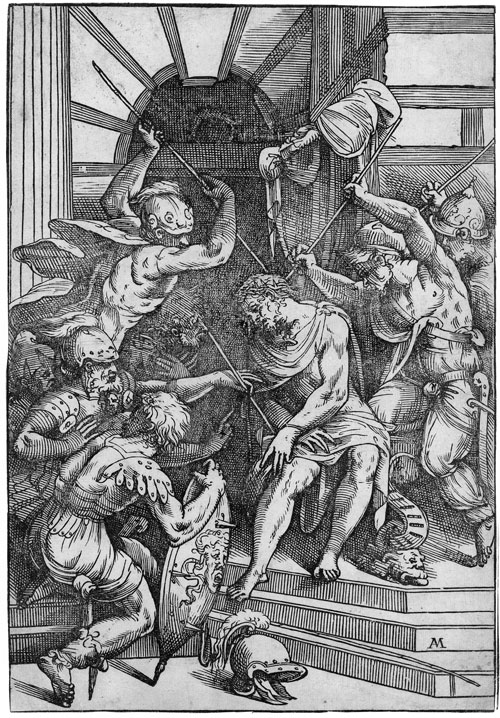
Гравюра Ск'явоне за твором Тіціана. «Увінчання Христа терновим вінцем».

### Неповний перелік скульпторів Венеції
- Мауро Кодуччі (1440—1504)
- Якопо Сансовіно (1486—1570)
- Алессандро Вітторіа (1525—1608)
- Камілло Маріні (1567—1611)
- Джузеппе Торретто (1661—1743)
- П'єтро Баратта (1659—1729)
- Антоніо Бонацца (1698—1763)
- Антоніо Ґаі (1686—1769)
- Джованні Бонацца (1654—1736)
- Франческо Кабіянка (1665/6 — 1737)
- Джованні Маркіорі (1696—1778)
- Антоніо Канова (1757—1822)
- Антоніо Тарсія (1663—1739)
- Джованні Марія Морлейтер (1699—1781)
- Джусто Лекур (1627—1679), фламандець за походженням
- Енріко Меренго (Генріх Меренго, Генріх Мейрінг, 1628—1723)

### Венеційські дверні молоточки

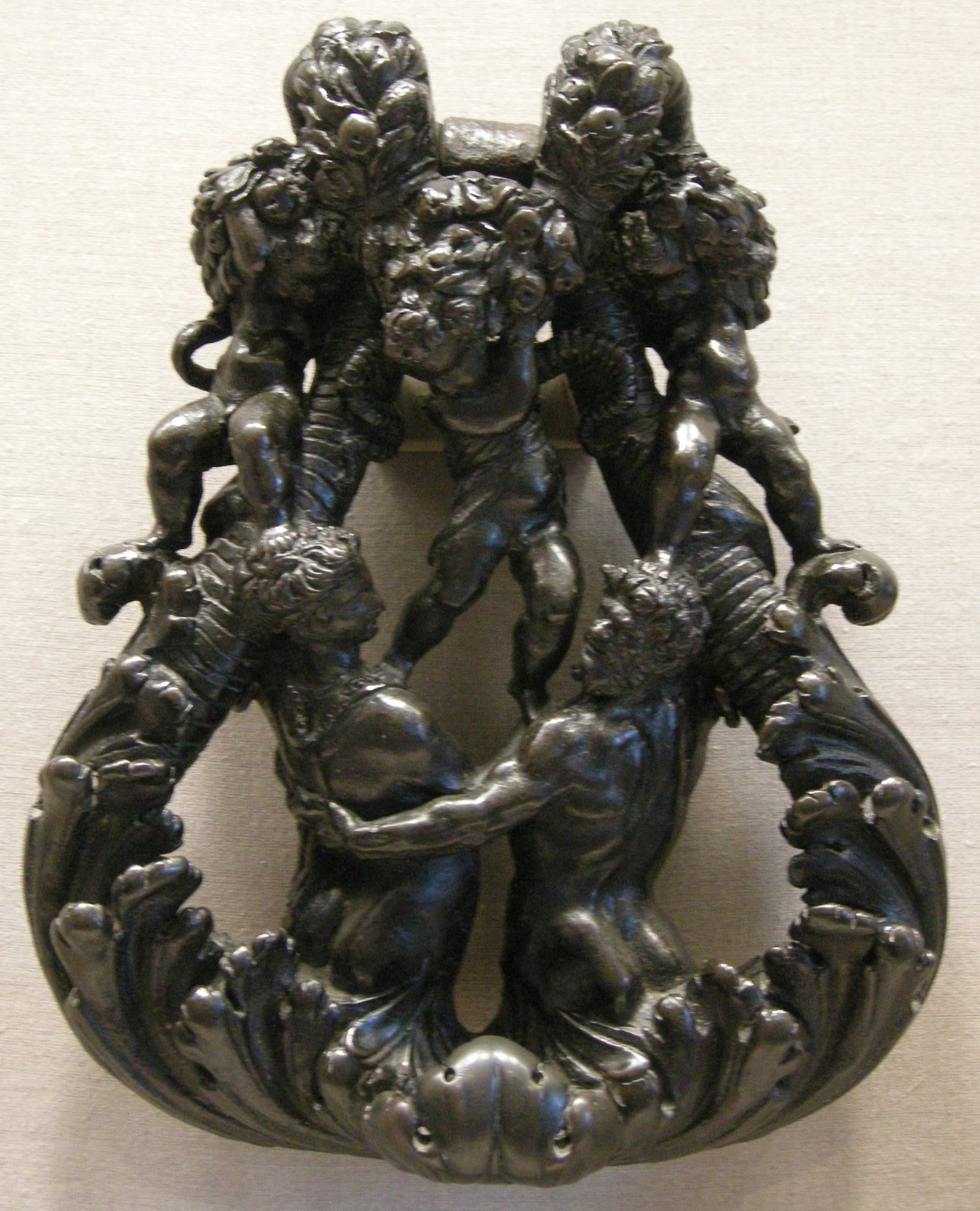
Якопо Сансовіно. Металевий молоточок «Морські тритони і путті»

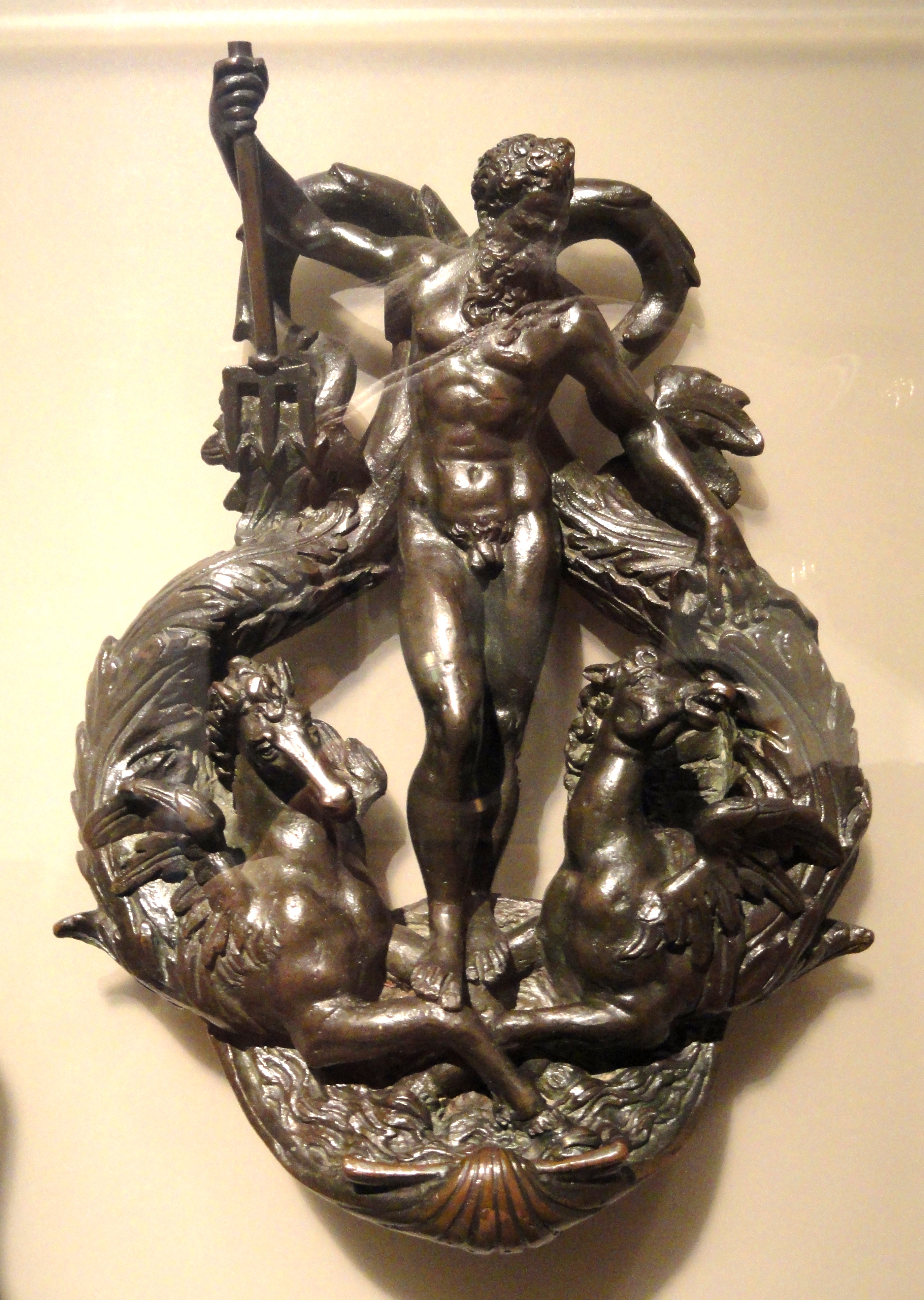
Алессандро Вітторіа. «Нептун із морськими кіньми», до 1580 р., Художній музей Фогг.